# Németország történelme
Németország történelme az őskőkori időkre nyúlik vissza; területén találták meg a neandervölgyi ember ősének tekintett heidelbergi ember első leleteit. A bronz- és vaskorban indogermán nyelvű népek vándoroltak be a mai Észak-Németországba, amelyek később kiszorították a délebbre lakó keltákat. A Germánia megnevezést a rómaiak használták először az egymással hol szövetkező, hol ellenséges törzsek országára. A rómaiak elfoglalták a Rajnától nyugatra eső germánlakta területeket és megalapították Germania Superior és Germania Inferior provinciákat, de az i. e. 9-es teutoburgi katasztrofális vereség visszatartotta őket a további hódításról. A Nyugatrómai Birodalom bukása után a frankok meghódították a többi germán törzset. Nagy Károly halála után birodalmát felosztotta fiai között, így alakult meg a Keleti Frank Királyság, melynek későbbi uralkodója, I. Ottó 962-ben megalapította a Német-római Birodalmat, a középkori német államot.
A későbbi századokban a világi és egyházi főurak egyre nagyobb befolyásra tettek szert és a 15. századra végleg eldőlt, hogy a császárokat hét választófejedelem választja meg. 1517-ben Martin Luther indította el a katolikus egyház reformációját, melynek következtében az északnémet hercegségek protestánssá váltak, míg a déliek katolikusok maradtak. A két országrész a 17. században pusztító vallásháborút vívott egymással, amely becslések szerint lakossága egynegyedének pusztulását okozta. Az 1648-as vesztfáliai béke eredményeképpen a Német-római Birodalom számos kisebb-nagyobb állam laza szövetségévé esett szét. A francia forradalmat és a napóleoni háborúkat követően liberális és nacionalista eszmék terjedtek el a német polgárság körében, ám a feudális uralkodó osztályok igyekeztek elnyomni az új gondolatokat. Az 1848-49-es forradalmi hullám során több német államban felkelések törtek ki, ezeket azonban elfojtották. Az ipari forradalom modernizálta a német gazdaságot, népességrobbanáshoz vezetett és megjelent a munkásmozgalom is. A német egyetemek a világ élvonalába kerültek, a művészetek virágoztak. A 19. század közepétől Poroszország és Ausztria vetélkedett egymással a német egyesítés vezető szerepéért; a versenyt egy győztes háborúval Poroszország nyerte. 1871-ben Bismarck kancellár munkálkodásának köszönhetően (Ausztriát kizárva) megalakult a Német Császárság. Az új nagyhatalom igyekezett gyarmatokat szerezni Afrikában és a Csendes-óceánon.
1900-ra Németország vált az európai kontinens vezető hatalmává. Ipari termelése hamarosan meghaladta Nagy-Britanniáét és flottaépítési programjával fegyverkezési versenyt provokált. Az 1914-1918 között vívott első világháborúban Németország volt a központi hatalmak vezető ereje. A háborúban vereséget szenvedett és a versailles-i békében elvesztette gyarmatait, területének 12%-át és hatalmas jóvátétel megfizetésére kötelezték. Az 1918 novemberében kitört forradalom megdöntötte a monarchiát és megalakult a Weimari köztársaság. Az 1929-ben kezdődő gazdasági világválság súlyosan érintette Németországot, a lakosság elvesztette hitét a politikai rendszerben, megerősödött a szélsőséges pártok támogatottsága. 1933-ban a nemzetiszocialista Adolf Hitler lett az ország vezetője, aki totalitárius diktatúrát vezetett be és agresszív terjeszkedésbe kezdett. Annektálta Ausztriát, majd két lépésben Csehországot. 1939 szeptemberében megtámadta Lengyelországot, ezzel elindítva a második világháborút. A kezdeti gyors sikerek után, melynek során a németek legyőzték Franciaországot és eljutott Moszkváig, Sztálingrádnál megállították őket és végül elvesztették a háborút. A nemzetiszocialista rezsim alatt szisztematikus népirtással mintegy 6 millió zsidót és több millió egyéb nemzetiségű polgári személyt öltek meg. A világháborút lezáró békeszerződéssel Németország elvesztette az Oderától keletre fekvő területeit.
A háború után Németország keleti felét a Szovjetunió, a nyugatit pedig az USA, Nagy-Britannia és Franciaország szállta meg. A kezdődő hidegháború permanenssé tette ezt az állapotot, a keleti megszállási területen megalakult a szocialista berendezkedésű Német Demokratikus Köztársaság, míg a nyugatin a kapitalista Német Szövetségi Köztársaság. Az NSZK gazdasága gyorsan növekedett és hamarosan felvették a NATO-ba. Az NDK gazdasági nehézségekkel küszködött és polgárai politikai elnyomásban éltek, ezért tömegesen szöktek Nyugatra. Megállításukra építették a berlini falat.
1989-ben a Keleti blokk összeomlott, a berlini falat ledöntötték és 1990-ben az NSZK és az NDK egyesült. Európa legerősebb gazdaságaként Németország alapító tagja volt az Európai Uniónak és az eurozónának. A 2008-as gazdasági válság után Németország kulcsfontosságú szerepet játszott az eurozóna krízisének megoldásában. 2015 után a menekültválság vált a német belpolitika meghatározó tényezőjévé.

## Őstörténet

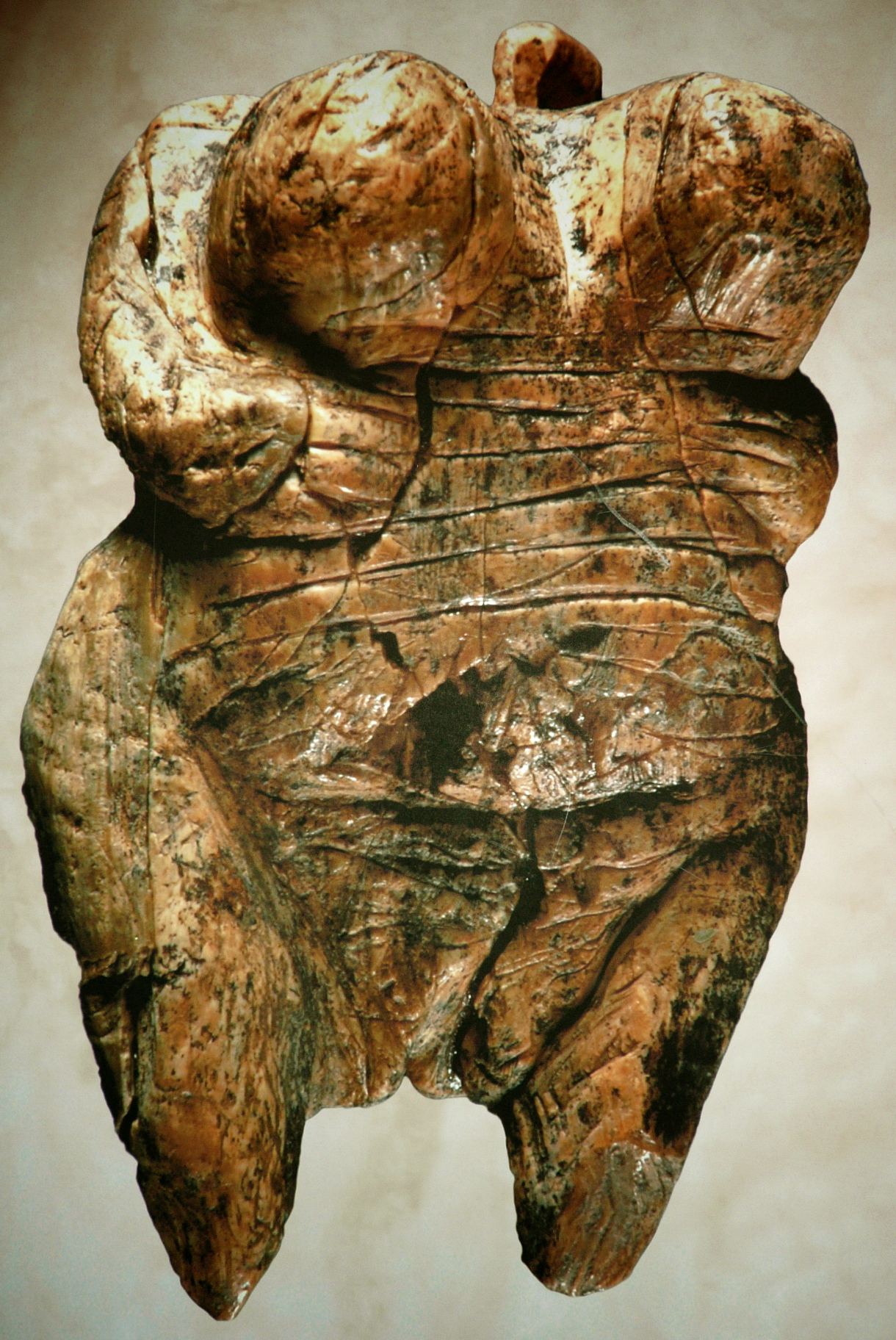
A 35 ezer éves, mammutagyarból faragott hohlefelsi vénusz

Az ember legkorábbi nyoma a mai Németország területén a heidelbergi ember 500-600 ezer éves alsó állkapcsa, amelyet a Heidelberg melletti Mauerben találtak a régészek. Valamivel fiatalabbak a bilzingslebeni kőbányában kiásott Homo erectus maradványok, a steinheimi Homo heidelbergiensis-koponya, vagy a Schöningenben talált fadárdák, a világ legrégebbi, teljes egészében megmaradt vadászfegyverei. A heidelbergi emberből mintegy 300 ezer éve alakult ki a neandervölgyi ember, amely – ha az éghajlat megengedte – szintén legalább 100 ezer éven át élt Németország területén. Az eljegesedések közti időszakban itt száraz sztyeppi vagy tundranövényzet és állatvilág élt, de a hidegebb periódusokban (270-250 ezer éve, 160-140 ezer éve, 70-60 ezer éve vagy utoljára 22-19 ezer éve) az északi gleccserek az ország teljes területét elborították. Az utolsó ilyen időszakra a neandervölgyiek már eltűntek, helyüket az Afrikából érkező modern emberek vették át, akiknek korai nyomait a Sváb-Alb hegység barlangjaiban találták meg. Közéjük tartozik a 35-40 ezer éves hohlefelsi vénusz, a világ legrégebbi biztos emberábrázolása (a valamivel régebbi Oroszlánember állatként is interpretálható) és a közel ugyanolyan régi galgenbergi vénusz. A legidősebb, kb. 20 ezer éves németországi Homo sapiens-maradványok a bajorországi Klausenhöhle barlangból kerültek elő. Különösen érdekes a második legrégebbi lelet, a 14 ezer éves oberkasseli kettős sír, amelybe egy 50 éves férfit és egy 20-25 éves nőt temettek.

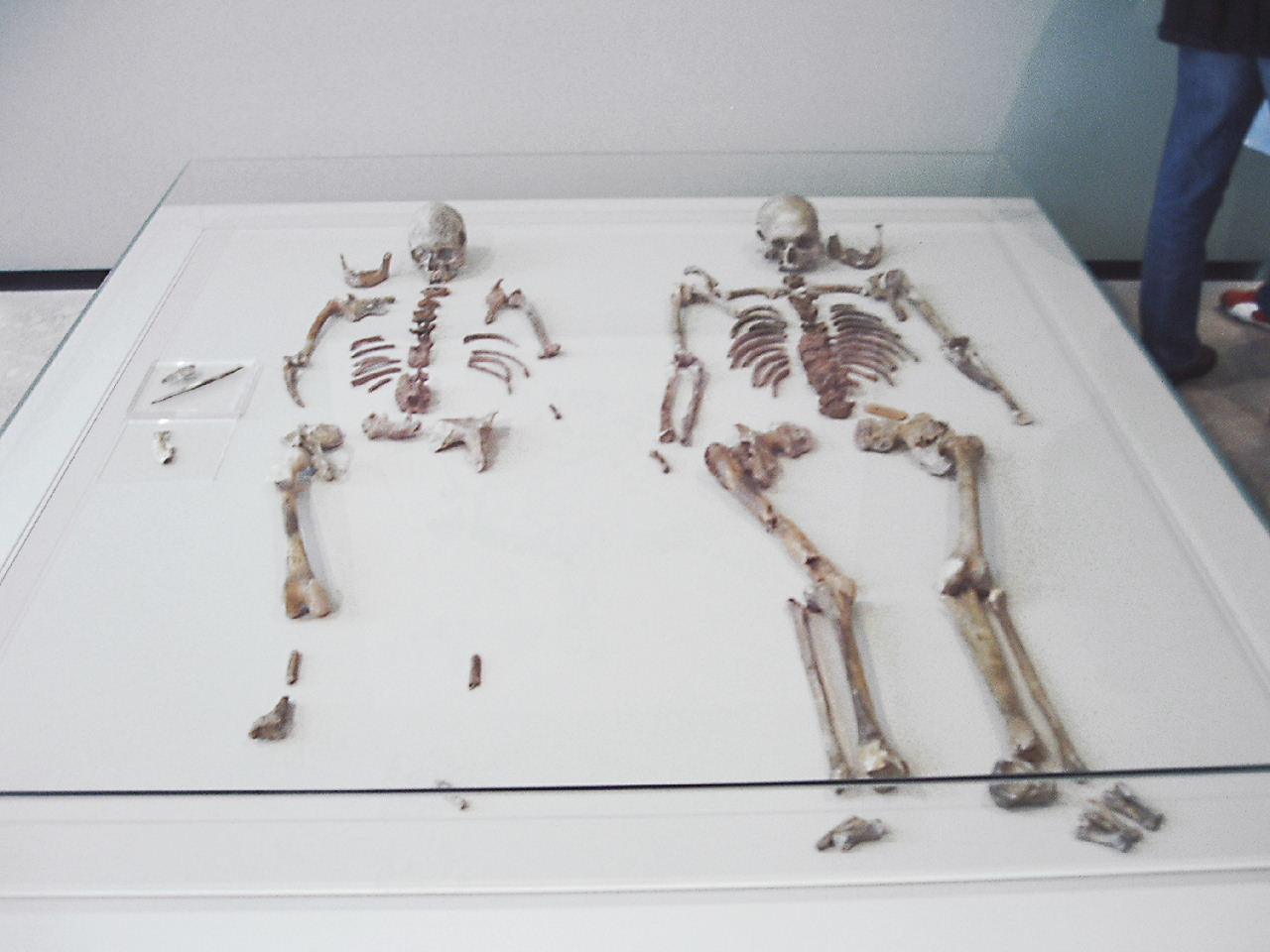
Az oberkasseli kettős sír csontvázai

I. e. 12 ezer körül a sztyeppét erdő váltotta fel, a korábbi állatvilág kihalt és az életkörülmények drasztikusan megváltoztak. Eltűntek a korábbi nagy állatcsordák és a rájuk vadászó közösségek száma is erősen visszaesett. A genetikai vizsgálatok tanúsága szerint a magdaléni kultúra népe eltűnt és helyét a délről érkező azili kultúra vette át, amely az erdei életmódhoz alkalmazkodott. Míg a korábbi időszakból egyetlen táborhelyet találtak, az i. e. 11 500 utáni periódusból számuk eléri a 700-at. Ezt követően a hideg időszak és a tundra még egyszer visszatért és i. e. 10760-9650 között az ahrensburgi kultúra rénszarvasvadászai vették birtokukba Észak-Németországot.
Az ezt követő melegebb időszak vadászai és gyűjtögetői i. e. 5800-5600 körül már elkezdtek cserépedényeket is készíteni, de valamikor i. e. 5500-5000 között kiszorították őket a korai mezőgazdaságot is használó kultúrák. Az ekkor kezdődő neolitikus korban általánossá váltak az állandó települések, az állattenyésztés, a növénytermesztés és új típusú cserépedények terjedtek el. Észak-Németországot azonban még ezer évig a vadászatból, gyűjtögetésből, halászatból élő törzsek uralták. A mai Németország területén egymást váltották a vonaldíszes kerámia, a zsinegdíszes kerámia és a harangedények kultúrái (valamennyien a jellemző régészeti leleteik alapján kapták mai nevüket).
A fémek felfedezése nemcsak az eszközöket, hanem a társadalmakat is megváltoztatta. A bronzkorból számos érdekes németországi lelet ismert, mint például az arannyal kivert 3700-4100 éves nebrai korong, az égbolt első ismert ábrázolása.

## A germánok

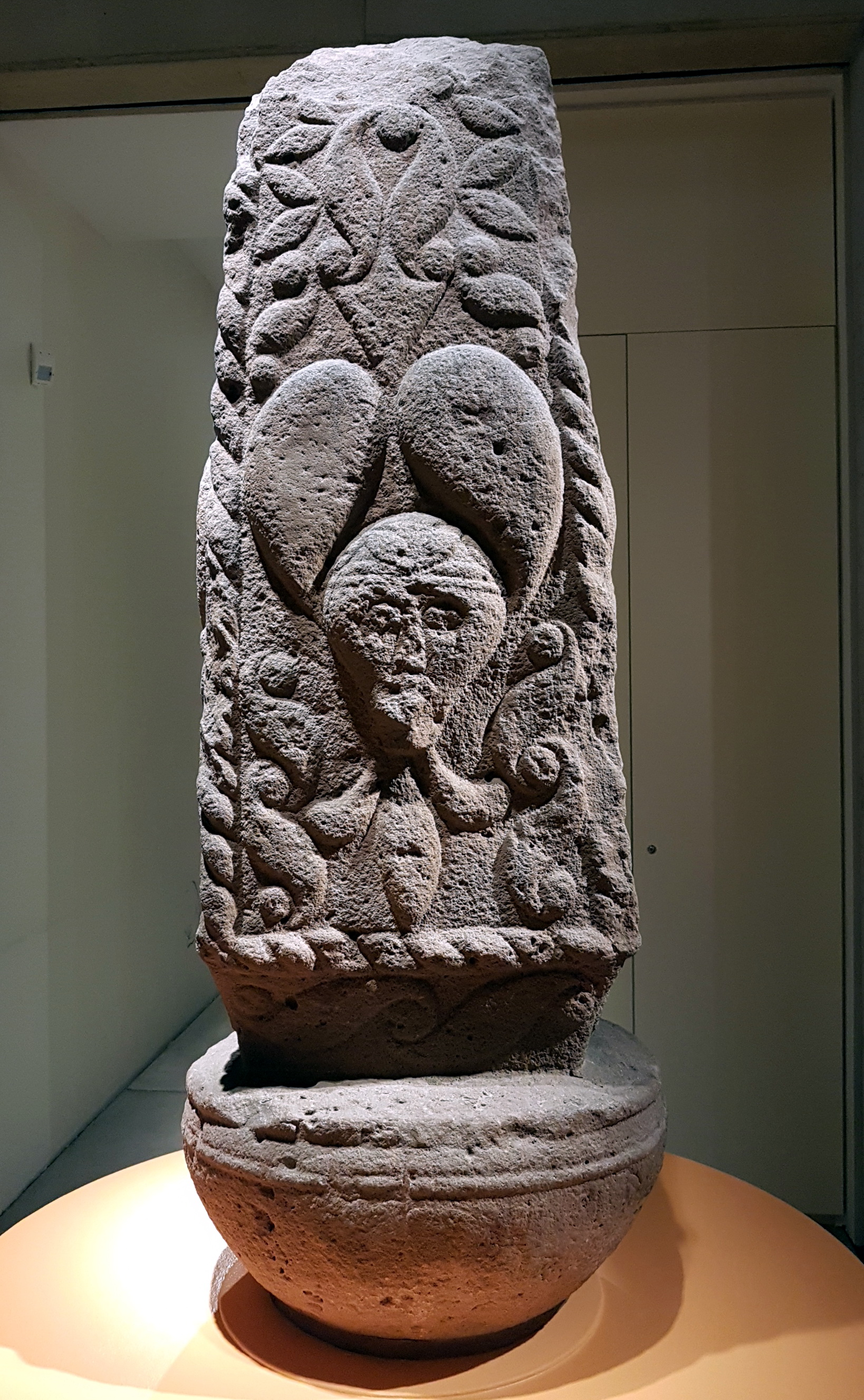
Pfalzfeldben talált kelta sztélé az i.e. 4. századból

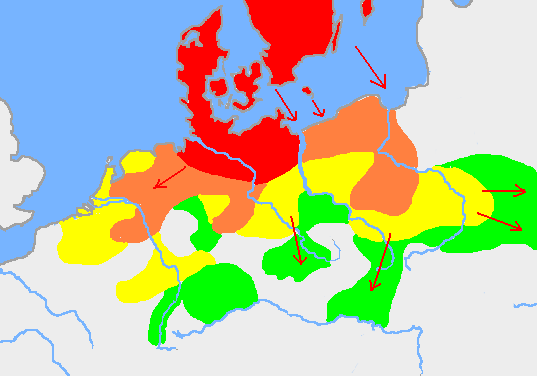
A germánok vándorlása: vörös – i.e. 750 előtt; narancs – i.e. 500 körül; sárga – i.e. 250 körül; zöld – i.sz. 1 körül

A bronz- és vaskorban indogermán nyelvű törzsek és népek jöttek létre Közép-Európában, amelyek a jégkorszak óta itt lakó "bennszülöttek", a délkelet felől betelepülő indogermán nyelvű törzsek és a későbbi bevándorlók keveredéséből alakultak ki. Az északnémet régió népeit az antik görög szerzők galloknak vagy szkítáknak titulálták, attól függően, hogy nyugaton vagy keleten éltek-e; a "germán" elnevezés csak a rómaiak idejében vált ismertté. A délnémet vidékeken viszont a vaskor kezdetétől fogva kelták éltek.
A germánokról az ókori görög és római szerzők tesznek először említést, legelőször talán Poszeidóniosz az i. e. 1. században. A latin germani kifejezés azonban törzsek nagyobb halmazára vonatkozott, amelyek egymással nem éreztek közösséget és semmiképpen nem lehet rájuk egységes népként tekinteni.
A Római Birodalom terjeszkedése során bekebelezte a mai Nyugat- és Dél-Németországot (előbbinek határa a Rajna, utóbbinak a Duna volt). A legionáriusok a birodalom egész területéről származtak, voltak közöttük hispánok, illírek, szírek, gallok, afrikaiak. A helyi római provinciák polgári lakosságának többsége azonban kelta maradt (ezt bizonyítják a síremlékek emberfigurái és a rájuk vésett nevek).
Az írott források által említett i. sz. 1. századbeli germán törzseket három nagyobb kulturális csoportba lehet sorolni: az ún. rajna-weseri, az északi-tengeri és az elbai germánok közé. A 2. századtól kezdődően külső (főleg a rómaiakkal folytatott háború) és belső – társadalmi és gazdasági – okok következtében törzsszövetségek jöttek létre, mint az alemannok, a bajorok, a frankok vagy a szászok.
A Római Birodalom 3. századbeli válsága miatt Magna Germania népei, főleg az alemannok és a frankok egyre erősebb nyomást gyakoroltak a határvidékre. A Rajna és Duna menti provinciák népessége is egyre inkább elgermánosodott, mert a római hadseregben is egyre több barbár szolgált, másrészt a birodalom megengedte a szövetséges (foederati) törzsek letelepedését az Imperium Romanum területén.
A népvándorlás során egyéb csoportok, mint szarmaták és hunok is eljutottak a mai Németország területére. Ezzel párhuzamosan a germánok szinte teljes egészében kivonultak az Elbától keletre eső régióból; helyükre szlávok költöztek. Itt német visszatelepedésre csak a középkorban, a 11-14. század során került sor, de a Német-római Birodalom tagjaként az itteni szlávok is részeivé váltak a német történelemnek.

## Ókor

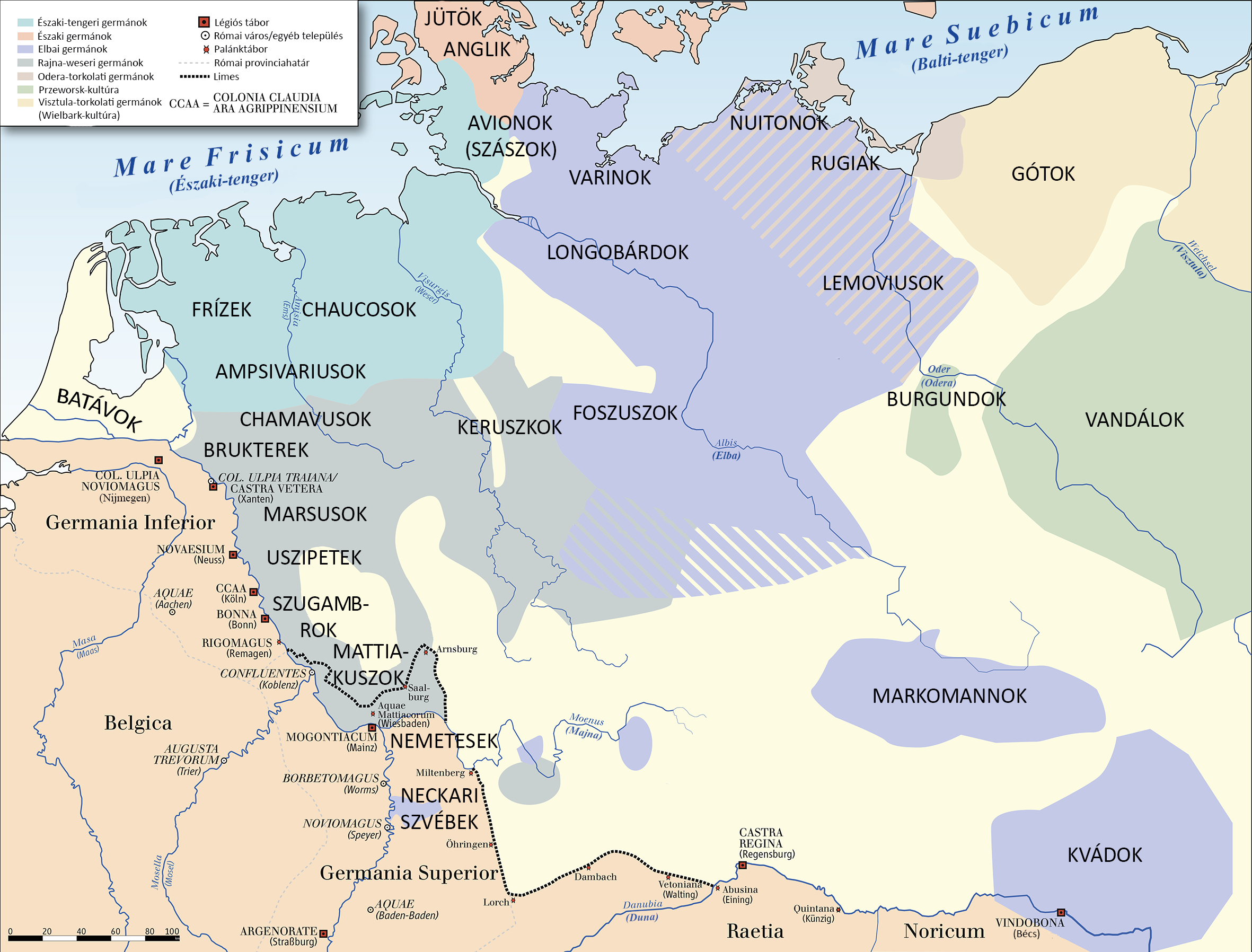
Germán törzsek i. sz. 100 körül

I. e. 500 körül a mai Dél-Németországban kelták, Észak-Németországban germánok éltek. Az ezt követő évszázadokban a germánok délebbre vándoroltak, így időszámításunk kezdetekor nagyjából a Duna volt a határ közöttük. A szomszédság eredményeképpen a germán nyelvbe számos kelta jövevényszó került és gyakoriak a kelta eredetű hely- és folyónevek is. Miután Caesar meghódította Galliát, utódai több hadjáratot indítottak a Rajnától keletre. Ezeknek a próbálkozásoknak a teutoburgi katasztrófa vetett véget i. sz. 9-ben, ahol a germánok megsemmisítettek három római légiót. Kb. i. e. 50-től az i. sz. 5. évszázadig a Rajnától nyugatra és a Dunától délre eső régiók a Római Birodalomhoz tartoztak (i. sz. 80-tól 260-ig a Hessen és Baden-Württemberg egy része is). Ezek a területek Germania superior, Germania inferior és Raetia provinciák között oszoltak meg. Németország legrégebbi városait,Triert, Kölnt, Bonnt, Wormsot és Augsburgot ekkor alapították. A rómaiak számos újítást vezettek be az építészetben és a kézművességben egyaránt. A birodalom minden részéből (különösen Itáliából) érkeztek telepesek. A germánok első részletes ismertetését is a rómaiaknak köszönhetjük (Tacitus Germaniája i. sz. 98-ból).
A 2. században Marcus Aureliusnak már súlyos harcokban kellett megvédenie a birodalom határait a markomannoktól. Az Imperium Romanum 3. századbeli válsága felbátorította a germánokat, akik megújították támadásaikat a határvidéken; a védelmet megnehezítette, hogy keleten az iráni Szászánidák fenyegették a rómaiakat. Az ekkoriban alakult alemann és gót törzsszövetségek rendszeresen intéztek fosztogató portyákat a birodalom ellen, amely a 3. század közepén ért válságának mélypontjára. Bár Maximinus Thrax császár 235-ben sikeres büntetőexpedíciót folytatott a germánok ellen, 259/60-ban mégis kénytelenek voltak kiüríteni a Rajnától keletre eső minden erődöt és várost. Diocletianus és Constantinus újra stabilizálták a belső viszonyokat és megerősítették a határvédelmet; ennek ellenére a rómaiak és a germánok között rendszeresek maradtak a kisebb-nagyobb összecsapások.

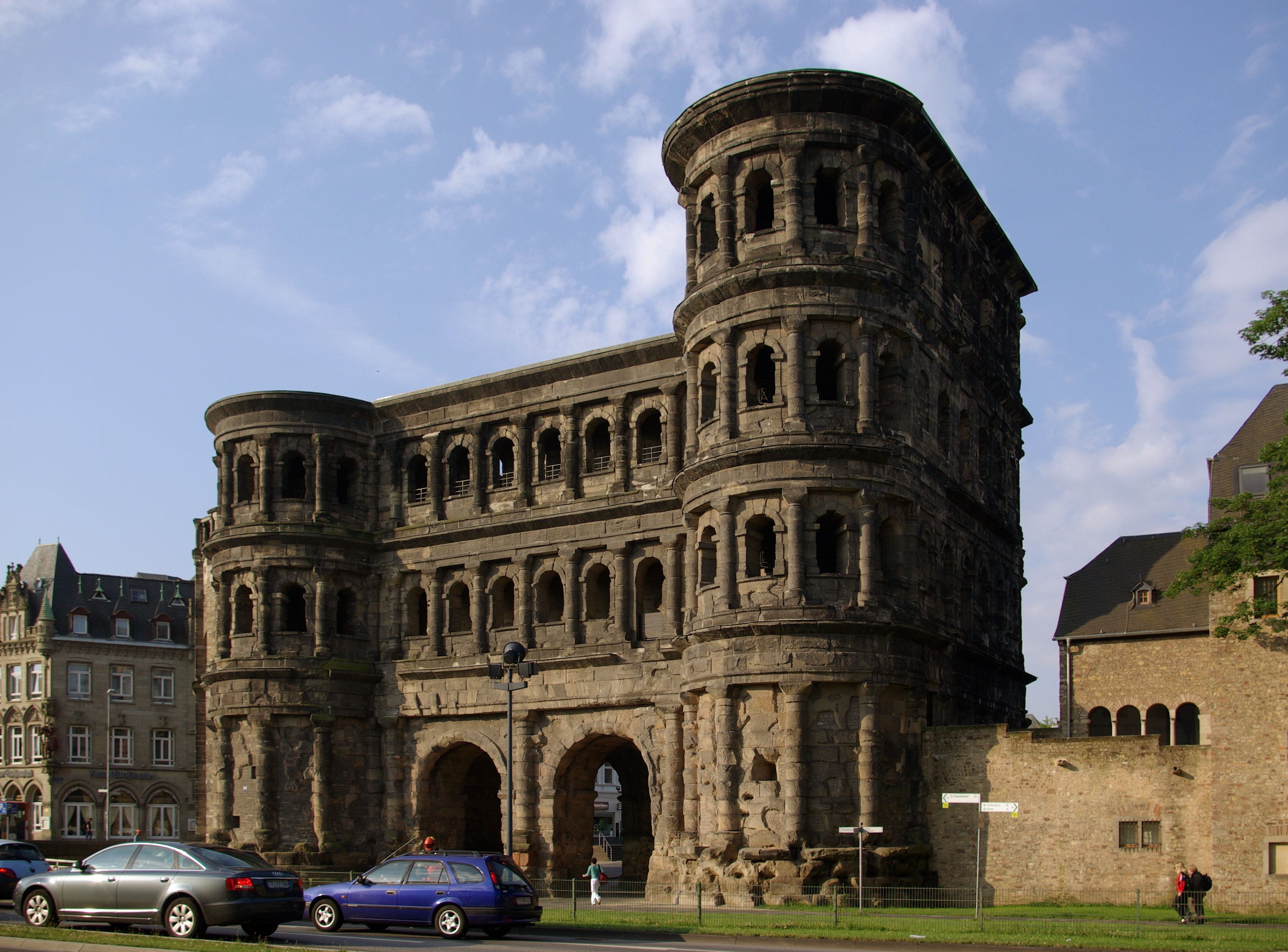
A trieri Porta Nigra

A helyzet alapvetően megváltozott, amikor a hunok 375-ben megérkeztek Kelet-Közép-Európába. Az előlük menekülő – főleg germán – törzsek megindították a népvándorlás korát, amely az 5. században érte el csúcspontját és a 6. század végéig tartott. 406-ban áttörték a rajnai limest és a római határvédelem többé nem volt képes feltartóztatni őket. A germánok tömegesen települtek a Nyugatrómai Birodalom területére és számos provinciát uralmuk alá hajtottak; többnyire fegyverrel, de volt ahol szerződés által. A birodalom hamarosan már csak Itáliára korlátozódott, majd 476-ban az utolsó császár, Romulus Augustulus halálával megszűnt létezni. A germánok számos államot hoztak létre, amelyek többsége rövid életűnek bizonyult (az észak-afrikai vandál királyság, a dél-galliai burgund királyság, az itáliai osztrogót királyság vagy a herulok, gepidák, rugiak államai) és a 6. századra már megszűnt. Mások, mint az ibériai vizigót királyság vagy az észak-itáliai longobárd királyság egészen a 8. századig fennmaradt. A legnagyobbnak és legsikeresebbnek a Merovingok frank állama bizonyult. A Britanniát az 5. századtól kezdődően meghódító angolszász törzseknek is sikerült hosszú távon berendezkedniük a szigetországban.

## Középkor
A népvándorlás második hullámaként a 7. században szlávok települtek be a germánok korábbi szállásterületeire, egészen az Elba-Saale vonaláig. Az Elbától keletre eső vidéken szinte a középkor végéig szláv maradt a lakosság többsége (ún. Germania Slavica), és Lausitz régióban máig fennmaradtak a szláv nyelvű szorbok.

### Merovingok (500-751)
A 6. században a frankok hajtották uralmuk alá Nyugat-Európa jelentős részét (alapvetően a volt római Gallia provinciát), valamint Közép-Európa nyugati felét is. A mai Németország északnyugati régiója a szászoké lett. A Merovingok által alapított Frank Birodalom a bukott Nyugatrómai Birodalom romjain alapult utódkirályságok legfontosabb, germán és római hagyományokat egyaránt követő államának bizonyult. A királyságot I. Childerich alapította és fia, I. Chlodwig építette fel. Sikeresen terjeszkedtek a Rajnától keletre is; a 6. században az alemannok és a türingek frank uralom alá kerültek. Az állam belső feszültségei és a majordomusi tisztség szinte társuralkodói státuszig való erősödése megakadályozta egy erős központi hatalom létrejöttét. I. Dagobertnek ideiglenesen sikerült még megerősítenie a király pozícióját, de a 7. század végén a majordomus Karolingok végképp átvették a hatalmat, 751-ben pedig a koronát is.

#### Karolingok (751–911)

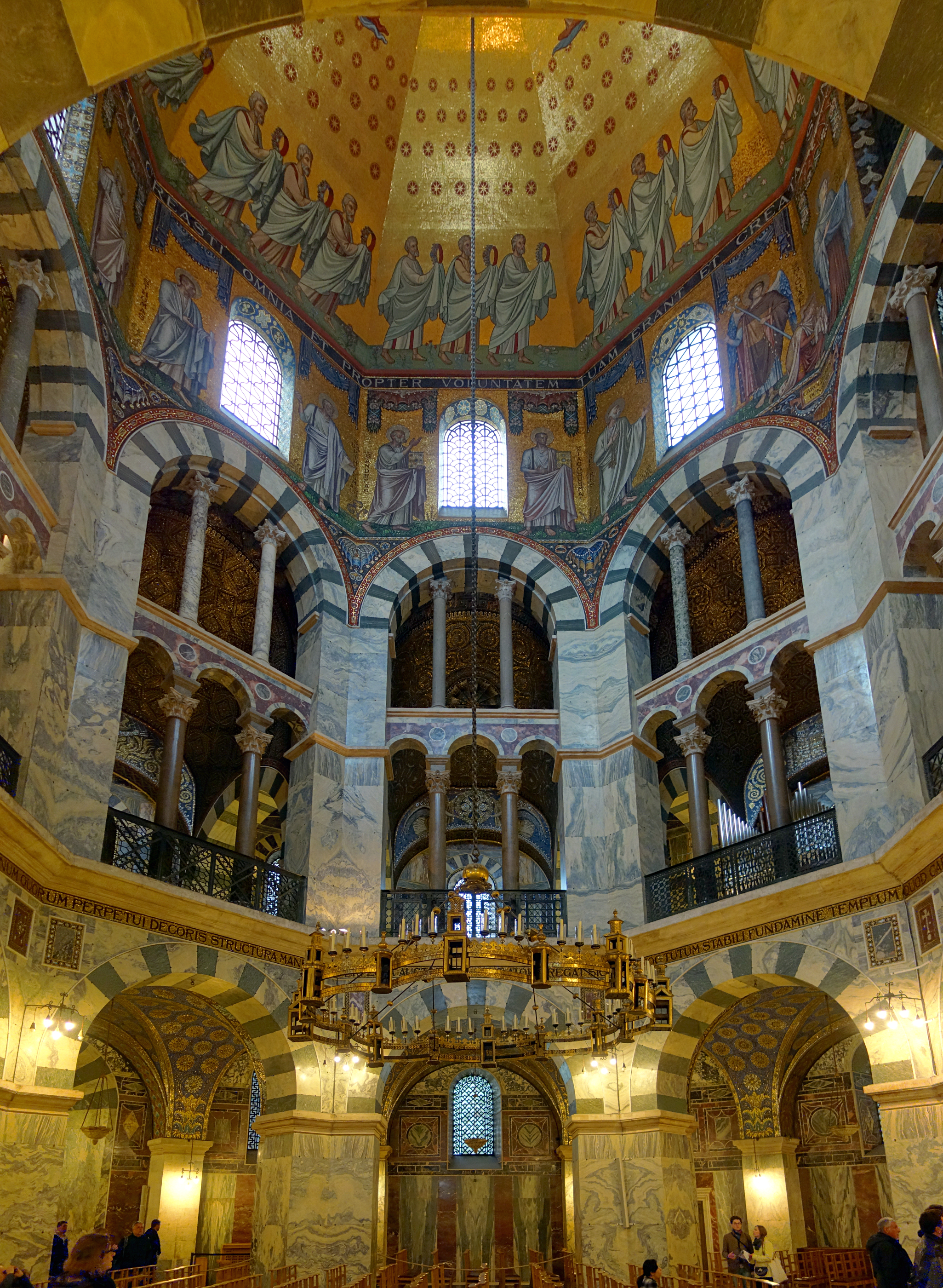
A Nagy Károly által építtetett aacheni dóm Oktogonja

Európa a 843-as verduni szerződés után

Kis Pippin volt az első Karoling aki a Frank Birodalom trónjára ülhetett. A dinasztia legjelentősebb tagja Pippin fia, Nagy Károly volt, aki 768-tól (egyedül 771-től) 814-ig uralkodott és 800-ban római császárrá koronázták. Károly minden irányban kiterjesztette birodalma határait: hadjáratokat vezetett északon a rendkívül szívósan védekező szászok, délen az itáliai lombardok, délkeleten az avarok ellen, sőt Ibériában a mórok ellen is hadakozott. Országában a sötét középkorban addig példátlan módon virágzásnak indult a kultúra (az ún. karoling reneszánsz). Károly birodalma Európa nagyobb részét magába foglalta az Atlanti-óceántól a Kárpát-medencéig, a Balti-tengertől Itáliáig. 814-es halála után fia, Jámbor Lajos még meg tudta őrizni az ország egységét, az ő fiai azonban három éves háborúskodás után a verduni szerződésben három részre osztották az országot. A legidősebb Lothar a középső országrészt (a róla elnevezett Lotharingiát) és a császári méltóságot, (Kopasz) Károly a nyugatit (amelyből a Francia Királyság alakult ki), (Német) Lajos pedig a keletit (ebből fejlődött ki a Német-római Birodalom). Lothar halálakor szétosztotta három fia között Lotharingiát, ők azonban hamar és fiúutód hátrahagyása nélkül meghaltak, így birtokaikon nagybátyjaik osztoztak.
Német Lajos 876-ban bekövetkezett halálakor három fia, Karlmann, (Ifjabb) Lajos és (Kövér) Károly újfent megosztozott a keleti frank királyságon. 880-ban megegyeztek a nyugati és keleti frank királyság közötti határban: ez a vonal (amely akkor már Franciaországot és a Német-római Birodalmat választotta el) a középkorban gyakorlatilag már nem változott. Kövér Károlynak fivérei halála után rövid időre sikerült újraegyesítenie a Karoling birodalmat, de ambiciózus unokaöccse, Karintiai Arnulf fellázadt ellene és elszakította a keleti országrészt. Az utolsó Karoling a keleti frank trónon Arnulf fia, (Gyermek) Lajos volt, aki 911-ben halt meg. A saját hatalmukat féltő hercegek a frankóniai I. Konrád személyében egy gyenge uralkodót választottak utódjául.

#### Az Ottók uralma (919–1024)

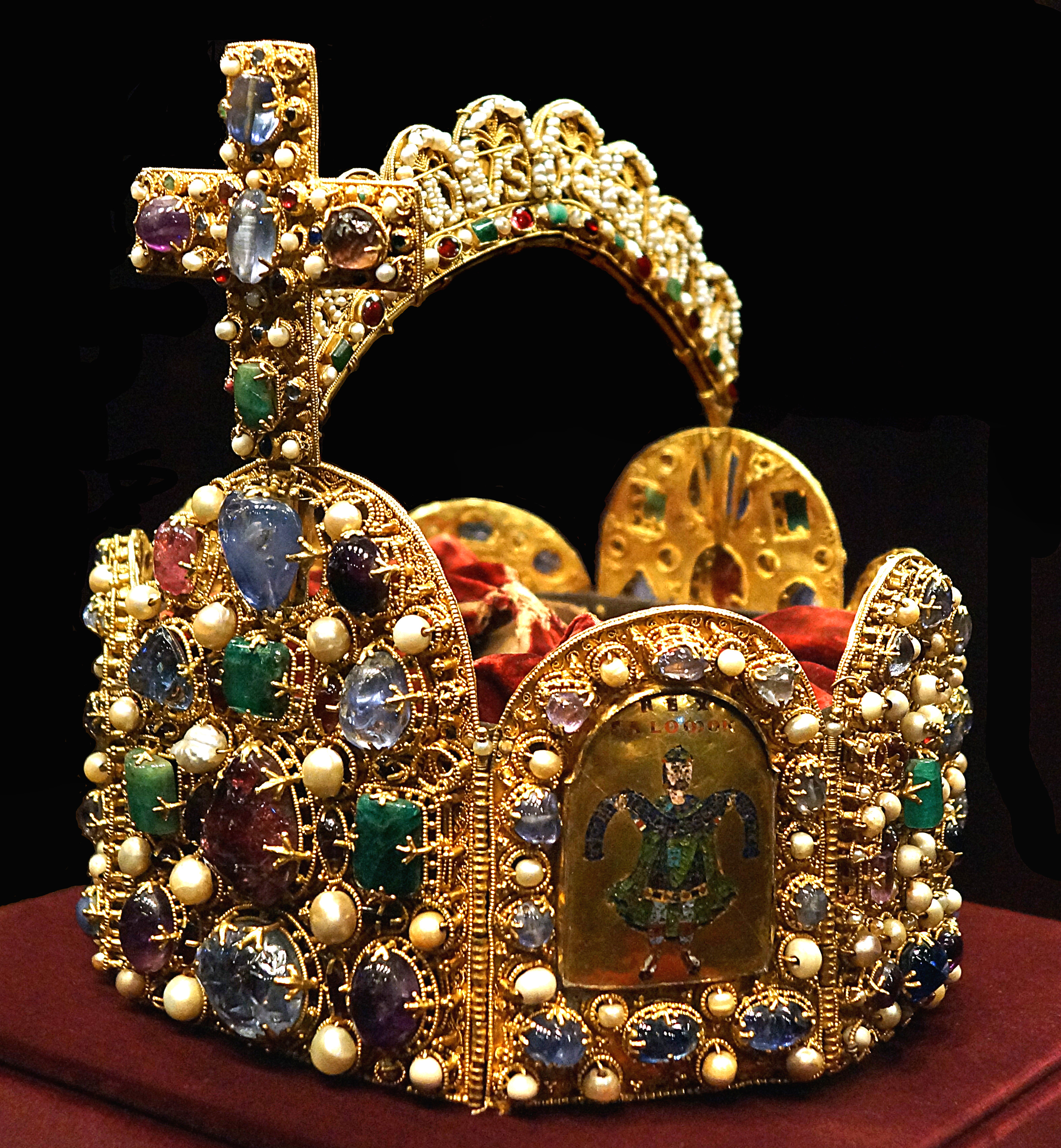
A 10. század végén-11. század elején készült császári korona

A birodalom 1000-ben

Konrád néhány éves uralma a főurak folyamatos lázadásaival telt, végül halála után a Liudolf-házból való szász herceg, I. Henrik szerezte meg a trónt. A birodalom azonban a középkor végéig elektorális monarchia maradt, ahol a hercegek befolyása erős maradt. Henrik sikeresen megvédte az országot a magyarok és a szlávok támadásai ellen. Őt fia, I. Ottó követte, aki a főurak ellenében a katolikus egyházra támaszkodott és számos tisztséget, földbirtokot juttatott a számukra. A papok ugyanis nem tudtak dinasztiát alapítani és kinevezésük az uralkodótól függött. Sikerült biztosítania a keleti határokat: 950-ben a csehek, 960-ban pedig a lengyelek fogadtak neki hűbéresküt, a betörő magyarokra pedig Augsburgnál mért döntő vereséget 955-ben. Ottó Itáliában is sikeresen terjeszkedett. Miután 951-ben feleségül vette a lombard király özvegyét, Burgundiai Adelhaidot, kikiáltotta magát Lombardia királyának, de koronázására csak 1062-ben került sor. Dél-Itáliában a bizánciakkal került konfliktusba, de a békeszerződés értelmében fia, II. Ottó a bizánci császár unokahúgát, Theophanut vette feleségül és Dél-Itália is bizánci kézen maradt. II. Ottó 982-es dél-itáliai hadjárata során döntő vereséget szenvedett a szaracénoktól. A következő évben fellázadtak az Elbán túli szlávok és a sebtében összeszedett szász hadsereg csak arra volt elég, hogy a folyó keleti partján tartsa őket. A régió a következő kétszáz évre kikerült a birodalom befolyása alól. III. Ottó kisgyerekként került a trónra; miután nagykorúvá lett tervei között szerepelt székhelyének Rómába költöztetése és az univerzális római császárság visszaállítása, de fiatalon (mindössze 21 évesen) meghalt. A dinasztia utolsó királya, II. Henrik folytatta és tovább bővítette elődei egyházpolitikáját és háborúba keveredett Bátor Boleszló lengyel, valamint I. István magyar királyokkal.
Körülbelül ez volt az az időszak, amikor a korábbi frank és más törzsi identitás mellett megjelent a "német" közösségi szellem is. A Rex Teutonicorum ("német király") kifejezést is a 11. században használták először, bár csak a birodalom ellenségei, a császárok soha nem nevezték így magukat. Az egységes nemzeti identitás kialakulását nehezítette, hogy a németül beszélő népek csak a birodalom egyik (bár alapvető) részét tették ki, de mellettük ott voltak az itáliaiak és a burgundiaiak is. A császárok sem nemzeti királyságban gondolkodtak (mint a franciák vagy az angolok esetében) hanem univerzális világi hatalomban, amely – legalábbis elméletben – minden keresztényre ki kell, hogy terjedjen. Az elkövetkező évszázadokban a birodalom csak a laza politikai kereteket teremtette meg, a német nyelv pedig a kulturális kapcsokat biztosította. A tényleges német identitás csak a 13. század vége felé alakult ki teljesen.

#### A Száli-ház (1024–1125)

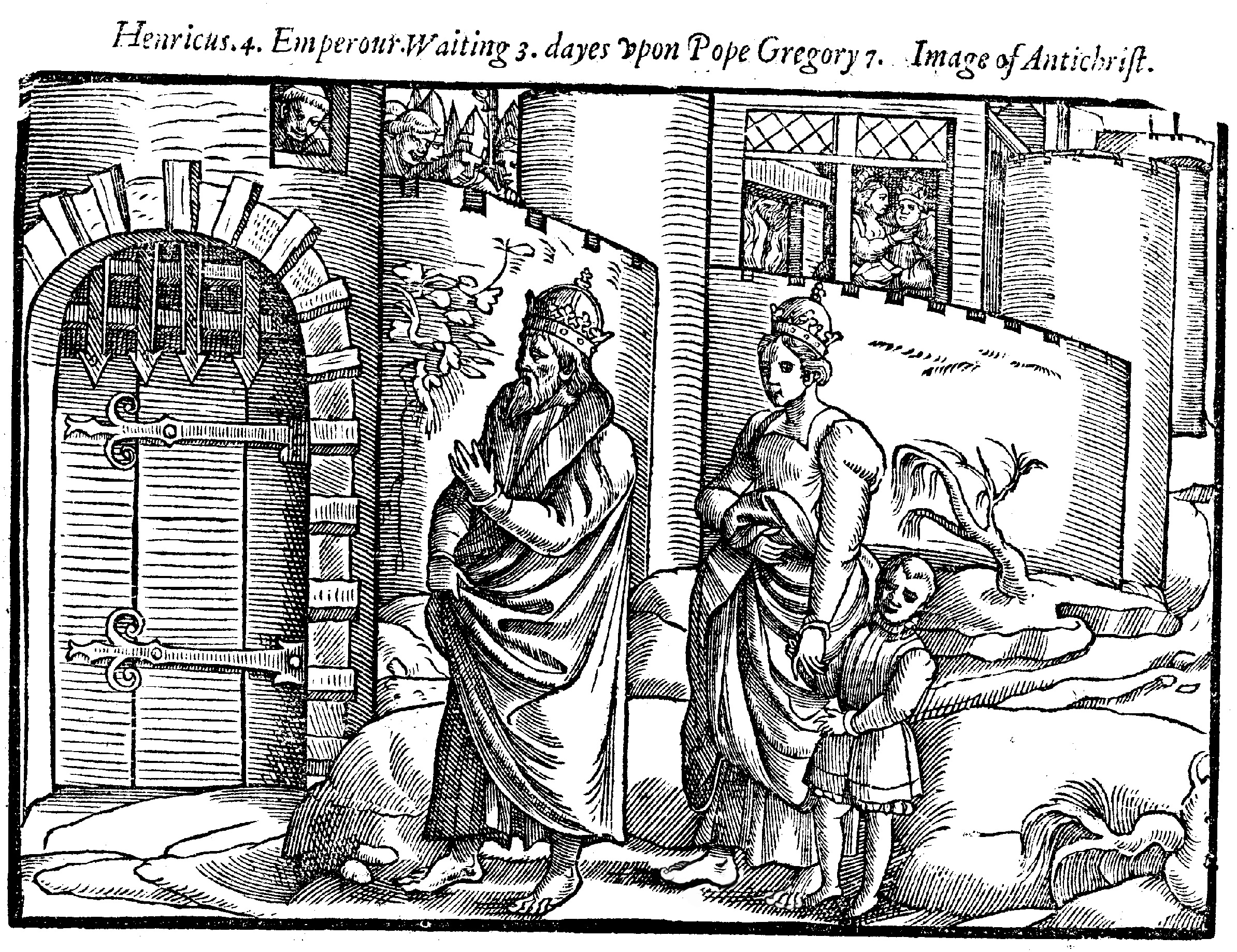
IV. Henrik Canossa vára előtt várja a pápa bocsánatát (1583-as metszet)

II. Henrik szüzességi fogadalma miatt 1024-ben vele együtt kihalt az Ottó-ház. A német hercegek az I. Ottótól leányágon származó, a Száli-dinasztiába tartozó II. Konrádot választották a helyére, aki megerősítette a központi hatalmat és 1032-ben megszerezte a Burgundiai Királyságot. Utóda, III. Henrik a sutri zsinaton lemondatta a három, egymással rivalizáló pápát és II. Kelement választatta meg, aki 1046-ban császárrá is koronázta őt. Önkényes kormányzási módszerei miatt, azonban egyre nőtt vele szemben az ellenállás, ami maga után vonta a dinasztia válságát is. Fia, IV. Henrik idején eszkalálódott a király és a pápa között az ún. invesztitúravita. Henrik akkor nyilvánította bukottnak VII. Gergely pápát, amikor otthon is erőteljes ellenzék alakult ki vele szemben. A pápa interdictum alá helyezte a birodalmat és végül a király kénytelen volt Canossa várában megalázkodva bocsánatot kérni. 1084-ben ismét elmérgesedett kettőjük viszonya, Henrik ellenpápát választatott III. Kelemen személyében, aki hajlandó volt őt császárrá koronázni. 1105-ben saját fia, V. Henrik fellázadt ellene és a hercegek segítségével lemondatta. V. Henrik is folytatta az invesztitúraharcot – foglyul is ejtette a pápát – de végül az 1122-es wormsi konkordátumban kompromisszum, kettős kinevezési rendszer született. A Száli-monarchia tekintélye azonban megrendült. Három évvel később a császár meghalt és mivel nem született gyermeke, a dinasztia kihalt.
A 11. században már gyakorta használták a Regnum Teutonicum (Német Királyság) kifejezést, de általában a pápa köreiben, pejoratív értelemben, mint az egyházfő által dominált Regnum Italicum ellenpólusát.

#### A Stauf-ház (1138–1254)

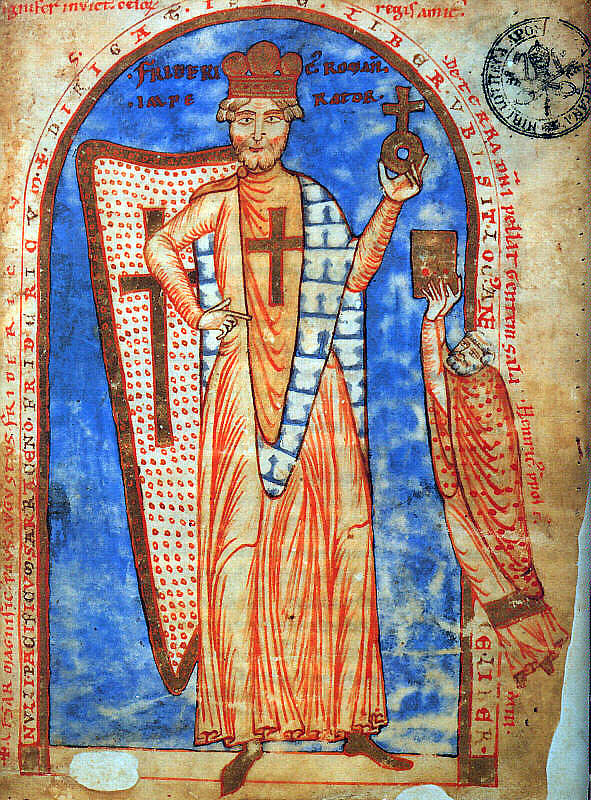
Rőtszakállú Frigyes keresztes lovagként

Henrik halála után a hercegek Lothar von Supplinburg szász herceget választották királyukul. 1127-ben vele szemben ellenkirályként lépett fel a Stauf-házból való Konrád, akit Lothár 1138-as halála után tényleges uralkodóként is elismertek. Konrád uralkodását végigkísérte a Stauf-Welf viszálykodás. A Welfek a leghatalmasabb főurak voltak a király után, Bajorország és Szászország hercegei és Konrád az utóbbit elvette tőlük. A viszályt unokaöccse és utódja, az apja révén Stauf, anyja után Welf származású Rőtszakállú Frigyes zárta le, aki visszaadta a rivális ház vezetőjének, Oroszlán Henriknek mindkét hercegséget. Henrik részt vett 1147-ben a vendek elleni keresztes hadjáratban és aktívan hadakozott a mecklenburgi és pomerániai szlávok ellen.
Frigyest 1155-ben császárrá koronázták. Bár legyőzte a nagyobb önállóságra törekvő észak-itáliai városokat, végleg meghódoltatnia nem sikerült őket. III. Sándor pápa megválasztása után újrakezdődött a császár a pápaság közötti viszály. A Lombard Ligától elszenvedett legnanói vereség után Frigyes kénytelen volt elismerni Sándort. Mivel nem segítette itáliai háborúit, 1180-ban Frigyes megfosztotta hercegségeitől Oroszlán Henriket. A császár 1187-től a harmadik keresztes hadjáratra készült, 1189-ben elindult a Szentföldre, de útközben egy kis-ázsiai hegyi folyóba fulladt.
Frigyes fia, VI. Henrik 1194-ben házassága révén megszerezte a Szicíliai Királyságot is. 1197-es halála után két királyt is választottak: Henrik öccsét, Sváb Fülöpöt és Oroszlán Henrik fiát, IV. Ottót. Küzdelmüknek Fülöp 1208-as meggyilkolása vetett véget. Míg azonban a hercegek valamennyien beálltak Ottó mögé, III. Ince pápa szembefordul vele és VI. Henrik kiskorú fiát, II. Frigyest ismerte el jogos örökösnek. Az újabb polgárháború 1214-ig tartott, amikor Ottó a bouvines-i csatában vereséget szenvedett. Frigyest 1220-ban császárrá koronázták, ám ő a birodalmat Szicíliából kormányozta, ahol uralma egyébként is jóval szilárdabb volt, mint Németországban.
Németország kormányzását fiaira hagyta: előbb Henrikre, majd miután viszonyuk megromlott, 1235-től Konrádra. Frigyes és IX. Gergely pápa viszonya is egyre inkább ellenségeskedésbe fordult és a pápa 1227-ben ki is átkozta a császárt az egyházból. Ennek ellenére – békés eszközökkel – elérte, hogy az ajjúbida szultán visszaszolgáltassa Jeruzsálemet a keresztényeknek. Gergely után IV. Incét választották pápává, de a konfliktus folytatódott. A pápa 1245-ben eretneknek nyilvánította Frigyest és kijelentette, hogy többé nem császár. II. Frigyes 1250 decemberében halt meg, de a pápa folytatta harcát a Staufok ellen. IV. Konrádnak sikerült Szicília királyává koronáztatnia magát, de 1254-ben meghalt. 1268-ban az utolsó Staufot, IV. Konrád tizenhat éves fiát, az Anjoukkal Szicíliáért vetélkedő Konradint Nápolyban lefejezték.

#### Interregnum és a Habsburgok felemelkedése (1254–1313)

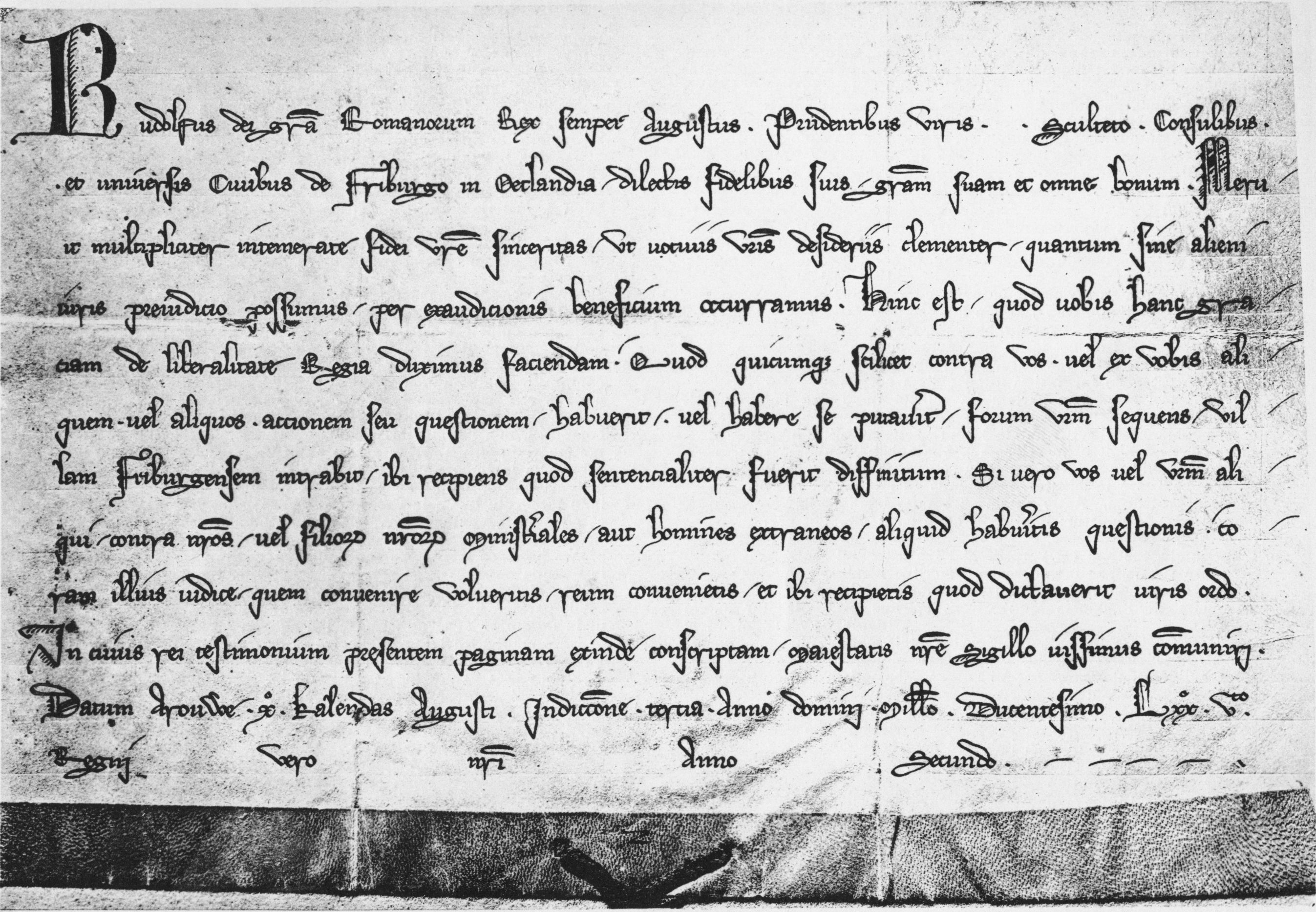
Habsburg Rudolf Freiburg polgárai számára kiadott oklevele 1275-ből

A Staufok után a királyi pozíció presztízse erősen lecsökkent. Az uralkodói hatalom a földbirtokokon alapult, ám azokat nagyrészt elzálogosították. A király kénytelen volt a főurak, valamint politikai porondon a 13-14. században megjelent szabad birodalmi városok között lavírozni. A legerősebb hercegek ismét királyválasztást tartottak, de saját önös érdekeiket követve két – távoli és a német ügyek szempontjából jelentéktelen – jelöltet is megválasztottak: Cornwalli Richárdot, az angol király öccsét és X. Alfonz kasztíliai királyt. Egyikük sem tudott tényleges befolyásra szert tenni. Richárd csak néhány alkalommal járt a birodalom területén, Alfonz soha. A kortársak már interregnumról, király nélküli korról beszéltek, bár a birodalom egyben maradt.
Az interregnum 1273-ban ért véget, amikor a leghatalmasabb világi és egyházi főurak (belőlük lettek a választófejedelmek) királlyá választották Habsburg Rudolf sváb grófot. Rudolf fő feladatának az uralkodói hatalom megszilárdítását és saját családja jövőjének biztosítását tartotta és igen sikeresnek is bizonyult, bár a császári címet nem sikerült megszereznie. Visszaszerezte az Osztrák és Stájer Hercegséget II. Ottokár cseh királytól (aki maga is jelölt volt a királyválasztáson), ezzel megalapozta dinasztiája jövőbeli befolyását. Utódai, Nassaui Adolf és Habsburg Albert konfliktusba keveredtek a választófejedelmekkel expanzív belső hatalmi politikájuk miatt. 1308-ban Luxemburgi Henriket választották meg, aki 1310-ben megszerezte a cseh koronát és ezzel a Habsburgok mellett a birodalom második leghatalmasabb dinasztiájává tornázta fel a Luxemburgi-házat. A Staufok óta először aktív itáliai politikát folytatott, 1312-ben császárrá koronázták, ám a következő évben meghalt.

#### Bajor Lajos és IV. Károly (1314–1378)

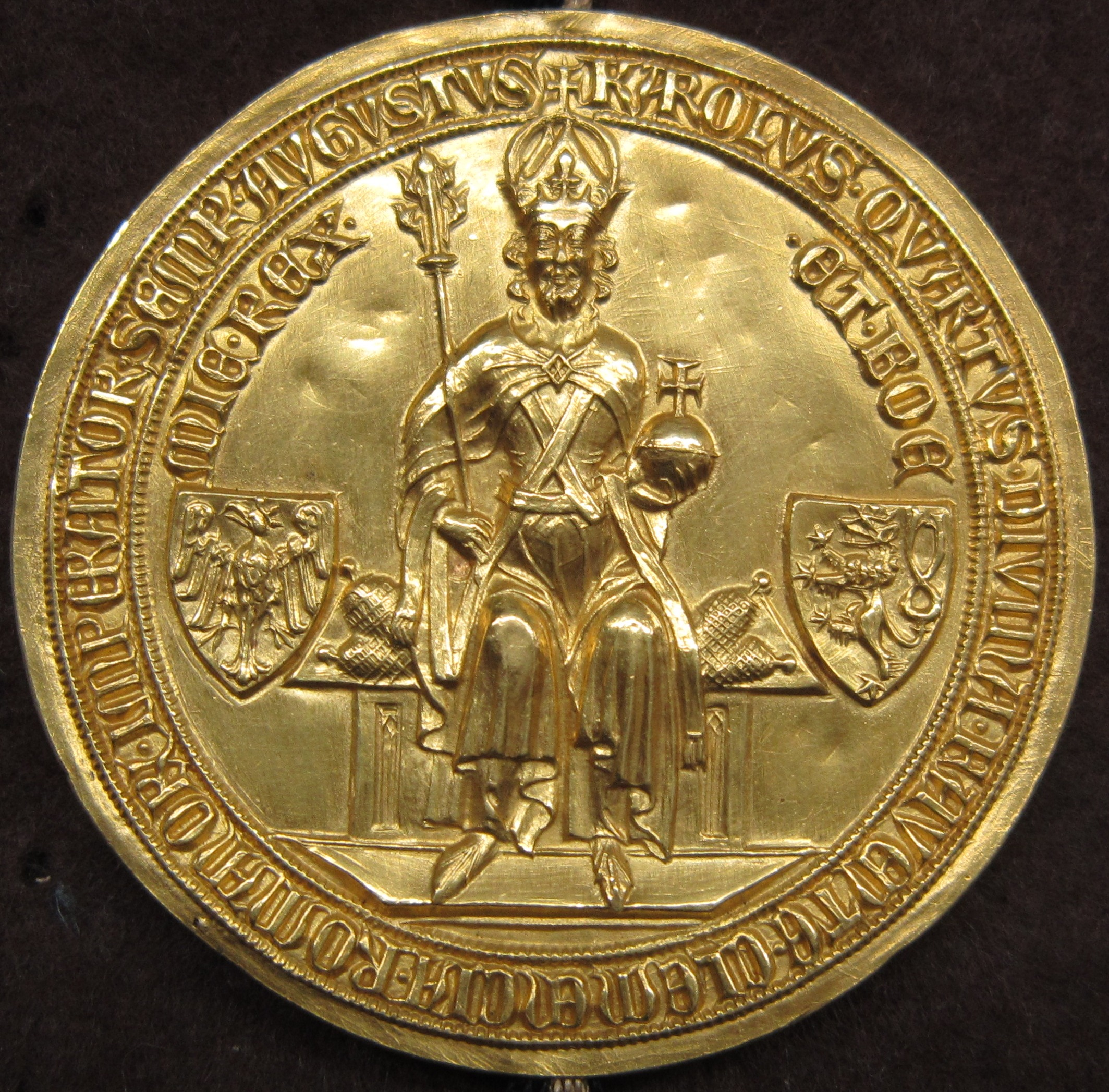
IV. Károly aranybullája

VII. Henrik halála után a Wittelsbach-házból való Bajor Lajost választották német uralkodónak (másodjára, mert az első választást, amelyet a Habsburg Szép Frigyes nyert érvénytelennek nyilvánították, ezért több éves belháború következett a lázadó Frigyessel. Lajos 1327-ben Rómába ment és császárrá koronázták, ám a pápa részvétele nélkül, mert a katolikus egyházfő nem volt hajlandó áldását adni rá. A középkor két spirituális hatalmasságának egyik utolsó küzdelmében a választófejedelmek végül 1338-ban kijelentették, hogy az általuk megválasztott császárt nem kell többé a pápának is jóváhagynia. A Lajos belpolitikájával elégedetlen főurak körében a Luxemburgiak vezetésével 1346-ban ellenpárt jött létre, akik a pápa támogatásával ellenkirálynak választották IV. Károlyt. Lajos a következő évben meghalt, így újabb belháborúra nem került sor, Károly elfoglalta a trónt.
Károly, aki cseh király is volt, Prágában tartotta az udvarát. Bővítette dinasztiája hatalmát, fiának megszerezte a Brandenburgi őrgrófságot. 1348-ban a lengyel királlyal elismertette, hogy Szilézia Csehországhoz (vagyis a Német-római Birodalomhoz) tartozik. Ugyanebben az évben Prágában megalapította az első német nyelvű egyetemet. 1355-ben Károlyt császárrá koronázták. Tartózkodott az itáliai politikába való beavatkozástól és németországi hatalma nagy részét is átadta a választófejedelmeknek. A császári földbirtokok nagy részét elzálogosította, így az őt követő királyok jövedelme alapvetően csak saját birtokaikból származott. Az általa kiadott 1356-os aranybulla a választófejedelmek jogairól és a császárválasztás menetéről egyfajta alkotmányként funkcionált, egészen a birodalom felbomlásáig. Fő célja az ország rendjét szinte menetrendszerűen felforgató ellenkirályválasztások és belharcok megelőzése volt. Károly úgy hitte, hogy hosszú időre megszilárdította dinasztiája uralmát a birodalom élén, de fiai (Vencel és Zsigmond) után többé nem került ki császár a Luxemburgi-házból.

#### A Habsburg-korszak kezdete (1378–1493)

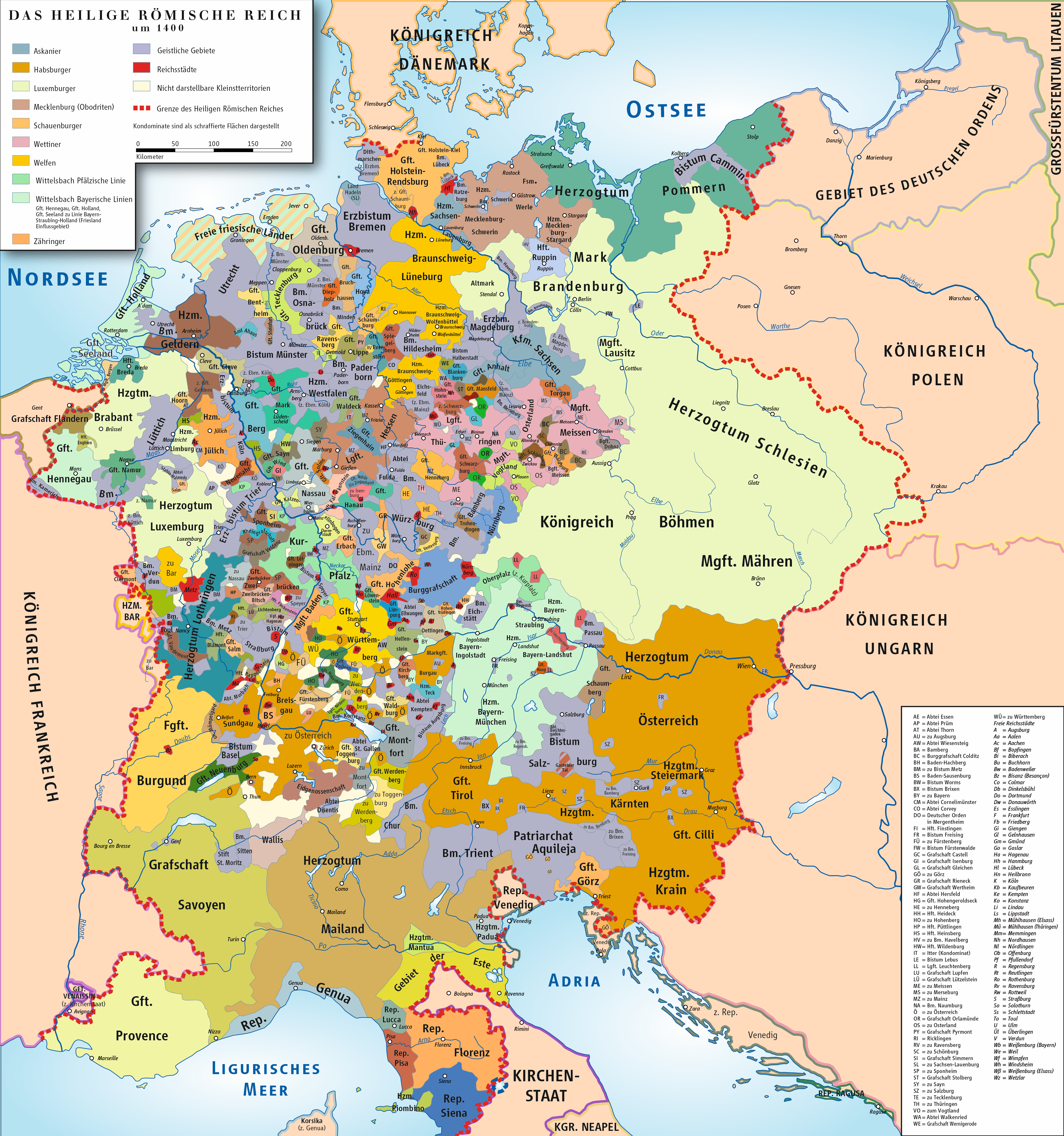
A Német-római Birodalom 1400-ban

Károly utódai alatt a császári hatalom végképp lehanyatlott. Idősebb fiát, Vencelt a négy rajnai választófejedelem tétlensége miatt elmozdította tisztségéből és Wittelsbach Rupert rajnai palotagrófot választották meg uralkodónak. Az ő 1410-es halála után Vencel öccse, Zsigmond magyar király személyében ismét egy Luxemburgi került a német trónra. Zsigmond tehetséges, művelt uralkodó volt, de a birodalmon belül nem volt hatalmi bázisa. Képtelen volt stabilizálni az ország belső viszonyait és császári koronázására is csak 1433-ban került sor. A politikai rendszer reformját a választófejedelmek önérdekeik miatt megakadályozták. Zsigmond eredményei közé tartozik viszont, hogy a konstanzi zsinaton sikerült véget vetnie a nyugati egyházszakadásnak.
Zsigmond 1437-es halálával a Luxemburgi-ház férfiágon kihalt. A Habsburgok Alberttel visszatértek és egy 1740-1745-ös szünettől eltekintve, egészen a birodalom 1806-os megszűnéséig csak ennek a dinasztiának a képviselői ültek a császári trónon. III. Frigyes hosszú uralkodása (1440-1493) során lefektették a későbbi Habsburg-világ alapjait.

## Kora újkor

### I. Miksa (1486–1519)
Miksa házassága révén megszerezte a Burgundi Hercegséget, de háborúba keveredett miatta Franciaországgal. Az 1482-es arras-i békében megosztoztak a hercegségen és a Habsburgok megkapták a gazdag Németalföldet. 1495-ben a wormsi birodalmi gyűlésen fontos reformokat vezettek be, többek között a tagállamok egymás közti háborúinak tilalmát és egy legfelsőbb bíróság felállítását. Miksa fia, Szép Fülöp szintén ügyesen házasodott, Kasztília és Aragónia királynőjét, Johannát vette feleségül 1496-ban. Miksa 1508-ban pápai koronázás nélkül vette fel a császári címet (mert a franciákkal és Velencével vívott háború bizonytalanná tette az utat) és véget vetett annak a szokásnak, hogy a német-római királyok Rómába utaztak a pápa általi koronázásra (bár unokáját, V. Károlyt a pápa megkoronázta Bolognában). A további ügyes házasságokkal a Habsburg-ház megszerezte a Jagelló-dinasztiától Magyarország és Csehország koronáját is.

### Reformáció és ellenreformáció (1517–1618)

Martin Luther (Lucas Cranach képe, 1527)

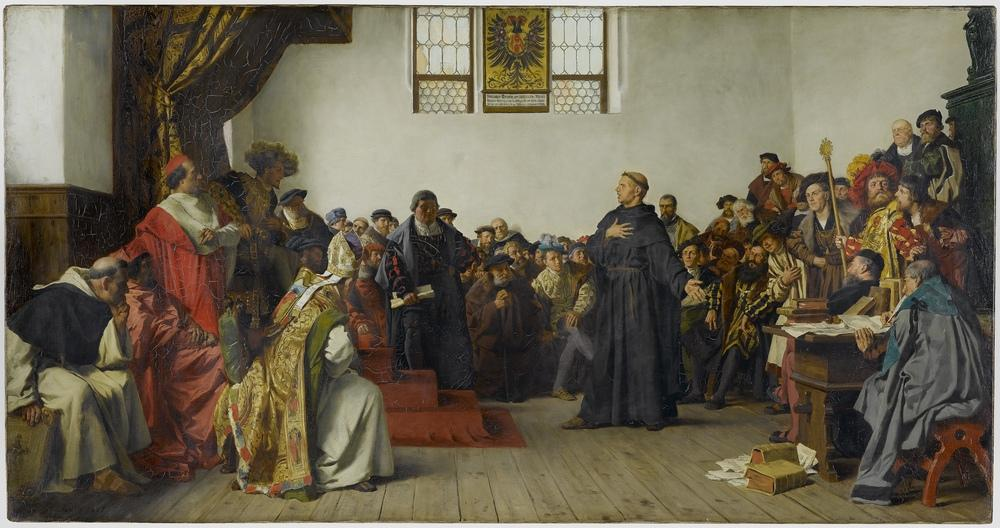
Luther a wormsi birodalmi gyűlésen (Anton von Werner képe, 1877)

A reformáció 1517-ben kezdődött, amikor Martin Luther kiszögezte 95 tételét a wittenbergi templom kapujára.
1519-ben V. Károlyt választották német királynak (aki akkor már megörökölte Kasztília és Aragónia koronáját szüleitől); ő maga "választott császárnak" nevezte magát, mert pápai megkoronázására (utolsóként a német-római császárok között) csak tíz évvel később került sor és nem Rómában, hanem Bolognában. Károllyal a Habsburg-birodalom valódi világhatalommá vált, amely gyarmataival négy kontinensre kiterjedt. V. Károly szinte folyamatosan háborúzott, hol a törökök, a franciák vagy éppen a pápa ellen; emiatt azonban a birodalomban helyzete gyenge volt és nem tudta megakadályozni a reformáció terjedését.
1522-1526 között Luther tanításai futótűzszerűen terjedtek a birodalom államaiban és városaiban. Sok esetben a helyi uralkodók is támogatták, mert így maguk is püspökké válhattak. A császár öccse, Ferdinánd véget akart vetni a lutheránusok megtűrésének, ám tervei ellen az áttért fejedelmek vehemensen protestáltak (innen kapta a reformált evangélikus vallás a protestáns jelzőt is).
A parasztok sanyarú helyzete már a 15. században is helyi felkelésekhez vezetett, a reformáció terjedése azonban 1524-ben általános parasztháborút robbantott ki. A Thomas Müntzer vezette paraszthadsereget a következő évben Frankenhausen mellett megsemmisítették.
Az 1546-ban kezdődő schmalkaldeni háborúban először fordult elő hogy katolikusok harcoltak protestánsok ellen. Az V. Károly vezette katolikusok győztek ugyan, de a vallásgyakorlást szabályozó augsburgi interimet nem tudta rákényszeríteni Luther követőire. A lázadások hamarosan újrakezdődtek és a megfáradt Károly 1555-ben lemondott: a császári címet Ferdinánd öccsére, Spanyolországot Fülöp fiára testálta. Ferdinánd ekkor már tárgyalt a fejedelmekkel a kompromisszumról, amit augsburgi vallásbékeként hirdettek ki: a lutheranizmust elfogadták egyenrangúként és a Cuius regio, eius religio elv alapján a fejedelmek határozták meg területükön a tolerált vallást.
A reformáció által nyomás alatt tartott katolikus vallás megkezdte saját belső reformjának kidolgozását. A kibontakozó ellenreformáció szigorúan büntette a pápai tanításokban való kételkedést és új szerzetesrendeket alapítottak, amelyek közül a jezsuiták váltak a legismertebbé, mint az inkvizíció és rekatolizáció élenjáró harcosai. Ferdinánd és utóda, II. Miksa valláspolitikája viszonylag toleránsnak volt mondható, különösen az ugyanekkor zajló franciaországbeli hugenotta belháborúval összehasonlítva. A birodalom decentralizáltsága ebben a helyzetben előnyösnek bizonyult, mert lehetővé tette többféle felekezet egymás mellett élését, míg az erősen központosított francia monarchiában a király egyértelműen a katolicizmus mellé állt. Miksa fia, Rudolf azonban visszavonult az uralkodástól prágai rezidenciájába, miközben a vallási konfliktusok egyre inkább elmérgesedtek. 1583-ban Kölnben polgárháború tört ki, amikor az érsek áttért a protestantizmusra. Németalföldön a nyolcvanéves háborúban megalakult a hét északi protestáns tartomány szövetsége, amely kiszakadt a birodalomból, míg a déli rész spanyol uralom maradt és megtartotta a katolikus vallást.
A protestáns fejedelmek 1608-ban unióba tömörültek, amelynek Pfalzi Frigyes állt az élén. A következő évben a katolikusok is hasonlóképpen tettek, I. Miksa bajor herceg vezetésével.

### A harmincéves háború (1618–1648)

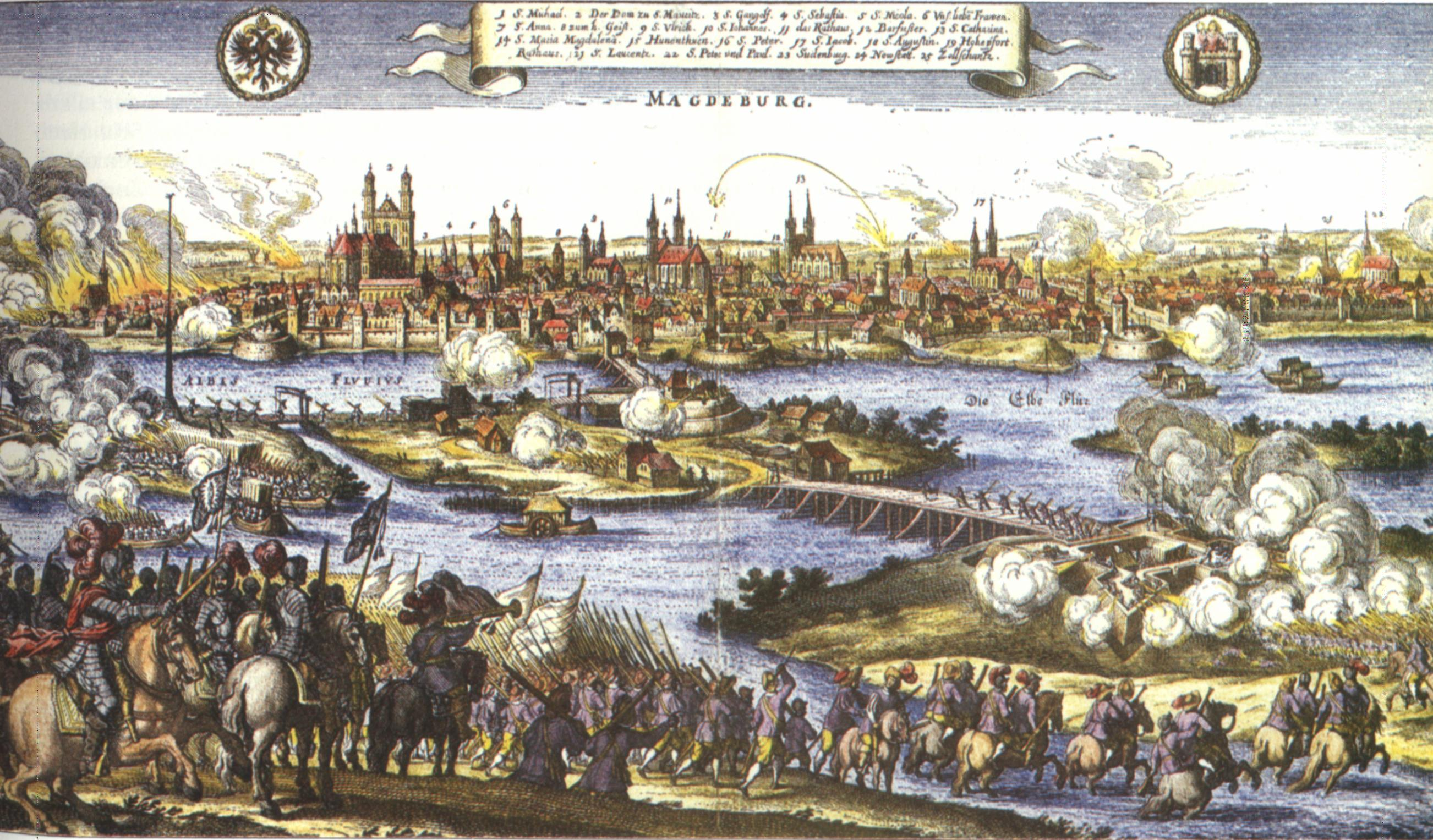
Magdeburg ostroma

Miután II. Rudolfot öccse, Mátyás 1611-ben lemondatta, utóbbi ismét korlátozta a protestánsok jogait. A feszültség 1618-ban csapott át erőszakos cselekedetekbe, a prágai defenesztráció során, amikor a cseh protestáns nemesek kidobták a prágai vár ablakán a császár követeit.
Mátyás 1619-es halála után a cseh nemesség Frigyes pfalzi palotagrófot választották királynak, mire az új császár, II. Ferdinánd a katolikus liga hadseregével bevonult az országba és a fehérhegyi csatában döntő vereséget mért a csehekre. Frigyes elmenekült, a császár generálisa, Tilly pedig megszállta Pfalzot. Ferdinánd megfosztotta a pfalzi grófokat választófejedelmi rangjuktól, amelyet a katolikus I. Miksa bajor választófejedelemre testált.
1625-ben a lutheránus IV. Keresztély dán király beszállt a vallásháborúba és bevonult Észak-Németországba. A Tilly és Wallenstein vezette császári hadsereg megverte a dánokat és megszállta Pomerániát, Jütlandot és Mecklenburgot. A dán háború győztes lezárása után II. Ferdinánd 1629-ben kiadta restitúciós ediktumát, amellyel (az 1555-ös augsburgi békének megfelelően) az egyházi vezetésű birodalmi tagállamokat (érsekségeket, püspökségeket) kivonta volna az "akié a föld, azé a vallás" elve alól és mindenhol katolikus elsőbbséget írt elő. 1630-ban a császár a választófejedelmek aggályai miatt elbocsátotta Wallensteint a szolgálatából. 

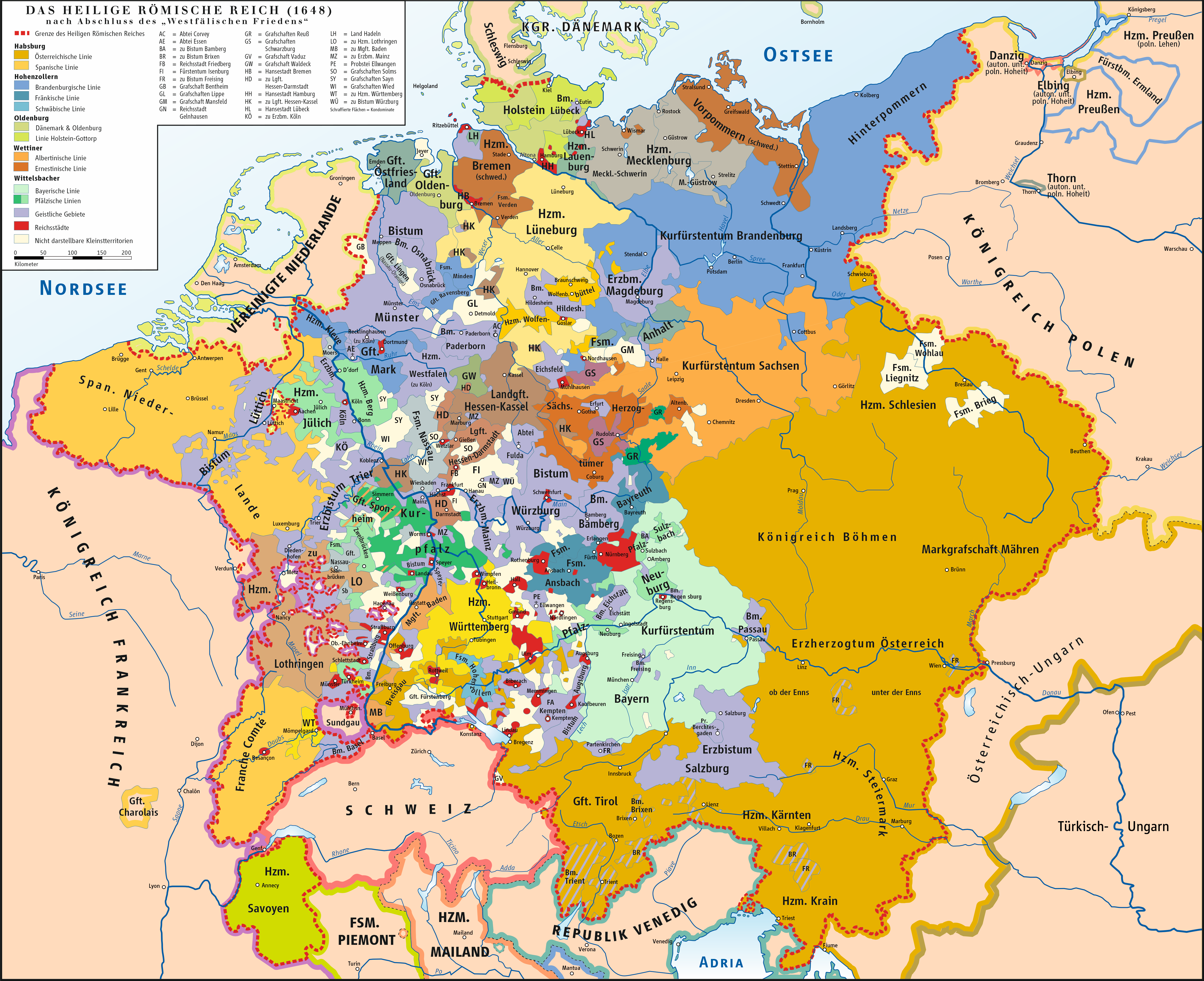
A Német-római Birodalom a vesztfáliai béke után

Ezt követően II. Gusztáv Adolf svéd király avatkozott be a háborúba. A katolikus hadsereg gyakorlatilag kiirtotta Magdeburg lakosságát, majd a svédek a raini csatában nagy vereséget mértek a császári csapatokra, miután Ferdinánd visszafogadta Wallensteint. A svédek az 1632-es lützeni csatát is megnyerték, de a királyuk elesett, így a háborúban defenzívába szorultak. 1634-ben a császár ismét elbocsátotta az önfejű, parancsait nem követő Wallensteint, majd hamarosan meggyilkoltatta. A következő évben különbékét kötött a szász választófejedelemmel, hogy a svédek elleni háborúra koncentrálhasson.
1635-ben a katolikus Franciaország belépett a háborúba a protestánsok oldalán. Döntő győzelmet egyik fél sem tudott elérni, a birodalom nagy területeit feldúlták a vonuló hadseregek, volt ahol a lakosság 60-70%-a meghalt vagy elmenekült. A birodalom csak 1750 körül érte el a harmincéves háború előtti népességét. Az új császár, III. Ferdinánd tett próbálkozásokat a békekötésre, de Németország ekkora már külső nagyhatalmak játékterévé vált. Az 1642-től folyó béketárgyalások csak 1648-ban értek el eredményt, amikor megkötötték a vesztfáliai békét. Ennek eredményeképpen Lotaringia és Elzász Franciaországhoz került, Hollandia és Svájc pedig hivatalosan is kilépett a Német-római Birodalomból. Az augsburgi béke feltételeit ismét elfogadtatták, bár a helyi uralkodó vallásának változásakor a lakosságnak ezután nem volt kötelező követni a példáját. A császár hatalmát tovább korlátozták, a birodalom pedig 382 önálló vagy kvázi-önálló részre tagolódott. A kortárs politikai filozófus Samuel von Pufendorf a Német-római Birodalmat "monstrumnak" és "Isten végzése által megőrzött képtelenségnek" nevezte. Egyébként ő egyike volt az elsőknek, akik a "Németország" kifejezést használták.

### Abszolutizmus (1648–1789)

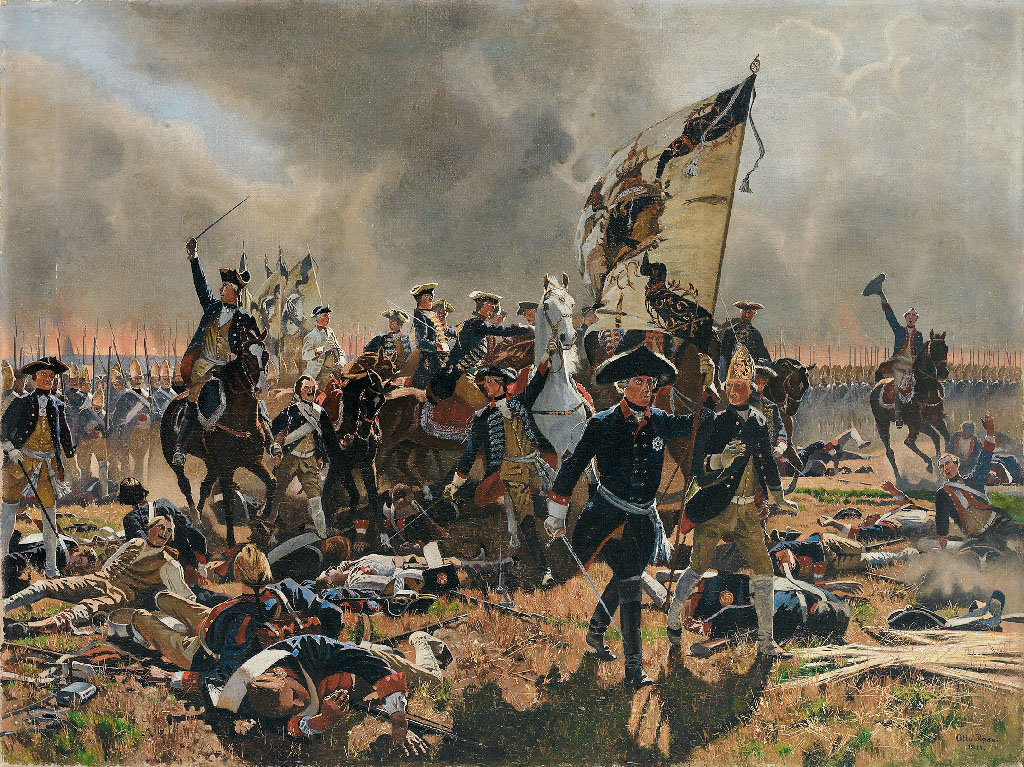
Nagy Frigyes személyesen vezeti csapatait a zorndorfi csatában (Carl Röchling képe)

A birodalom fejedelmei a lakosságcsökkenést és a pusztítást – XIV. Lajos francia királyt utánozva – merkantilista gazdaságpolitikával és ehhez kapcsolódóan abszolutista kormányzással próbálták orvosolni.
A 17. század közepén Frigyes Vilmossal megkezdődött Brandenburg felemelkedése. Utóda, III. Frigyes önhatalmúlag Poroszország királyává koronáztatta magát. I. Lipót császár nem engedélyezte újabb királyságok létrehozását a Német-római Birodalmon belül, de a Porosz Hercegség (A Teuton lovagrend volt területe, amelyet a brandenburgi választófejedelmek megörököltek) a birodalmon kívül esett. A császár végül kétmillió tallér és segédcsapatok küldésének fejében elismerte királyi címét. Poroszország a későbbiekben tovább erősödött, míg végül Ausztriával egyenrangú hatalommá nőtte ki magát. Az osztrák-porosz vetélkedés meghatározta a belnémet politikát, egészen a 19. század közepéig.
I. Lipót idejében a birodalom két szomszédos nagyhatalom, XIV. Lajos Franciaországának és az Oszmán Birodalom expanziós törekvéseinek volt kitéve. 1683-ban az osztrákok – a német hercegek és Sobieski János lengyel király segítségével Bécs alatt megállították a törökök előrenyomulását, majd megfordítva a háború menetét, kiűzték őket Magyarországról. A török fenyegetés miatt azonban nem tudtak háborúval reagálni, amikor a franciák erőszakkal annektálták a szabad birodalmi város Straßburgot és más elzászi területeket.
1697-ben I. Frigyes Ágost szász választófejedelmet megválasztották Lengyelország királyává, perszonáluniót hozva létre a két állam között. Az uniót a nagy északi háború és a lengyel örökösödési háború megszakította ugyan, de egyébként 1763-ig fennmaradt. 1714 és 1837 között perszonálunió állt fenn Nagy-Britannia és Hannover között is. 

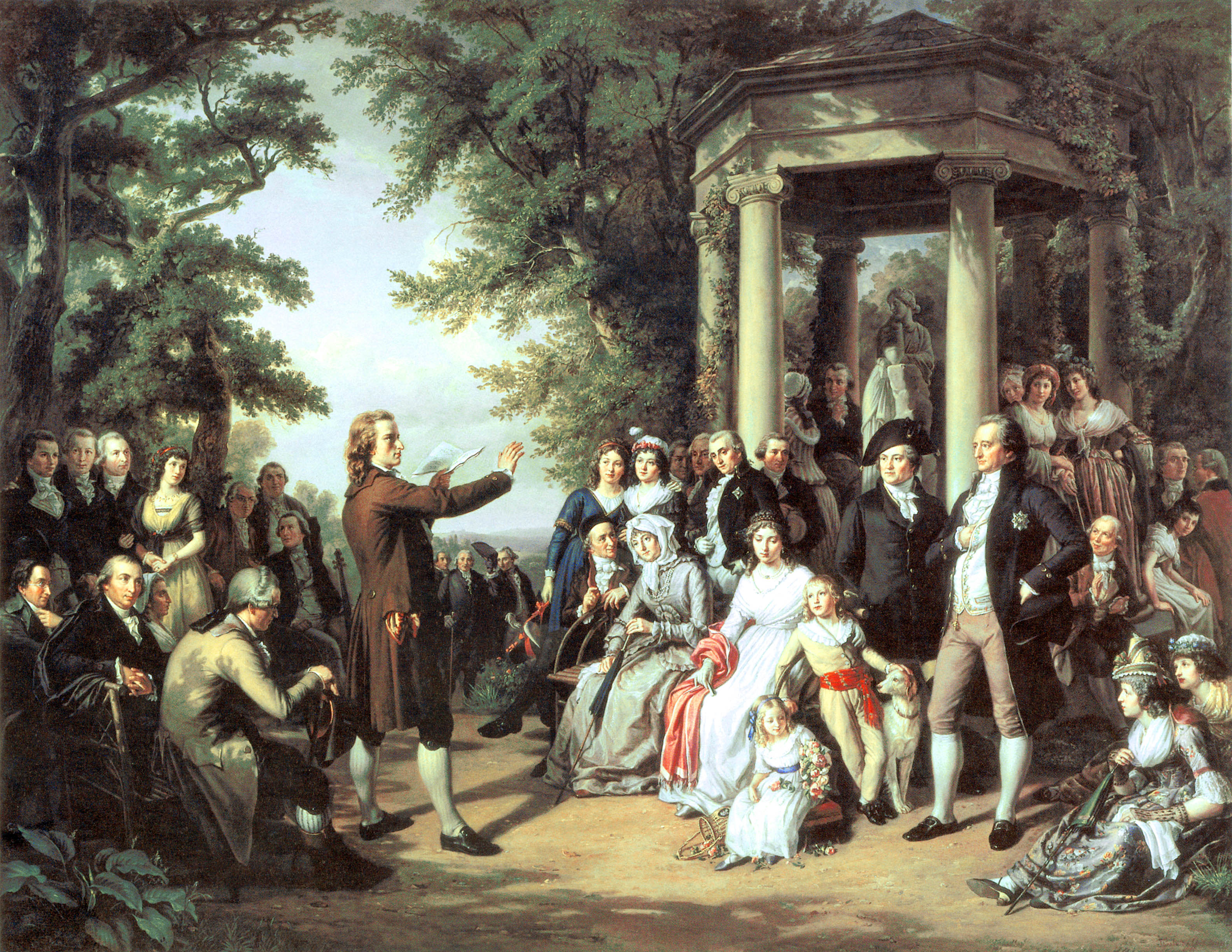
Schiller felolvasása a weimari múzsák udvarában, A hallgatóság között ott található Goethe és Herder is (Theobald von Oer képe, 1860)

1701-ben a Habsburgok spanyol ágának kihalása a spanyol örökösödési háborúhoz vezetett. I. József császár 1711-es halála felvetette a spanyol és osztrák ágak újraegyesülését, ezért az európai nagyhatalmak inkább lezárták a háborút. A Habsburg-Ausztria azonban továbbra is az európai hatalmak élvonalába tartozott. A dinasztia azonban 1740-ben, VI. Károly halálával férfiágon kihalt és elkezdődött az osztrák örökösödési háború. a Wittelbach VII. Károly kapta a császári koronát, Nagy Frigyes porosz király pedig megszállta Sziléziát. VI. Károly lányának, Mária Teréziának végül brit segítséggel sikerült megvédenie országát és férje, I. Ferenc is a császári trónra került, viszont néhány évvel később a hétéves háborúban a poroszok végképp elragadták Sziléziát.
A nagy északi háborúban (1700-1721) az oroszok, dánok, szászok és poroszok ellen harcoló Svédország elvesztette majdnem valamennyi, Német-római Birodalmon belüli hódítását. Ausztria, Poroszország és Oroszország három alkalommal jelentős területeket annektált Lengyelországból, míg végül az utolsónál, 1795-ben teljesen feldarabolták az országot.
A felvilágosodás Nagy Frigyes idején érte el Poroszországot, aki a felvilágosult abszolutizmus szellemében vezette országát. Ausztriában ez a szellemi irányzat meglehetősen visszafogottan, a katolikus felvilágosodás formájában nyilvánult meg II. József idejében. József az általános ellenállás miatt halálos ágyán kénytelen volt visszavonni reformjai többségét.

## A "hosszú 19. század" (1789–1914)
Hosszú 19. századnak azt a történelmi időszakot nevezzük, amely az 1789-ben kezdődő francia forradalomtól az első világháború 1914-es kitöréséig tartott. Németország alapvetően megváltozott ebben a korszakban: bár a nemzeti egységre és a politikai szabadságjogokra való törekvés 1848/49-ben végül elbukott, a német egység végül létrejött Poroszország vezetésével és megalakult a Német Császárság. Az ipari forradalom alapvetően megváltoztatta az ország gazdasági és társadalmi életét és a világ egyik legerősebb hatalmává tette.

### A napóleoni háborúk

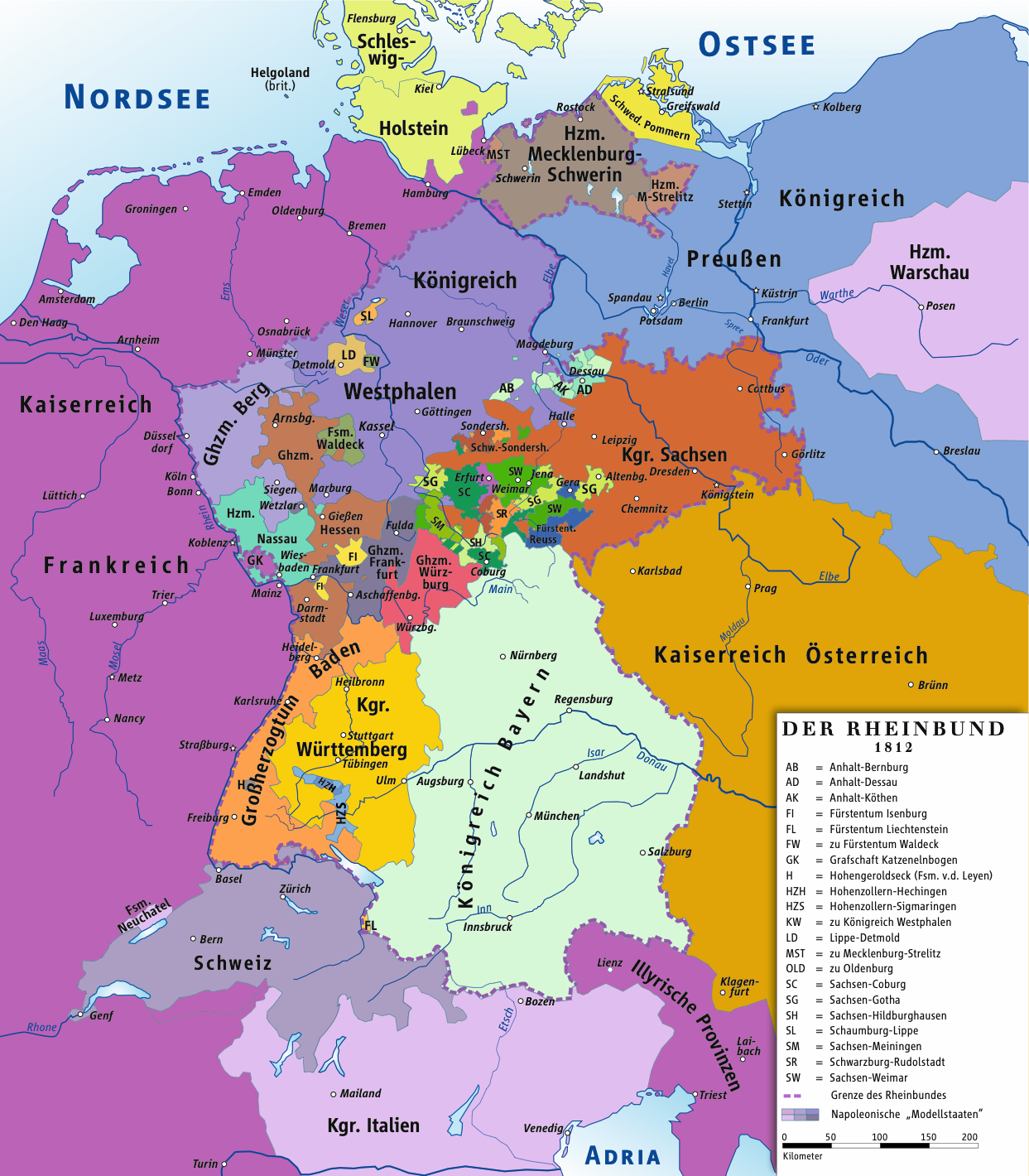
A Rajnai Szövetség 1812-ben

A francia forradalmat eleinte lelkesen üdvözölték Németországban, mint a szabadság, egyenlőség, testvériség és a polgári jogok diadalát. A német értelmiség jól ismerte és nagyra értékelte a felvilágosodás francia úttörőit, Voltaire-t, Montesquieu-t vagy Rousseau-t. Azonban ahogyan a forradalom radikalizálódott, eljött a terror uralma és sorra küldték guillotine alá az ún. nép ellenségeit, a német közvélemény ellene fordult. A Franciaországból menekülő arisztokrata emigránsok is inkább az ellenforradalmi hangulatot fokozták. II. Lipót császár és II. Frigyes Vilmos porosz király a pillnitzi deklarációban ellenségesen léptek fel a forradalmi kormányzattal szemben és követelték XVI. Lajos sérthetetlenségét. Az ezt követő franciaellenes koalíciós háborúk azonban a forradalmi hadsereg sikerét hozták. A háborús helyzet tette lehetővé, hogy egy tehetséges tábornok, Napoleon Bonaparte megragadja a hatalmat, Franciaország császárává koronáztassa magát és – részben német – kliensállamokkal vegye körbe országát (mint pl. az 1807-1813 között fennálló Vesztfáliai Királyság)
Míg a franciák egyetlen államba tömörültek, a Német-római Birodalom a 18. század végén is még mindig több mint 300, változó nagyságú államocskából tevődött össze. A német nemzet csak kulturális szinten létezett, amelyet a nyelv, az irodalom és a szellemi élet tartott össze.
Az 1801-es lunéville-i béke Franciaországnak ítélte a Rajnától nyugatra fekvő birodalmi területeket, de egyben a kompenzációt ítélt a birtokaikat így elvesztett hercegeknek. A kompenzációs folyamat alaposan felforgatta a birodalom struktúráját, a mainzi kivételével valamennyi katolikus egyházi birtokot szekularizálták. Poroszország, Bajorország, Württemberg és Baden azonban területi nyereséggel zárta a kompenzációt. Röviddel azután, hogy Napóleon 1804-ben francia császárrá koronázták, II. Ferenc is Ausztria örökletes császárává nyilvánította magát, mivel a német-római császári cím teljesen elvesztette jelentőségét.

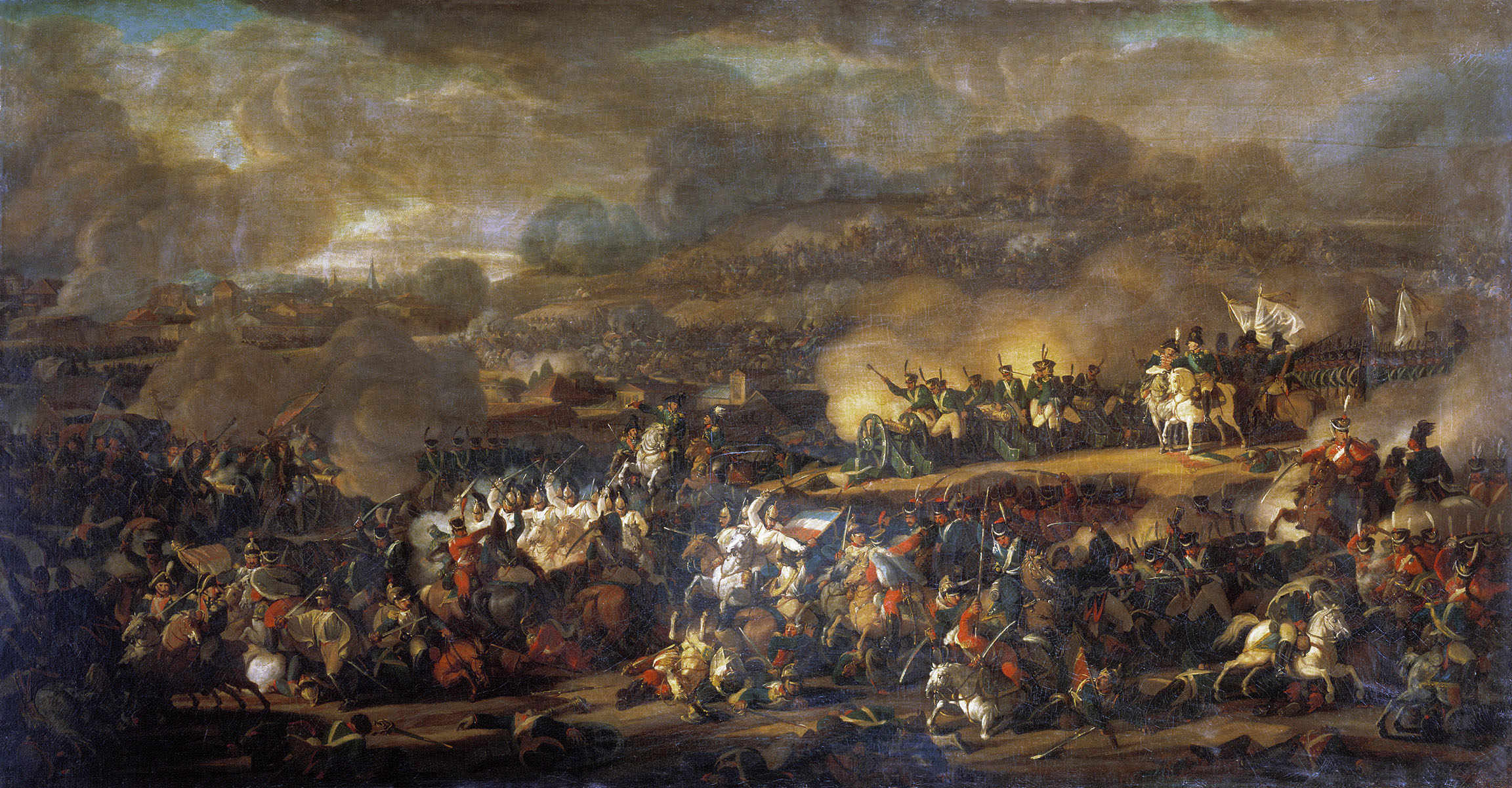
A lipcsei csata (V. I. Moskov képe, 1815)

A folyamat nem állt meg itt. Napóleon 1805-ös austerlitzi győzelme, a francia protektorátus alatti Rajnai Szövetség létrehozása, majd a poroszok jénai és auerstedti vereségei és Napóleon bevonulása Berlinbe egy új korszak eljöttét jelezték a német történelemben. A Rajnai Szövetség létrejöttével a Német-római Birodalom felbomlott és II. Ferenc formálisan is lemondott. A föderációs államban (melynek kül- és katonapolitikáját a francia császár határozta meg) politikai reformokat hajtottak végre, eltörölték a feudalizmust, bevezették a francia mintájú polgárjogot. A tilsiti béke után Poroszország majdnem felére zsugorodott, elvesztette az Elbától nyugatra fekvő, és a Lengyelország felosztásában nyert területeit. A vereség azonban olyan reformokra kényszerítette az országot, amely révén modernizálhatta államigazgatását, hadseregét (Scharnhorst és Gneisenau reformjai), gazdaságát és oktatását (Wilhelm von Humboldt).
Miután Napóleon gazdaságilag és katonailag kizsákmányolta az uralma alá vont német államokat, az értelmiség iránta való csodálata ellenszenvvé és gyűlöletté vált. A francia uralommal szembeni ellenszenvet fokozta a kontinentális blokád kihirdetése, majd a csempészet radikális megtorlása. Miután Napóleon 1812-es oroszországi hadjáratában elvesztette a Grand Armée nagy részét, az újabb koalíciós háború végett vetett Franciaország európai dominanciájának. Az ellenállást Ludwig Yorck von Wartenburg porosz tábornok kezdte, aki hezitáló királyának parancsa ellenére 1812. december 30-án a tauroggi konvencióban szövetséget kötött az oroszokkal. 1813 februárjában az uralkodók is szentesítették a szövetséget, majd a háborúhoz augusztusban Ausztria is csatlakozott. A lipcsei "népek csatájában" a koalíció vereséget mért Napóleonra és az év végére egész Németországot felszabadították a francia uralom alól.

### A Német Szövetség és a Szent Szövetség (1815-1848)

A Német Szövetség államai

Napóleon bukása után az 1815-ös bécsi kongresszuson újrarendezték Európa határait. Németországot illetően a nagyhatalmak igyekeztek egyensúlyt találni a hatalmi vákuumot maga után vonó túlzott fragmentáció és egy esetlegesen expanzív, szomszédait fenyegető egyesült Németország között. Így jött létre egy mindenki által elfogadható kompromisszumként a Német Szövetség, amely nem szövetségi állam volt, hanem 41 önálló ország laza konföderációja, amelynek egyetlen állandó közös szerve a Frankfurtban ülésező küldöttgyűlés, a Bundestag volt. A szövetségen belül Anglia, Hollandia és Dánia királyainak is voltak birtokaik; másrészt viszont Poroszország és Ausztria uralkodóinak is bírtak olyan területekkel, amelyek nem tartoztak a Német Szövetség égisze alá.
A bécsi kongresszus restaurációs törekvéseit jól jellemezte az I. Sándor orosz cár által kezdeményezett Szent Szövetség, amelyben az európai uralkodók kinyilvánították egymás iránti szolidaritásukat, ígéretet tettek a forradalmi, felforgató mozgalmak elleni kölcsönös segítségnyújtásra és hogy népeiket atyai, keresztény és békés módon fogják kormányozni. A Német Szövetségen belül főleg a két nagyhatalom, a Metternich kancellár által irányított Ausztria, valamint Poroszország tette magáévá az ellenforradalmi, restaurációs politikát. Míg Dél-Németországban több állam alkotmányos monarchiává alakult, III. Frigyes Vilmos porosz király több alkalommal is nyilvánvalóvá tette, hogy nem kíván alkotmányt bevezeti országában. Ezzel csalódást okozott a franciák elleni felszabadító háború sok résztvevőjének, akik egy egységes és szabad Németországban reménykedtek. Elsősorban az egyetemi diákszövetségek váltak a politikai ellenállás fészkeivé. Tevékenységük többnyire kiáltványok kiadására korlátozódott, mint 1817-ben a wartburgi fesztiválon, ahol német egységet és alkotmányt követeltek. Miután azonban az egyik diák, Karl Ludwig Sand meggyilkolta August von Kotzebue színműírót (aki kifigurázta a diákegyleteket és az orosz titkosszolgálatnak jelentett a német egyetemek politikai mozgalmairól) Metternich bezáratta az egyleteket és cenzori felügyelet alá vonta az egyetemek működését.
A német polgárság és kispolgárság a rendőrállami elnyomás miliőjében tartózkodott a politizálásról és visszavonult nyugalmas, kényelmes, biedermeier otthonába. Ekkor vált általánossá a a vasárnapi családi séta, a karácsonyfaállítás, a karácsonyi énekek és a családi körben való éneklés, zenélés.

### Az 1848-as forradalmak

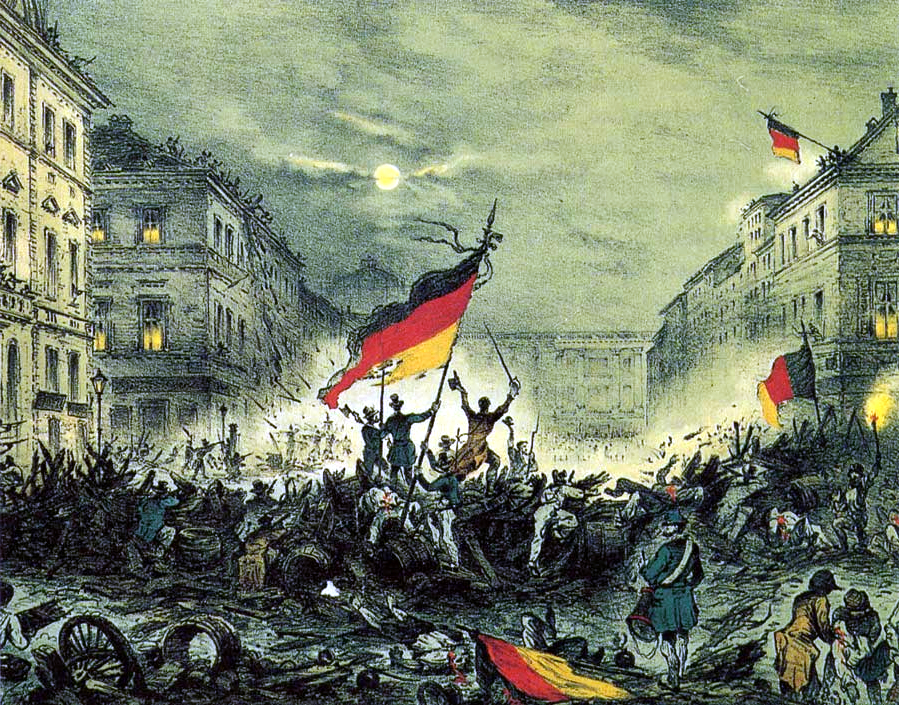
A márciusi forradalom Berlinben

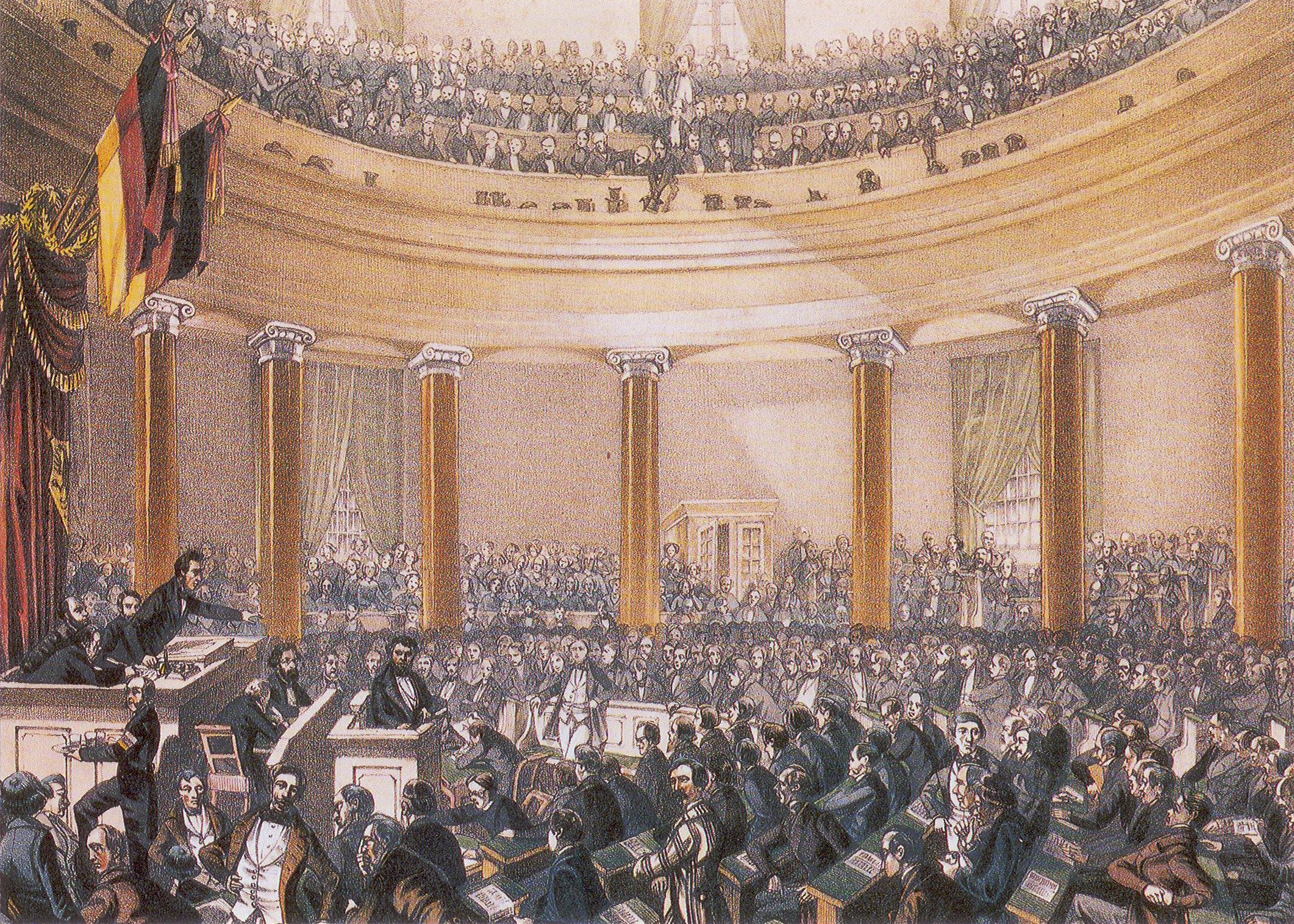
A frankfurti nemzetgyűlés

Az 1830-as párizsi júliusi forradalom keletebbre is éreztette hatását. Még ebben az évben kitört a lengyelországi forradalom, amelyet ugyan levertek az oroszok, de lengyel emigránsok árasztották el a Nyugatot. Németországban véget ért a politikai élet bénultsága; ennek egyik jele az 1832-es hambachi fesztivál volt, ahol fekete-vörös-arany trikolórok alatt hitet tettek az egyesült, demokratikus Németország mellett. A hatóságok válasza nem sokáig váratott magára, de a jelenség, csakúgy, mint a göttingeni hetek professzorainak ellenállása azt mutatta, hogy a politikai rendszerben repedések keletkeztek.
1840-ben kitört a rajnai válság, amikor a francia külügyminiszter visszakövetelte a Rajnától nyugatra eső területeket, amelyeket még Napóleon hódított meg és a bécsi kongresszus után Poroszországhoz kerültek. A követelés mindkét oldalon felfokozta a nacionalista érzelmeket. Az 1840-es évekre a német belpolitikai és gazdasági viszonyok is jelentős változásokon mentek keresztül: a gazdaságilag megerősödött polgárság politikai jogokat követelt magának, ezenkívül élelmiszerhiány lépett fel, mert a rendkívül gyorsan gyarapodó lakosság (1815 és 1848 között a németek száma 59%-kal 22 millióról 35 millióra nőtt) igényeit a mezőgazdaság egyre nehezebben tudta kielégíteni. 1845 után a rossz időjárás és a burgonyavész tovább rontotta a helyzetet.
Az 1848 februárjában kitört párizsi forradalom hatására a társadalmi feszültségek és elégedetlenségek Németországban is felszínre törtek és számos városban tüntettek politikai reformokat követelve. A demonstrációk hatására Bécsben március 13-án Metternich lemondott, a császári udvar pedig ideiglenesen Innsbruckba költözött. Berlinben a barikádharcok több halálos áldozatot követeltek. IV. Frigyes Vilmos porosz király a nép hangulatára reagálva kijelentette, hogy "Németország mostantól Poroszországban valósul meg". A Német Szövetség számos országában liberális ún. "márciusi kormányokat" neveztek ki, amelyek hasonló szellemiségű küldötteket adtak a Bundestagnak. Az 500 demokrata képviselő májusban átalakította a Bundestagot nemzetgyűléssé, amely elkezdte kidolgozni egy leendő egyesült német nemzetállam alkotmányát. Júniusban megalakult az ideiglenes birodalmi kormány, amelyet a liberális kormányzatok elismertek. A nemzetgyűlés törvényeket hozott és utasítást adott az első össznémet hadiflotta felállítására, mert időközben Schleswig jogállása miatt kitört a háború Dániával. Az első elképzelések szerint az egyesült ország határai megegyeztek volna a Német Szövetségével (plusz Poroszország keleti tartományai és Schleswig); ez a nagynémet terv magába foglalta Ausztria németlakta területeit is. 1848 őszére azonban a bécsi kormány kezdett felülkerekedni a válságon, 1849 elejére pedig világossá vált, hogy az osztrák monarchia nem kíván feloszlani és nem engedi, hogy egyes tartományai külön csatlakozzanak az egyesült Németországhoz. A frankfurti nemzeti gyűlés a porosz IV. Frigyes Vilmost választotta az Ausztria nélküli Kis-Németország császárává, a király azonban habozott elfogadni a koronát, majd elutasította, mert azt akarta, hogy ne a liberális parlament, hanem a többi német állam fejedelmei kiáltsák ki őt császárrá. Frigyes Vilmos – akárcsak más fejedelmek – megtiltotta alattvalóinak, hogy részt vegyenek a gyűlésen, a továbbra is kitartó képviselőket pedig letartóztatták. 1849 májusában a drezdai, a pfalzi és a badeni alkotmányt követelő megmozdulásokat leverték; az utolsó forradalmárok július 23-ig tartottak ki Rastatt erődjében.
Az 1848/49-es német forradalmak elbuktak, de hatásaik tovább éltek: egyrészt Poroszország is rákényszerült egy alkotmány elfogadására, másrészt a frankfurti alkotmány mintát mutatott a későbbi (weimari, bonni) demokratikus kormányzatok alaptörvényeinek.

### Iparosodás és a porosz-osztrák versengés (1850–1866)

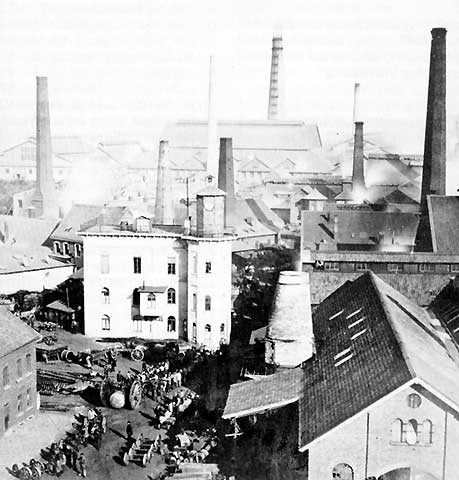
Az esseni Krupp-Művek (1864)

Az osztrák, majd a porosz uralkodói körök reakciója miatt a frankfurti gyűlés liberális alkotmánya megbukott és a német egyesülés a későbbiekben egy olyan modell szerint ment végbe, amely jobban megfelelt a konzervatív kormányzatoknak. A következő tizenöt év német politikáját a két nagyhatalom, Ausztria és Poroszország rivalizálása fémjelezte.
A 19. század közepére az ipari forradalom elérte a német területeket is. 1834-ben megalakult a Német Vámunió, amivel egy egységes gazdasági térség jött létre, megkönnyítve az ipar fejlődését. Az erőteljesen gyarapodó vasúthálózat miatt a szállítási költségek a korábbi 20%-ára csökkentek, így a gyárak, bányák, a mezőgazdasági termékek számára jóval nagyobb piac nyílt meg. A porosz gazdasági fejlődés több szempontból is dinamikusabbnak bizonyult az osztráknál. Egyrészt a porosz népesség gyorsabban növekedett, az ország nagyobb szén- és vasérctartalékokkal rendelkezett, másrészt az osztrák munkaerő 60%-a a mezőgazdaságban volt lekötve (a Német Szövetség többi tagja ezt az arányt fél évszázada meghaladta), produktivitása és jövedelme is alacsonyabb volt (40 gulden/fő évente, szemben a többi német területen jellemző 78 guldennel); mindezek következtében Ausztria hátránya egyre nőtt.
Poroszország növekvő súlyát kb. 1865-ig az osztrák diplomácia ki tudta egyenlíteni. A forradalmak bukása után Berlin az Erfurti Unióval megkísérelt létrehozni egy kisebb német föderációt porosz dominancia alatt, de az osztrákok – orosz segítséggel – megtorpedózták a kezdeményezést, az olmützi egyezséggel pedig Poroszország kénytelen volt visszatérni a Német Szövetségbe. Ausztria azonban hiába kívánt csatlakozni a Vámunióhoz, annak porosz vezetése ezt megtagadta. 

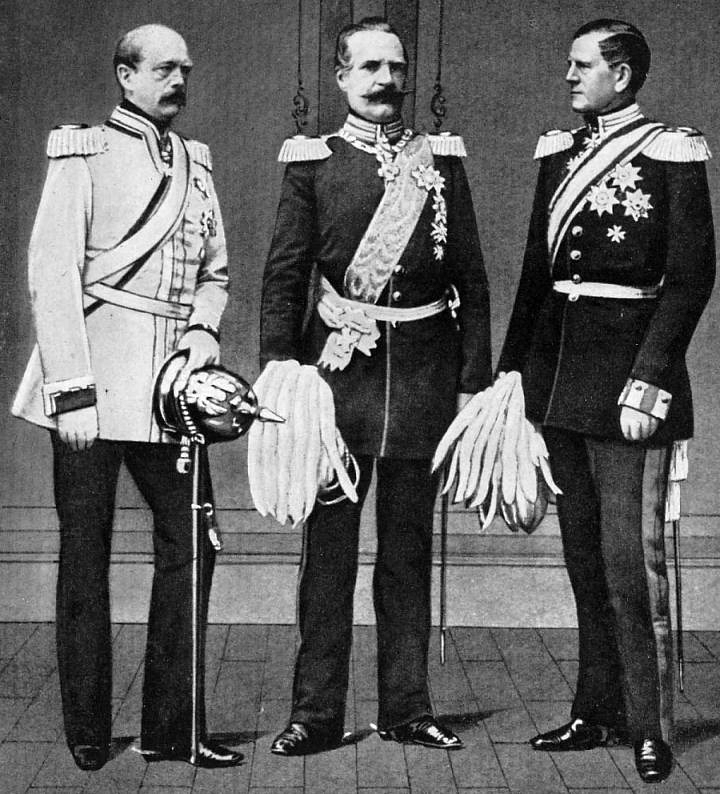
Otto von Bismarck, Albrecht von Roon és Helmut von Moltke, a porosz dominancia megteremtői

A krími háború és a második itáliai függetlenségi háború (amelyben Ausztria elvesztette Lombardiát) megmutatta, hogy hiába volt Ausztria a Német Szövetség formális vezetője, Poroszország ellenállása miatt nem kapott segítséget a többi tagállamtól sem. Bécs Poroszország ideiglenes meggyengülését sem tudta kihasználni, amikor az a haderőreform és az alkotmány miatt belső konfliktusokkal küszködött. Az új porosz kancellár, Otto von Bismarck kijelentette: "A bécsi konferencián megszabott porosz határok nem kedvezőek az egészséges államléthez; korunk nagy kérdéseit nem szónoklatokkal és többségi szavazásokkal döntik el – ez volt 1848 és 1849 nagy tévedése – hanem vérrel és vassal."
1864-ben a két nagyhatalom közösen vívott háborút Dániával a Schleswig és Holstein hovatartozását illető konfliktus miatt. A győzelem után a zsákmányon is osztoztak: Schleswig porosz, Holstein osztrák kormányzás alá került. 1866-tól Bismarck konfliktuskereső politikát folytatott Holstein ügyében, hogy döntésre vigye a vezető német hatalom kérdését. Ennek érdekében szövetséget kötött Olaszországgal és biztosította Franciaország semlegességét. A kirobbanó porosz-osztrák háború mindössze hat hétig tartott és a porosz hadsereg a königgrätzi csatában döntő győzelmet aratott az osztrákok fölött. Bismarck el akarta kerülni a francia intervenciót, ezért megelégedett annyival, hogy feloszlatta a Német Szövetséget és kötelezte Bécset, hogy nem szól bele a német ügyekbe. Ezt követően megalakította a porosz dominanciájú Északnémet Szövetséget. A délnémet államoknak felajánlották egy hasonló föderáció létrehozását, de erre nem került sor.

### A Német Császárság megalakulása (1866–1890)
Az Északnémet Szövetség alaptörvénye, valamint gazdaságpolitikája bizonyos mértékben már eleve az egyesült Németország felé mutatott. Akárcsak a későbbi császárság esetében, a kormányzó Szövetségi Tanács erős porosz túlsúlyt mutatott. Bismarck egyesítette a kancellári (miniszterelnöki) és külügyminiszteri tisztségeket és a Reichstag volt az állam törvényhozó szerve. Az egyelőre még önálló délnémet államok a porosz vasútvonalakon és folyókon keresztül jutottak el a világpiacra.

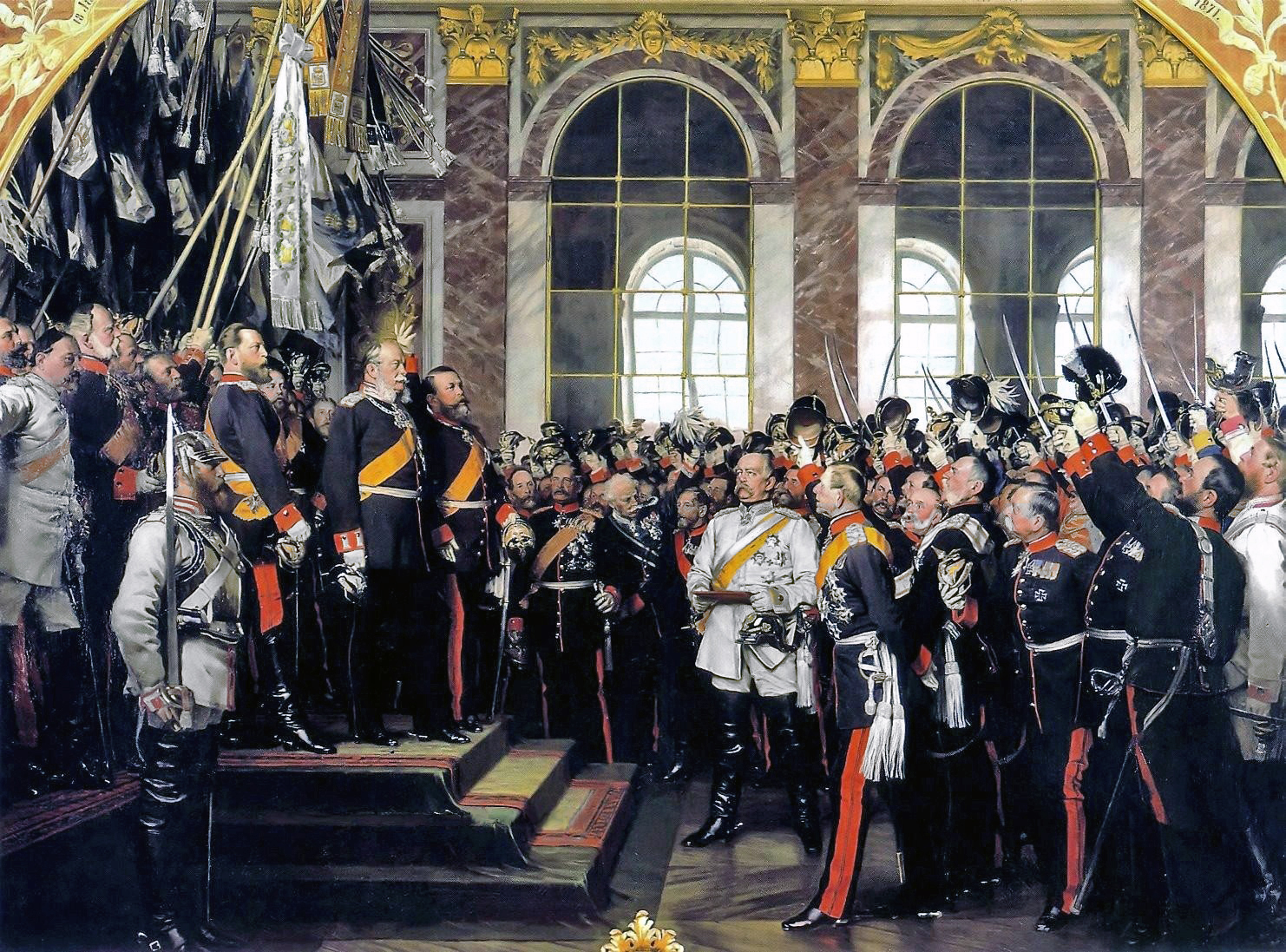
A Német Császárság kikiáltása a versailles-i palota tükörtermében (Anton von Werner képe, 1885)

III. Napóleon francia császár elégedetlen volt az eseményekkel, mert legalábbis Luxemburgot szerette volna, cserébe semlegességéért a háborúban, amely ilyen mértékben megnövelte Poroszország súlyát. Amikor felmerült, hogy a megürült spanyol trónra Leopold von Hohenzollern-Sigmaringent hívják meg, Franciaország vehemensen tiltakozott, mert tartott egy német-spanyol szövetségtől. Berlin visszakozott, de Napóleonnak ez kevés volt, biztosítékot kívánt arra, hogy a jövőben sem lesz Hohenzollern uralkodója Spanyolországnak. A francia követ ezt szóban, informális módon közölte I. Vilmossal az emsi üdülőhelyen, aki tájékoztatta Bismarckot, aki viszont az ún. emsi táviratban provokatívan azt közölte a sajtóval, hogy a franciák elfogadhatatlan követelésekkel álltak elő, amelyet a király határozottan visszautasított. III. Napóleon felháborodott és hadat üzent. A porosz hadsereg kezdeti sikerek után Sedannál körülzárta és megsemmisítette a franciák haderejét. Ezt követően Párizsban felkelés tört ki, létrejött a Kommün és a francia kormányzat összeroppant. A gyors diadal hatalmas presztízsnövekedést jelentett a poroszok számára és kikiáltották a délnémet államokat is magába foglaló Német Császárságot. I. Vilmost – a franciák külön megalázása céljából – a versailles-i kastély tükörtermében koronázták császárrá 1871. január 18-án. Ezenkívül annektálták Elzászt és Lotaringiát, valamint 5 milliárd aranyfrank háborús jóvátételt róttak ki a franciákra.

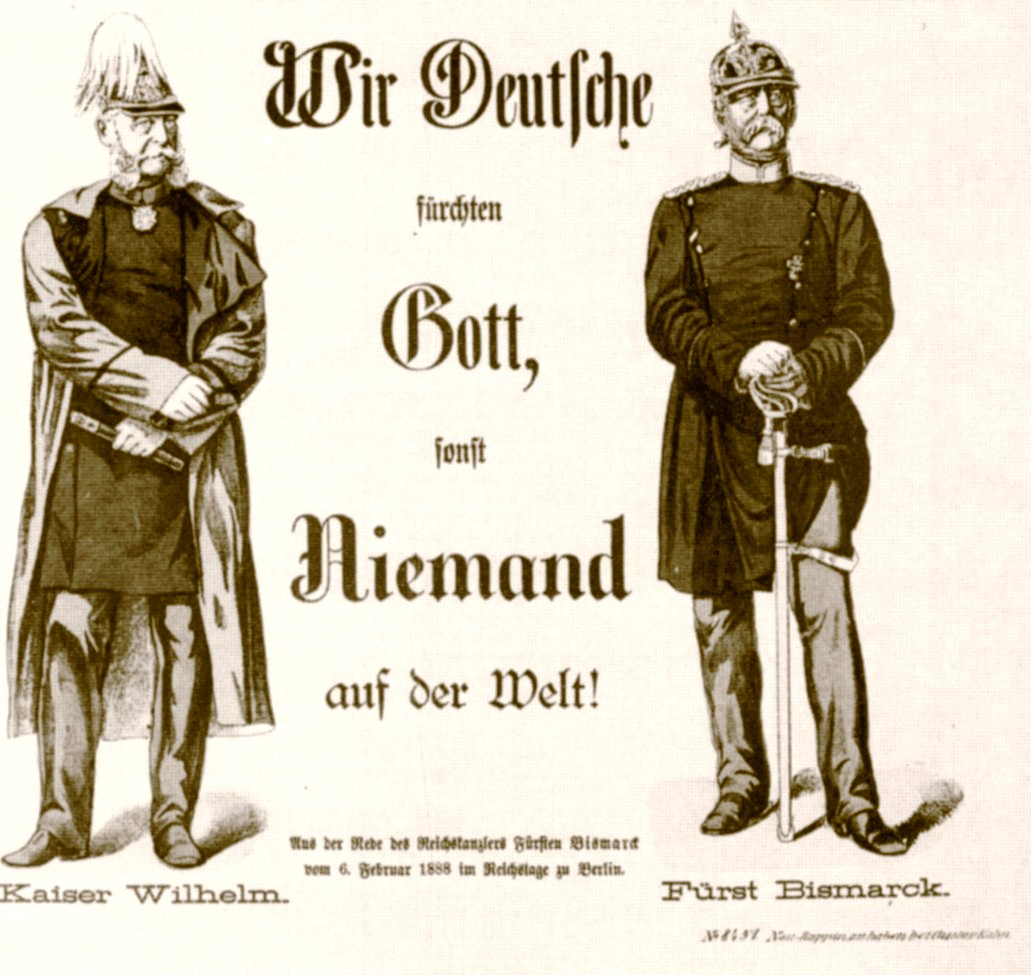
"Mi németek csak Istent féljük, senki mást a világon" – propagandplakát 1888-ból

A délnémet államok – mint Württemberg és Bajorország – csatlakozásuk fejében kompenzációs jogokat kaptak, amelyek többek között az alkoholra kivetett adókat, a postai és vasúti rendszert érintették. Az új birodalmi berendezkedés alapvetően már létrejött, amikor – egyfajta jóváhagyásként – 1971 márciusában parlamenti választásokat tartottak. A Reichstagban minden jelentős, 1848/49 óta a német politikai életet meghatározó politikai párt bejutott: a konzervatívok, a jobb- és balliberálisok, a katolikusok és a szocialisták. A legrégebbi, modern jellegű politikai párt a liberális Haladáspárt (Fortschrittspartei) volt, melyből 1867-ből szakadtak ki a jobboldali nemzeti liberálisok. A szocialista mozgalmak is hamar pártba tömörültek, 1862-ben alakult meg Ferdinand Lassalle Általános Német Munkásegylete, a szociáldemokrata párt elődje; ők főleg az általános választójogért és a munkások életfeltételeinek javításáért küzdöttek. A szokásos pártstruktúrából némileg kilógott a katolikus Német Centrumpárt, melynek létét az indokolta, hogy a katolikusok kisebbségben voltak a protestáns többségű és jórészt szekularizált államban.
A változások közepette Bismarck helyzete megingathatatlan maradt; egyrészt I. Vilmos császár bizalma, másrészt kiváló politikai érzéke miatt, amellyel a pártok között lavírozott. A kancellár úgy kívánta modernizálni a birodalmat, hogy közben annak politikai és társadalmi hierarchiája ne változzon. A liberálisok támogatásával standardizálta és nagyrészt liberalizálta a gazdasági rendszert, eltörölte a kereskedelmet és vállalkozást nehezítő belső vámhatárokat, egységesítette a jogrendszert és megreformálta a közigazgatást. Élvezte a pártok többségének támogatását a katolikus egyház elleni "Kulturkampf" (kultúrharc) során, melyben megtiltotta, hogy a papok a szószékről politizáljanak, eltörölte az iskolák egyházi felügyeletét, bevezette a kötelező polgári házasságot és megszüntette a klérus állami támogatását (ún. "kenyereskosár-törvény").

A Német Császárság 1871-ben

Az 1873-as tőzsdepánik majdnem egy évtizedig tartó világméretű gazdasági válságot hozott magával, amelynek Németországban társadalmi következményei is voltak. Megerősödtek az izolációt és a homogén társadalmat hirdető szerveződések, politikailag és társadalmilag egyaránt diszkriminálni kezdték a szociáldemokratákat és a zsidókat, nyíltan antiszemita szervezetek alakultak. Adolf Stoecker, a császár udvari lelkésze a zsidókat a német népre leselkedő veszélynek nevezte, Eugen Dühring filozófus pedig könyvet írt a "zsidókérdésről" és annak magoldásáról.
A Vilmos császár elleni 1878-as merényletek után Bismarck törvényeket hozott a baloldali mozgalmak visszaszorítására, bár a szociáldemokrata pártot nem tiltotta be. Részben azért, hogy ellensúlyozza a párt befolyását, állami szociális programot indított el: 1883-ban bevezették az általános egészségbiztosítást, 1884-ben a balesetbiztosítást, 1889-ben pedig a nyugdíjbiztosítást.
A külpolitikában az egyesült Németország túl sok ellenséget és riválist szerzett, ezért Bismarck szövetségeseket keresett és igyekezett kimaradni a kontinens politikai válságaiból. A korábbi fegyveres összecsapás ellenére sikerült megnyernie szövetségesként az Osztrák-Magyar Monarchiát. Bár Oroszország formálisan a franciákkal volt szövetségben, Bismarck titkos semlegességi paktumot kötött a cárral. 1884-ben megindult a német gyarmatosítási program, amely során az egymással vetélkedő britek és franciák között sikerült Délnyugat- és Délkelet-Afrikában Németország területét sokszorosan meghaladó gyarmatokat szerezni. Ezek azonban inkább vitték a pénzt, mint hozták és válsághelyzetben (mint később be is bizonyosodott) képtelenek voltak megvédeni magukat.

### Nagyhatalmi ambíciók (1890–1914)

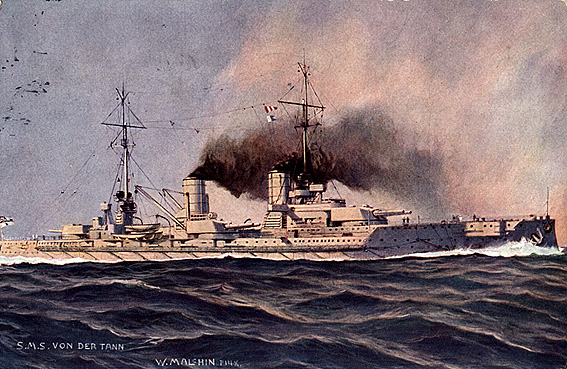
Az SMS von der Tann, az első német csatacirkáló

1888-ban (az ún. "három császár éve") meghalt I. Vilmos, majd trónra lépése után mindössze 99 nappal fia, III. Frigyes is, így az ő fia, II. Vilmos 29 évesen a birodalom császárává vált. Vilmos elvetette apja liberális elveit és erős kézzel kívánt uralkodni, egyes vádak szerint "magánezredeként" kezelve a kormányzatot. Hamarosan összekülönbözött Bismarckkal, aki nem hagyta, hogy visszavonja a szociális törvényeket, így az uralkodó 1890-ben menesztette az idős kancellárt (Bismarck 28 éven át volt Poroszország, majd Németország kancellárja, hosszabb ideig, mint utódai együttvéve az első világháborúval bezárólag).
1890-re már véget ért a korábbi gazdasági válság és a gazdaság olyan tempóban növekedett, hogy már német gazdasági csodáról beszéltek. Az ipar vezető ágazatai közé tartozott a vegyipar, a gépgyártás és az elektrotechnika. 1913-ra Németország a második helyre jött fel az ipari termelés (az USA mögött) és a kereskedelem volumene (Anglia mögött) tekintetében egyaránt. A gyarapodás a dolgozók életkörülményeiben is éreztette hatását, főleg az ipari munkások körében, amelyek politikailag is egyre tudatosabbak lettek és nagy részük szakszervezetekbe tömörült. 

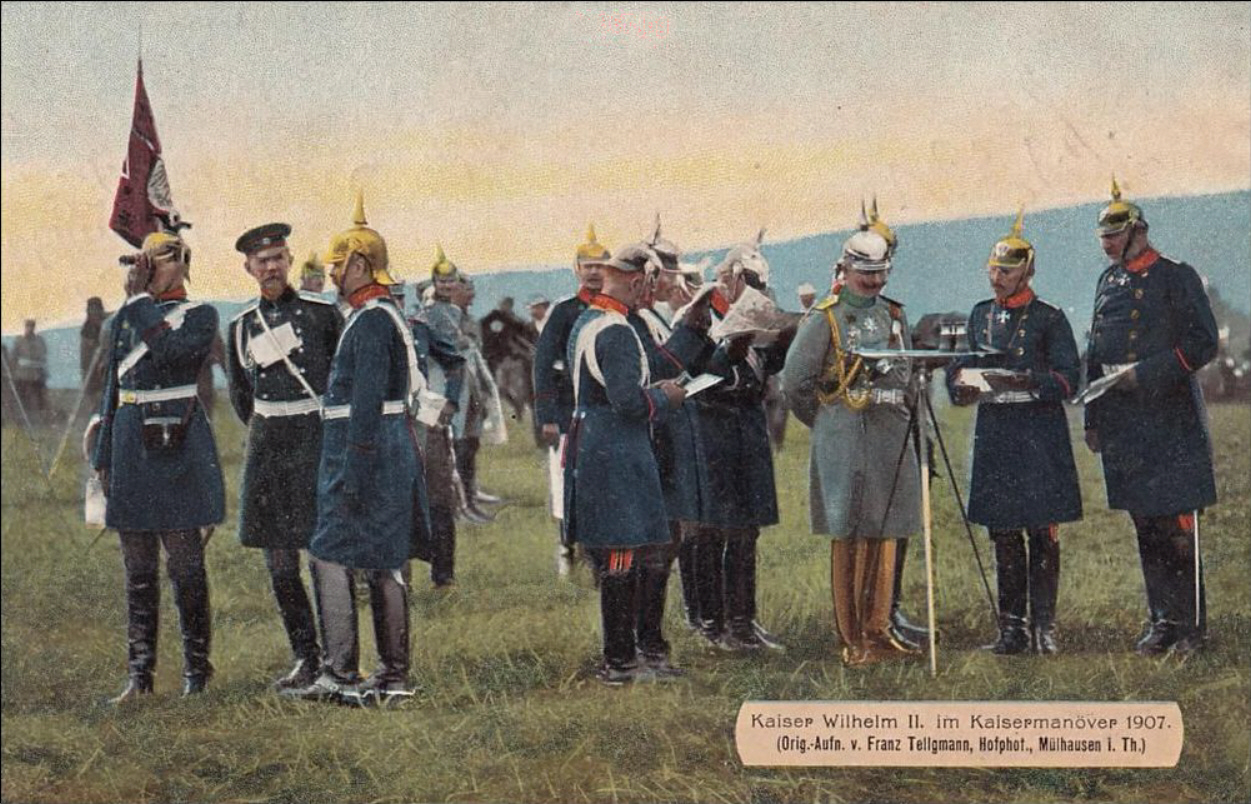
II. Vilmos császár hadgyakorlaton (1907)

A gazdaságilag sikeres birodalomban egyre erősebbé váltak azok a hangok, amelyek "helyet akartak a Nap alatt"; politikai hatalomra váltva a gazdasági erőt nyersanyagot termelő és felvevőpiacot jelentő gyarmatokat követeltek. II. Vilmos presztízshajszoló személyiségével párosulva ez egy agresszív, hiperaktív, de kapkodó és nem túl sikeres külpolitikához vezetett amely fenyegetőzéseivel és követeléseivel bizonytalanabbá tette a nemzetközi kapcsolatokat. A német nagyhatalmi ambíciók egy kirívó (és hosszú távon fatális) példája volt a flottaprogram, melynek során Alfred von Tirpitz vezetésével megkezdték a haditengerészet jelentős megerősítését. A kor politikai gondolkodásában az erős flotta a nagyhatalmi lét egyik alapfeltétele volt; azonban Németország, amelyet két oldalról közrefogott az egymással szövetséges Francia- és Oroszország, nem engedhetett meg magának egy olyan lépést, amely egyértelműen Anglia, a világ akkori vezető tengerészeti hatalma ellen irányult.
Az Osztrák-Magyar Monarchiától eltekintve egyedül Olaszország maradt, mint potenciális, de bizonytalan szövetséges. Miután Németország több ízben szembekerült a többi nagyhatalommal (a marokkói válság, a boszniai válság és a balkáni háborúk során) a kormányzat gondolkodását egyre inkább a bekerítéstől való félelem határozta meg. 1912-ben Moltke vezérkari főnök kijelentette, hogy a háború elkerülhetetlen és annál jobb Németországnak, minél előbb kerül rá sor, mielőtt ellenségei felkészülnének. II. Vilmos is egyetértett azzal, hogy meg kell gyorsítani a hadsereg és a flotta felkészítését egy közeli háborúra.

## A "rövid 20. század" – az első világháborútól a hidegháború végéig

### Az első világháború (1914–1918)

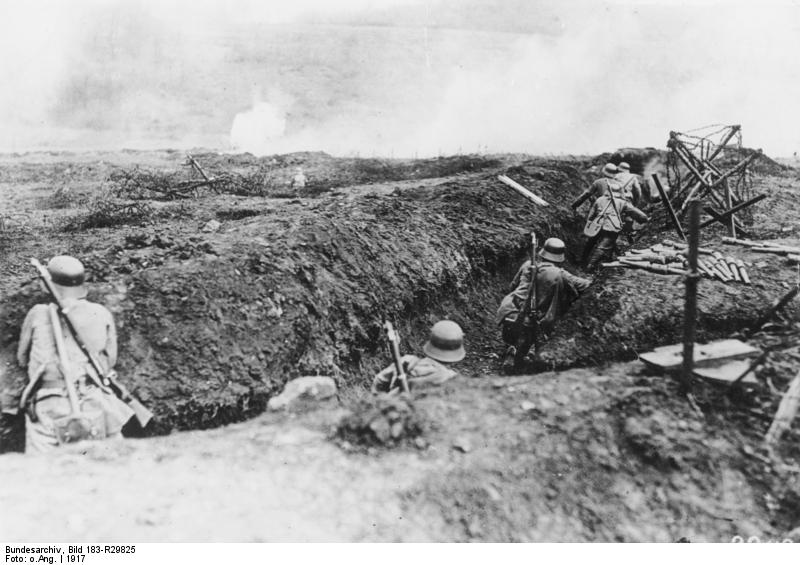
Német katonák a lövészárokban

A nagyhatalmak közötti szövetségi rendszer és a soknemzetiségű Osztrák-Magyar Monarchia belebonyolódása a régóta instabil balkáni helyzetbe együttesen újabb válsághelyzetet eredményezett, amely az egész kontinensre, sőt a világ nagy részére kiterjedő háborút idézett elő. 1914. június 28-án egy szerb nacionalista Szarajevóban meggyilkolta Ferenc Ferdinánd osztrák trónörököst és feleségét. Bécs – miután egyeztetett Berlinnel és biztosították, hogy egy esetleges háború esetén Németország mellette áll – szándékosan elfogadhatatlan ultimátumot intézett Szerbiához, majd ennek elutasítása után július 28-án hadat üzent. Ezt követően Németország augusztus 1-én hadat üzent Oroszországnak és 3-án Franciaországnak. A német hadsereg – előzetesen kidolgozott haditervének megfelelően – megsértve az ország semlegességét – első lépésként megszállta Belgiumot, ami miatt Nagy-Britannia augusztus 4-én hadat üzent. A helyi konfliktus rövid időn belül világháborúvá (George Kennan szavaival "a 20. század nagy katasztrófájává") fajult. 

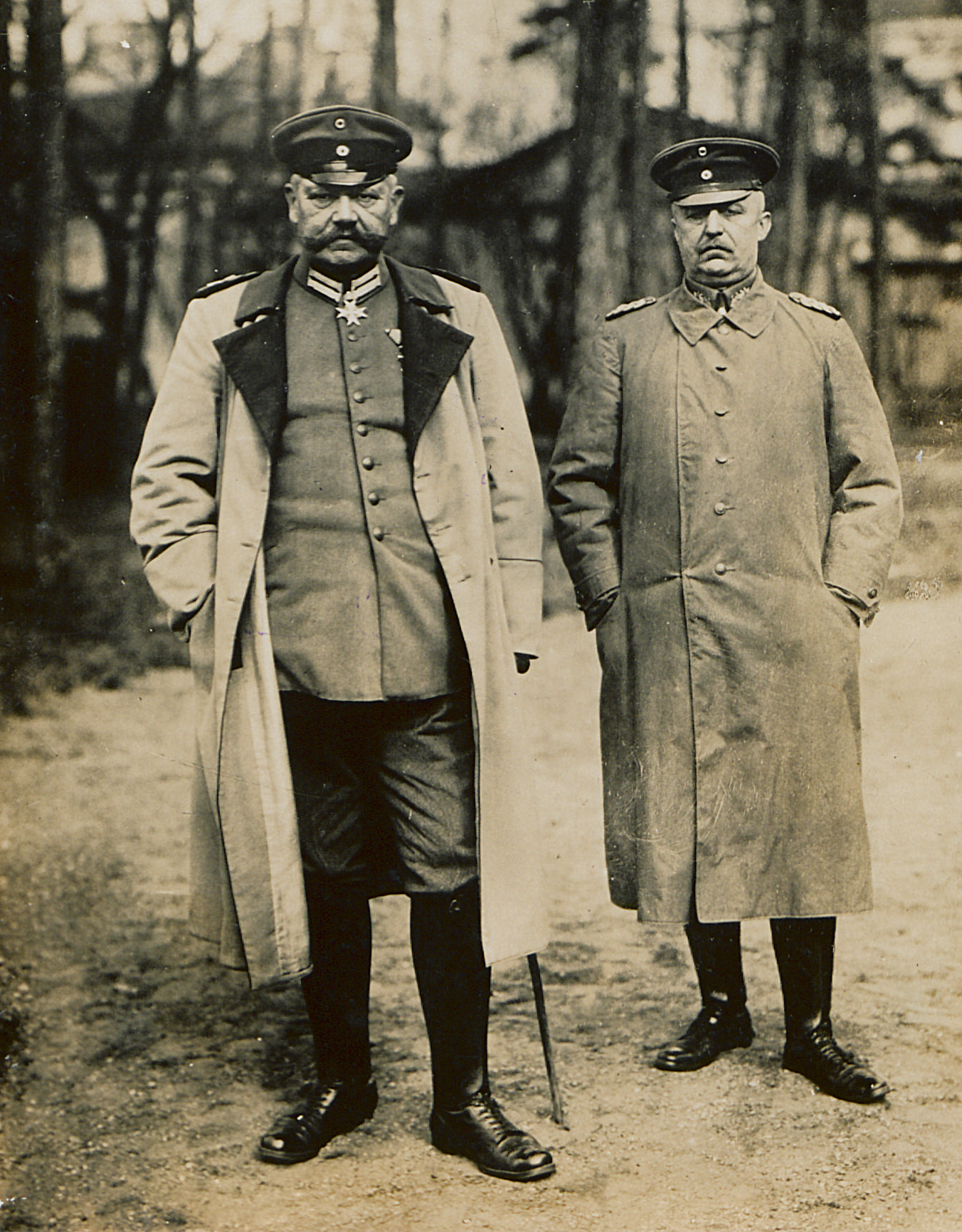
Hindenburg (balra) és Ludendorff

Németország kezdetben látványos sikereket ért el, amikor nyugaton gyorsan nyomult előre a Marne folyóig, keleten pedig a tannenbergi csatában megsemmisített két orosz hadsereget. Ezt követően azonban megtorpant és a kezdeti mobilitást felváltotta az évekig elhúzódó lövészárok-háború, ahol – miután a jól beásott ellenséget nagyon nehéznek bizonyult kivetni a fedezékeiből – a felek egymás erejének felmorzsolásával próbáltak döntést kicsikarni. A kormányzat – mely 1916 augusztusa után egyre inkább a Paul von Hindenburg és Erich Ludendorff vezette német főparancsnokság hatása alá került – hamarosan kénytelen volt hadigazdaságot bevezetni és a háborút eleinte szinte egyhangúlag támogató polgári lakosság komoly nehézségekkel kezdett szembenézni. Az 1917 végi oroszországi forradalom miatt Németország keleten igen előnyös békét tudott kötni, ugyanakkor azonban az Egyesült Államok is beszállt a háborúba és 1918 nyarára a német hadsereg helyzete egyre tarthatatlanabbá vált. Egy általános offenzívát követően tartalékai kimerültek és 1918 őszére a nyugati front összeomlott. Az addig optimista propagandát terjesztő főparancsnokság meglepte a közvéleményt, mikor béketárgyalások megkezdésére kérte a kormányzatot. A császár az ún. októberi reformok keretében kénytelen volt átfogó politikai változásokat bevezetni. Németország, történelme során először, tényleges parlamentáris állammá (bár a monarchia még megmaradt) alakult. A flottaparancsnokság még egy utolsó csatát akart kezdeményezni az angolokkal, hogy "dicsőségesen" pusztuljon el, de a matrózok Kielben és Wilhelmshavenben fellázadtak. A felkeléshez hamarosan csatlakoztak a katonák és a munkások is. November 9-én lemondatták a császárt és kikiáltották a köztársaságot. A világháborúban november 11-én Németország letette a fegyvert.

### A Weimari Köztársaság (1918/19–1933)

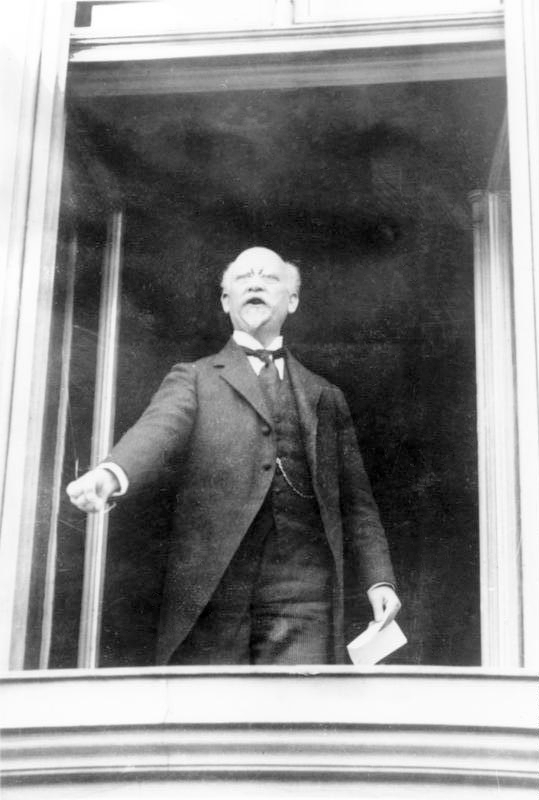
Philipp Scheidemann kikiáltja a köztársaságot

Németország az első világháború után

A november 9-i forradalmi hevületben kétszer is kikiáltották a köztársaságot, a parlamentarista irányultságú Philipp Scheidemann, valamint a szocialista Karl Liebknecht. A forradalmi munkás- és katonatanácsok nyomására létrejött az ideiglenes kormány, a Népmegbízottak tanácsa, amelyben a „többségi” és a Liebknecht-féle radikális „független” szociáldemokraták foglaltak helyet. A népképviselők kongresszusa 1918 decemberében előkészítette az alkotmányozó nemzetgyűlés megválasztását; az ország történelmében először a nők is szavazhattak. De a tüntetések továbbra is folytatódtak és 1919 januárjában a bolsevik Spartakus-csoport felkelését a többségi szociáldemokrata Ebert-kormány a felfegyverzett szabadcsapatok segítségével leverte, vezetőiket, Rosa Luxemburgot és Karl Liebknechtet pedig meggyilkolták. A politikailag instabil helyzet miatt a nemzetgyűlés Weimarba helyezte át a székhelyét – innen kapta a nevét az ország új politikai berendezkedése.
A nemzetgyűlés alapvető feladata a politikai rendszer új kereteinek megteremtése volt. Rövidesen elfogadták az 1919. augusztus 14-én hatályba lépő új alkotmányt. Emellett hagyományos parlamentként is működött, törvényeket és költségvetést alkotott és megszavazta az államfőt (Friedrich Ebertet). Philipp Scheidemann vezetésével többpárti kormánykoalíció jött létre. A kormánynak mind a bel- mind a külpolitikában rendkívül nehéz dolga volt. A belpolitikában elsődleges céljául a társadalmi béke megteremtését és a hadigazdaság békeidőkre való átalakítását tűzte ki. A gazdaságban, az igazságszolgáltatásban és a hadseregben azonban megmaradtak a régi birodalmi struktúrák és felelős személyek, azért néha az 1919-es változásokat „befejezetlen forradalomként” is emlegetik. A szocialisták egyértelmű vívmánya volt viszont a nyolcórás munkanap és a vállalati munkástanácsok bevezetése, valamint a szakszervezetek működésének engedélyezése.
A külpolitikát a versailles-i szerződés határozta meg. A világháborúban győztes antant súlyos feltételeket szabott: Németország elvesztette területének 10%-át (Elzász-Lotaringiát, Nyugat-Lengyelországot és Észak-Schleswiget), megszállták a Rajnától nyugatra eső területeit, lefegyverezték hadseregét és hatalmas háborús jóvátétel kifizetésére kötelezték. Ezenfelül a szerződés kimondta, hogy a háború minden veszteségéért a németek és szövetségeseik felelősek. Bár az aláírást a győztesek csak teljes megszállással való fenyegetőzéssel tudták kikényszeríteni (Scheidemann le is mondott az államfői posztjáról), a német közvélemény nagy része később is azon a véleményen volt, hogy meg kellett volna tagadni a békeszerződés elfogadását.

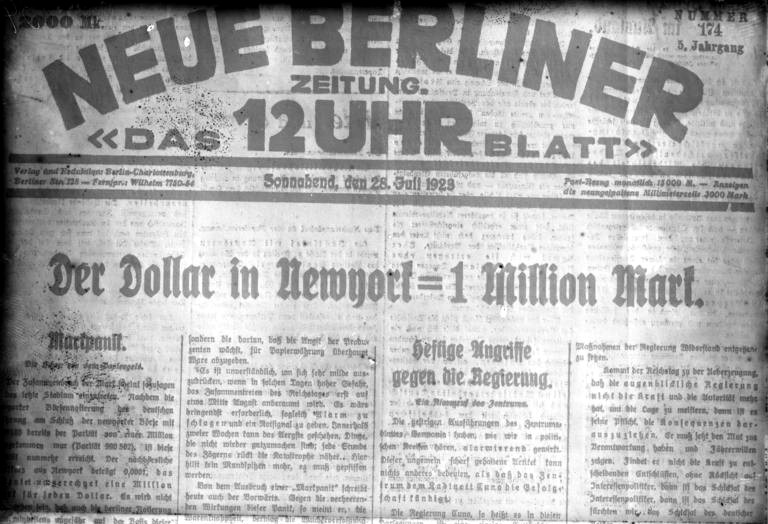
Vágtató infláció: 1 dollár 1 millió márkát ér (1923 július)

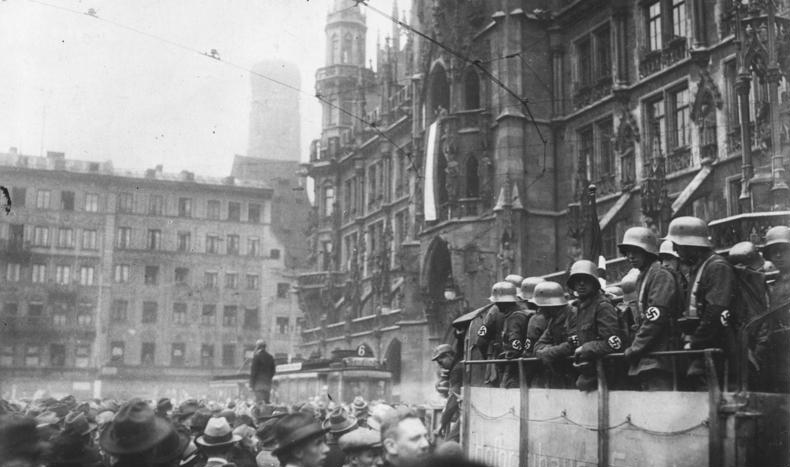
A müncheni sörpuccs

A belső és külső problémák miatt a köztársaság politikai életét hosszan tartó instabilitás és egyre erősödő antirepublikánus hangok jellemezték. 1920 márciusában a katonai diktatúrát bevezető Kapp-puccs elűzte Berlinből a kormányt, de a lakosság ellenállásán és a munkások általános sztrájkja miatt megbukott. A Ruhr-vidéken a szélsőbaloldali Ruhr-vidéki Vörös Hadsereg felkelését kellett leverni. A versailles-i békét aláíró Matthias Erzberger pénzügy- és Walther Rathenau hadügyminisztereket szélsőjobboldali terroristák meggyilkolták. 1923-ban általános válság tört ki: a gazdasági visszaesés és a hatalmas infláció mellett a Rajna-vidéken szeparatista, Hamburgban pedig kommunista felkelésre került sor; november 9-én pedig a szélsőjobboldali müncheni sörpuccsot kellett levernie a kormányzatnak (ezt követően került börtönbe Adolf Hitler).
A rajnavidéki felkelést és a vágtató inflációt Gustav Stresemann kancellárnak sikerült megfékeznie (utóbbit egy pénzreformmal). A Dawes-terv segítségével 1924-re viszonylagos stabilitást ért el és képes volt infrastrukturális fejlesztéseket, otthonteremtési programokat elindítani. Az 1920-as években a gazdasági nehézségek ellenére megindult egy intellektuális pezsgés, a művészetben (irodalomban, festészetben, építészetben egyaránt) előretört az avantgárd; emellett azonban erősek maradtak a konzervatívok is, akik gyanakodva szemlélték a művészetet és a társadalmat felforgató tendenciákat.
Az 1920-as évek közepére véget ért az ország külpolitikai elszigeteltsége. A Dawes-terv átütemezte a háborús jóvátétel fizetését és amerikai hitelek és befektetések segítségével a gazdaság is növekedésnek indult. Az 1925-ös locarnói konferencián garantálták a nyugati német határokat, egy évvel később pedig Németországot felvették a Népszövetségbe. A kiegyezést nyélbe ütő francia és német külügyminiszterek, Briand és Stresemann megkapták a Nobel-békedíjat. 

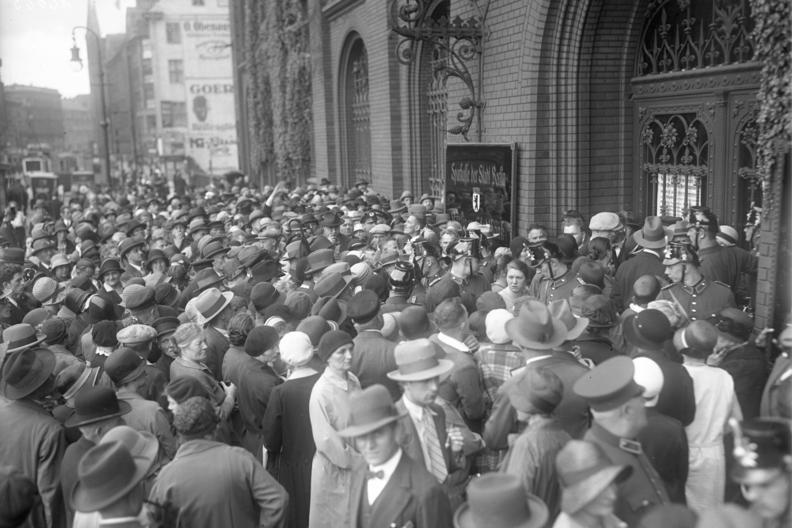
A betétesek megrohanják a csődbe ment berlini bankokat (1931)

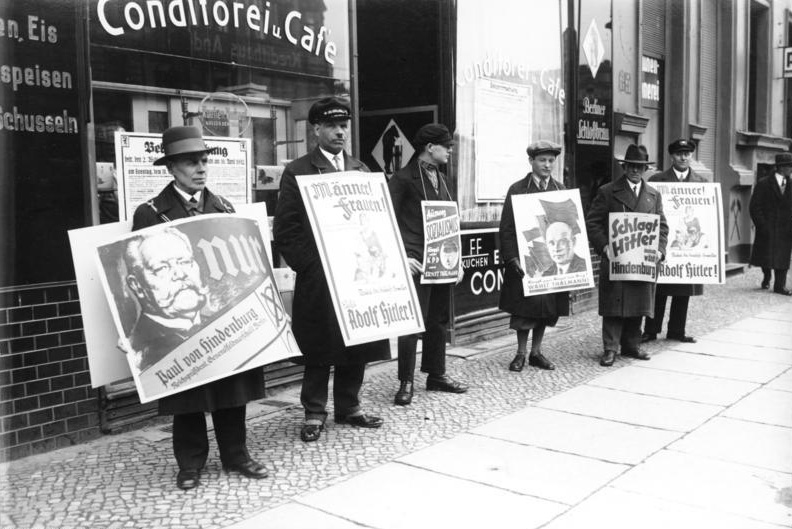
Politikai kampány az 1932-es elnökválasztáson

Friedrich Ebert halála után az 1925-ös államelnök-választáson a jobboldali tábornagy, a 77 éves Paul von Hindenburg lett a győztes, aki meggyőződéssel hirdette a „tőrdöfés-elméletet” (miszerint Németország csak azért vesztette el a háborút, mert a zsidók és a baloldaliak „hátbaszúrták” a kormányzat megdöntésével). Az 1928-as választások után azonban baloldali-nemzeti liberális koalíció alakulhatott a szociáldemokrata Hermann Müller vezetésével. A koalíció 1930 márciusában a munkanélküliségi segélyezés finanszírozása miatti vitákban felbomlott, bár ekkorra már javában éreztette magát az 1929-es nagy gazdasági világválság hatása is és az amerikai tőke beáramlása teljesen leállt.
Hindenburg elnök a centrista Heinrich Brüninget nevezte ki kancellárnak, aki korábban elsősorban pénzügyi területen mutatott tehetséget. A Reischstag leszavazta programját, mire az államelnök feloszlatta a parlamentet és új választásokat írt ki. Ennek eredményei azonban csak fokozták a bizonytalanságot, mert a korábbi pártok támogatottsága csökkent, viszont bekerültek a Reichstagba a nemzetiszocialisták és a kommunisták. A kancellár Brüning maradt és parlamenti támogatottság híján terveit Hindenburg elnöki rendeletekkel valósította meg. A legitimitás hiánya mellett szigorú válságkezelési programja (adóemelés, a támogatások csökkentése) miatt hamarosan nagyon népszerűtlenné vált. A külpolitikában az német-osztrák vámunió gondolatának felvetésével váltotta ki Franciaország és Nagy-Britannia tiltakozását.
Az 1932-es elnökválasztást ismét Hindenburg nyerte, aki ezután megvonta támogatását Brüningtől, és a szintén centrumpárti Franz von Papent nevezte ki kancellárnak. A konzervatív arisztokrata Papen kormányát gúnyosan „bárókabinetnek” vagy „monoklikabinetnek” hívták, és tovább erodálta a közvélemény hitét a demokratikus parlamenti rendszerben. Tekintélyelvű rendszerének egyik jellemző mozzanata volt a Porosz Szabadállam (Németország fő tagállama, a Porosz Királyság utóda) szociáldemokrata vezetésének puccsszerű eltávolítása és birodalmi biztossal való helyettesítése. Papennek alig volt parlamenti támogatottsága és amikor az ellenállást a Reichstag feloszlatásával próbálta letörni (júliusban és novemberben is) csak azt érte el, hogy a gazdasági és politikai válság miatt csalódott választók a radikális pártokra voksoltak. Hitler Nemzetiszocialista Német Munkáspártja (NSDAP) a júliusi választást 37, a novemberit 33%-kal nyerte, de az Ernst Thälmann-féle Németország Kommunista Pártja is harmadik erőként volt képes megjelenni.
A Reichstag a novemberi választás után is elutasította Papen programját, ezért Hindenburg helyette hadügyminiszterét, Kurt von Schleichert bízta meg a kormányalakítással. Schleichert megpróbálta megszerezni az NSDAP támogatását azzal, hogy a párt második emberének, Gregor Strassernek felajánlotta az alkancellári posztot. Hitler ezt a személye elleni árulásként fogta fel és leváltatta Strassert. Schleichert 1933. január 28-án ismét a parlament feloszlatását kérte Hindenburgtól, de az (Papennel való konzultálás után, aki Hitlert javasolta kormányfőnek, azzal, hogy ő alkancellárként majd kordában tartja) elutasította kérését és január 30-án Hitlert kérte fel kormányalakításra.

### A nemzetiszocializmus és a második világháború (1933–1945)

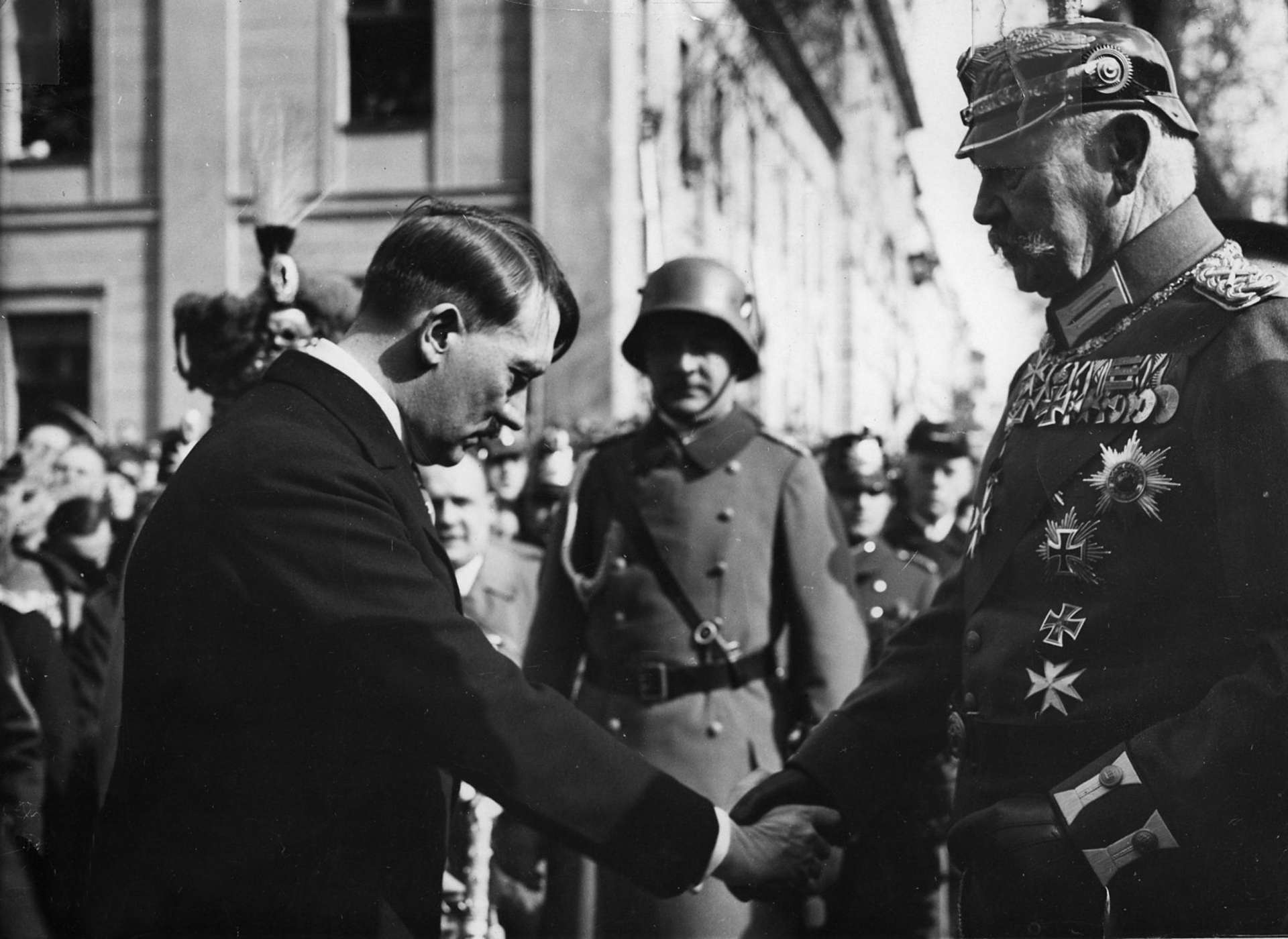
Adolf Hitler és Paul von Hindenburg 1933. március 21-én a Potsdam-napon

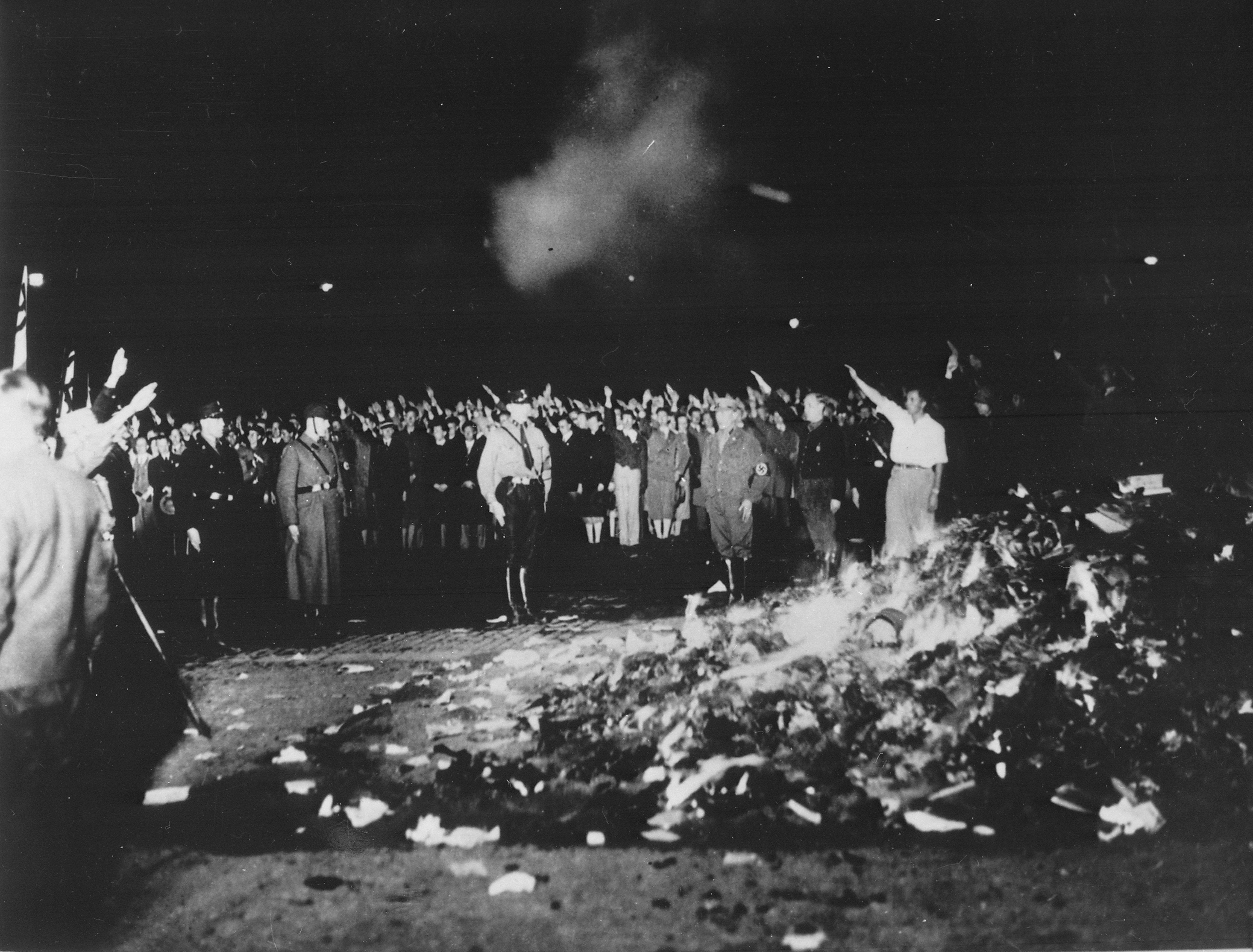
Könyvégetés a berlini Opernplatzon (1933. május 10.)

Hitler kancellárrá való kinevezésével új korszak kezdődött Németország életében. Hitler előre eltervezte a diktatúrához vezető utat és az elkövetkező hónapokban a politikai ellenfelek és a kormányzati partnerek egymásutáni kiiktatásával, az alkotmányos akadályok felszámolásával fokozatosan véghez is vitte terveit. Egy nappal kinevezése után a kommunista párt által szervezett sztrájkra a Reischtag Hindenburg általi feloszlatásával válaszolt. Február 4-én államfői rendelet korlátozta a gyülekezései-, a szólás- és a sajtószabadságot (a "német nép védelme érdekében").
Február 27-én éjszaka kigyulladt a Reischstag épülete és a nácik a kommunistákat vádolták a gyújtogatással, amely újabb alkalmat nyújtott további korlátozások bevezetésére. A március 5-ére kitűzött választások előtt letartóztatták a baloldal prominens személyiségeit (többek között Thälmannt) és a nácik paramilitáris szervezetei (az SD és SS "barnaingesei") megfélemlítették a többi párt aktivistáit. Ennek ellenére, az NSDAP csak 44,9%-ot kapott, ezért március 24-én elfogadtatták a Felhatalmazási törvényt, melyhez a szükséges kétharmados arányt a kommunisták mandátumainak felfüggesztésével érték el. A törvény értelmében a kormány a parlament jóváhagyása nélkül is alkothatott törvényeket, bizonyos esetekben az alkotmány figyelmen kívül hagyásával. Ezzel Hitler kikerült a Reichstag ellenőrzése alól.
1933 júliusára az NSDAP-n kívül minden politikai pártot betiltottak és tiltva volt új pártok alapítása is. A nácik politikai ellenfeleit tömegesen tartóztatták le és koncentrációs táborokba zárták őket.
A nemzetiszocialista párt propagandájában mindezen lépéseket szükségesnek tartotta egy új ország és társadalom (Volksgemeinschaft) felépítéséhez, amelyben mindenki boldogulhat és hasznára válhat hazájának. Hitler (vagy ahogyan hamarosan mindenki nevezte, a Führer) eltörli majd a "szégyenletes" versailles-i békét és a Német Birodalom visszanyeri korábbi erejét és méretét. Eltörlik a társadalmi osztályok közti különbségeket, egyenrangúvá teszik a fizikai és szellemi munkát. Az állampolgároknak kötelező volt részt venni a társadalmi szervezetek (Hitlerjugend, Német Leányszövetség, Birodalmi Munkaszolgálat, stb.) munkájában, de szabadidejüket is megszervezték, többek között a népszerű Kraft durch Freude utazási és túraszövetség által. A nemzetiszocialista világkép legfőbb terjesztője a Joseph Goebbels által vezetett Birodalmi Népművelési- és Propagandaminisztérium volt, amely egyúttal minden kiadott szöveget és képet cenzúrázott. 1933. május 10-én Goebbels volt az egyetemi diákok által szervezett könyvégetés fő szónoka. A diákság modernnek, előremutatónak, egyenlőségpártinak tartotta a nemzetiszocialista eszméket, melyek már a weimari köztársaság idején is igen népszerűek voltak köreikben. A német diákszövetség már 1933 áprilisában felkérte az egyetemistákat, hogy dobják ki saját és ismerőseik könyvtárából a politikailag nem "öntudatos" irodalmat.
Azokat viszont, akiket a nácik nem tartottak a német nép közösségéhez (Volksgemeinschaft) tartozónak vagy csak más véleményen voltak, üldözték és diszkriminálták. A katolikus és protestáns egyház számára garantálták ugyan iskoláikat, de politikai befolyásukat, pártjaikat elvesztették. 1933 áprilisától már szervezett bojkottot hirdettek a zsidók ellen. 1935-ben a nürnbergi törvényekkel elvesztették állampolgárságukat, 1938-tól pedig a "kristályéjszaka" során és után megsemmisítették a zsidók üzleteit és zsinagógáit. Hasonló üldöztetésnek voltak kitéve a cigányok, de azok a németek is akik elmebetegek voltak, valamilyen születési rendellenességet vagy genetikai betegséget hordoztak. Utóbbiak a "faji higiénia" jegyében nem vállalhattak gyereket. 1939-től az ún. Aktion T4 és Aktion Brandt programok kereteiben tízezerszámra gyilkolták meg a betegeket.

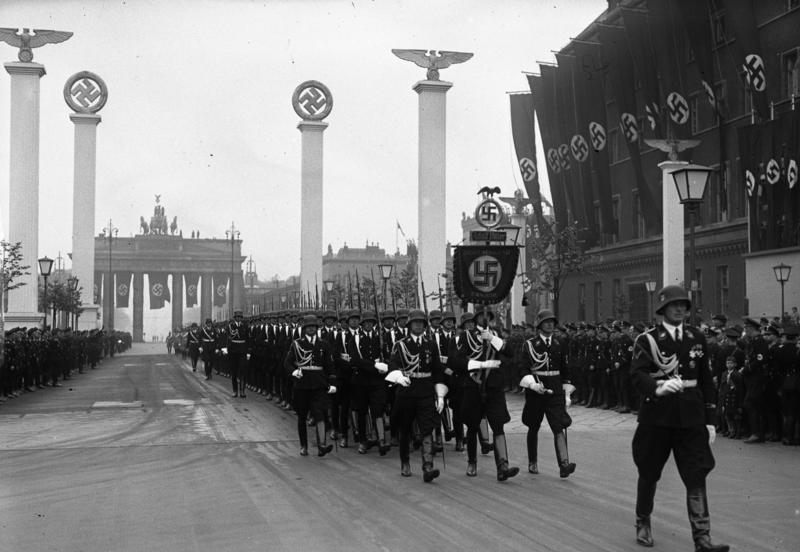
Hitler 50. születésnapját ünneplő díszszemle

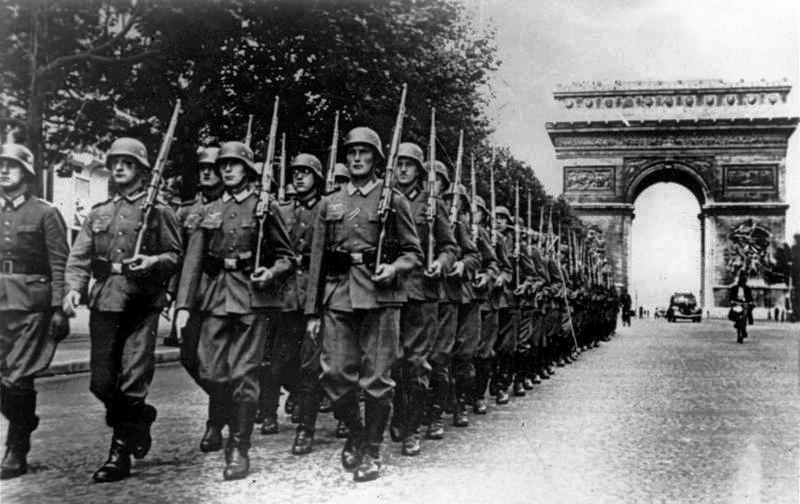
Német katonák Párizsban

A gazdasági világválság véget ért és a német gazdaság növekedésnek indult, csökkent a munkanélküliség (amihez hozzájárultak az állami foglalkoztatási programok, amelyek közül az autópálya-építés a legismertebb). A nemzetiszocialista rezsim és Führer népszerűsége nőtt. 1934 augusztusában meghalt Hindenburg és két héttel később népszavazással erősítették meg a kancellári és államelnöki tisztség összevonását. Az antant által megszállva tartott Saar-vidéken 1935-ben népszavazáson erősítették meg a Németországhoz való visszacsatlakozást. A következő évben a német hadsereg egyoldalú lépéssel bevonult a versailles-i béke által demilitarizált zónának rendelt Rajna-vidékre. 1938 márciusában a németek bevonultak Ausztriába és népszavazással annektálták az országot. Mindezeket a lépéseket a náci propaganda a "német nagyság" helyreállításaként ünnepelte. Hitler tervei azonban ennél messzebbre terjedtek. Ahogyan könyvében, a Mein Kampf-ban leírta, a német népnek "élettérre" van szüksége keleten, ezt pedig a Szovjetunió elleni háborúval kívánta megszerezni. Már 1936-ban megindított egy titkos négyéves tervet, amely a hadsereg fejlesztését és a gazdaság háborúra való felkészítését szolgálta. 1938-tól kezdve egyre agresszívabb külpolitikát folytatott, szeptemberben a müncheni egyezménnyel kikényszerítette Csehszlovákiától a németlakta Szudétavidék átadását, majd 1939 márciusában a maradék Csehországot is annektálta (Szlovákia névleg önállóvá vált) és Litvániától ultimátummal visszavette Memelt. Az agresszív terjeszkedés azonban véget vetett Anglia és Franciaország eddigi elnéző, "békéltető" németpolitikájának és szövetséget kötöttek a leginkább fenyegetett Lengyelországgal.

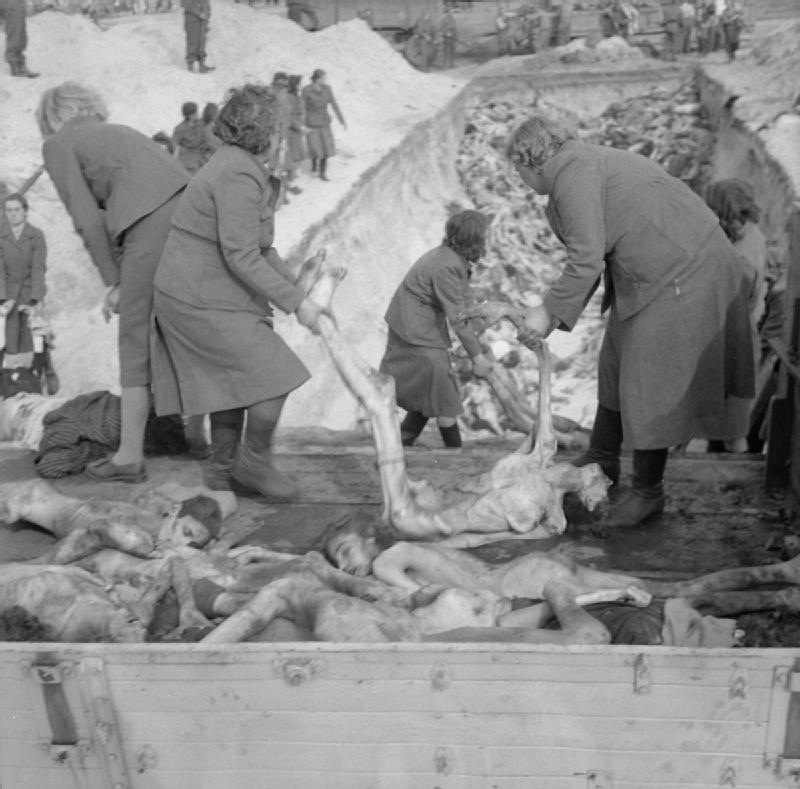
A bergen-belseni koncentrációs tábor őrei tömegsírba viszik a foglyok hotltesteit

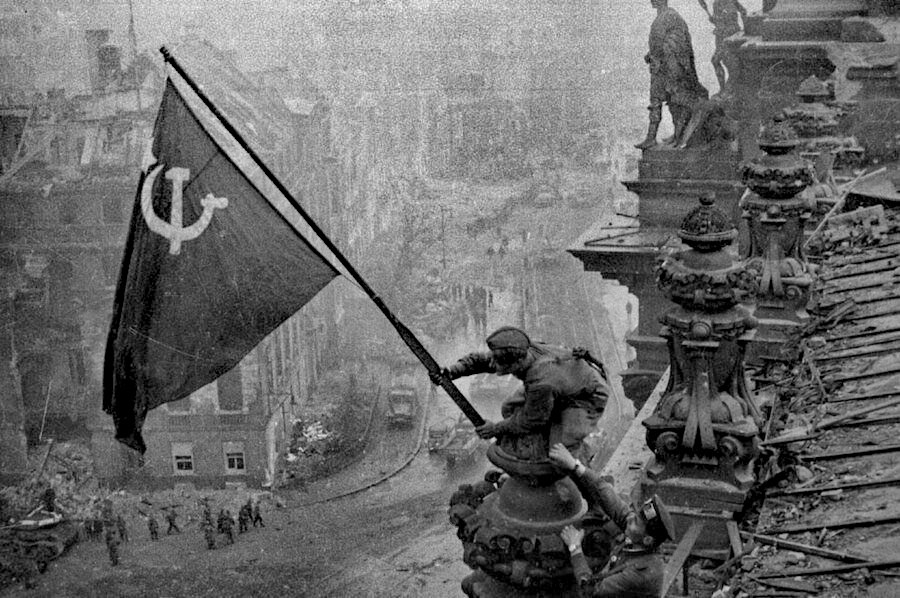
Berlin eleste

Miután a Molotov–Ribbentrop-paktummal biztosította magát a kétfrontos háború ellen, Hitler már elfogadhatónak ítélte meg Lengyelország megtámadásának kockázatát. 1939. szeptember 1-én Németország megindította a támadást a lengyelek ellen és megkezdődött a második világháború. A németek új villámháborús (Blitzkrieg) taktikája meglepte a brit-francia szövetségeseket. Franciaország rövid időn belül részleges megszállás alá került, a déli felén bábkormány alakult. Anglia még tartotta magát és Hitler nem merte megkockáztatni a La Manche csatornán való átkelést. 1941. június 22-én megnyitották a keleti frontot, megtámadták a Szovjetuniót. A Wehrmacht rendkívüli sebességgel nyomult előre, de a tél beköszöntével Moszkva alatt a Vörös Hadsereg megállította. A németek helyzetét tovább bonyolította, hogy a Pearl Harbor elleni japán támadás után kénytelenek voltak hadat üzenni az Egyesült Államoknak. A megszállt területek polgári lakossága nem sok jóra számíthatott. A nemzetiszocialista ideológia szerint az "élettér" alacsonyabbrendű szláv lakosságát kényszermunkával és éheztetéssel meg kellett tizedelni, hogy helyükre majd "árja" németeket telepítsenek. A Generalplan Ost alapján 31 millió szláv és 11 millió zsidó kiirtásával számoltak. Tömegesen hurcolták el a lakosságot németországi kényszermunkára, számuk 1944-re elérte a 8 milliót. Hitler már 1939-ben kihirdette az európai zsidók kiirtását. 1941 szeptemberétől elrendelte, hogy kötelező ruhájukon sárga csillagot hordaniuk. Az 1942-es wanseei konferencián döntés született a "zsidókérdés" végleges megoldásáról. A megszállt területeken gettókba zárták a zsidókat és tömegesen végezték ki őket, majd felállították a "megsemmisítőtáborokat" (Auschwitzban, Belzecben, Sobiborban és Treblinkában) amelyek elődleges célja a népirtás volt. A háború végéig mintegy 6 millió zsidót gyilkoltak meg, közülük 3 millió lengyelországi illetőségűt.
Bár Moszkvát nem sikerült bevenni, a német hadsereg tovább nyomult kelet felé, egészen 1942 végéig, amikor az elvesztett sztálingrádi csata után védekezésre kényszerültek. Ettől kezdve kisebb offenzíváktól eltekintve a németek elveszítették a kezdeményezést és mindenütt visszavonulásra kényszerültek; nem csak a keleti fronton, hanem Észak-Afrikában, majd Olaszországban is. 1944. júniusában a normandiai partraszállással megnyílt a nyugati front. A német légierő (amely korábban a spanyol polgárháborúban Guernica, az angliai csatában pedig Coventry lebombázásával maga is élenjárt a polgári célpontok elleni támadásokban) képtelen volt megvédeni a légteret és a brit-amerikai csapások romhalmazokká változtatták a német városokat. Drezda sokáig elkerülte a többi nagyváros sorsát, de 1945 februárjában a szövetségesek rommá bombázták.
1943-tól kezdve nyilvánvaló volt, hogy Németország elveszíti a háborút, de a náci rezsimmel szembeni ellenállás mérsékelt maradt és a titkosrendőrség, a Gestapo ellenőrzése alatt tartotta a helyzetet, a propaganda pedig tovább sulykolta a német "végső győzelmet". 1944. július 20-án Claus von Stauffenberg sikertelen bombamerényletet követett el Hitler ellen, de tettének nem voltak visszhangjai. Clemens von Galen münsteri püspök felszólalt az egyházi javak elkobzása és az elmebetegek meggyilkolása ellen. Az ellenállás elszigetelt eseteit hazaárulásként kezelték és résztvevőit – sokszor bírósági ítélet nélkül – kivégezték.
A háború végén a Vörös Hadsereg közeledtére a német lakosság tömegesen menekült nyugatra, de a megmaradtakat az új kormányok maguk is kitelepítették. Több mint 12 millió német kényszerült elhagyni az otthonát, közülük 2 millióan meghaltak. 1945. április végére a szövetségesek körbezárták Berlint, április 30-án pedig Hitler öngyilkos lett. Május 8-án a német hadsereg letette a fegyvert.

### A kettéosztott Németország (1945–1990)

Németország megszállási zónái a második világháború után

Hitler "Harmadik Birodalmának" bukása még átfogóbb konzekvenciákkal járt az ország sorsára nézve, mint az első világháborús vereség. A szovjet, valamint amerikai-brit-francia megszállási zónák hosszú távon megmaradtak és végül két különálló állam formálódott belőlük. Emellett Németország elvesztette az Oderától és Neissétől keletre fekvő, a középkor óta németlakta területeit. A szövetségesek közötti szakítás és a hidegháború kezdete azt jelentette, hogy a két német állam az új világrend két oldalán találta magát, más-más gazdasági és politikai rendszerrel. Polgáraik különböző életkörülményei és szocializációja olyan életszemléletbeli különbségekhez vezetett, amelyek jóval az ország újraegyesítése után is éreztetik hatásukat.

#### Megszállás

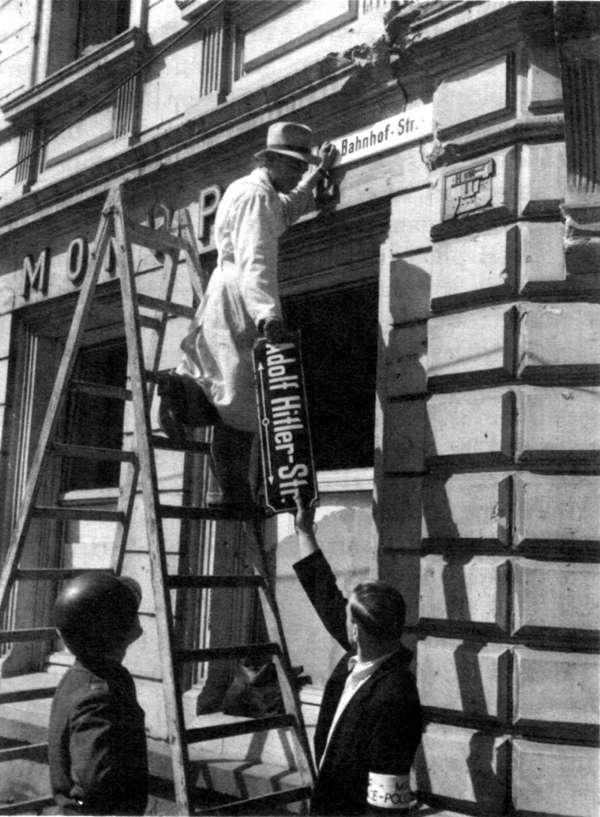
Leveszik az Adolf Hitler utca-táblát

A háború végére a német ipari központok romhalmazzá váltak a szövetségesek bombázásai, a háborús összecsapások, valamint Hitler hírhedt Nero-parancsa (amelyben utasítást adott minden infrastruktúra elpusztítására, hogy ne kerüljön az ellenség kezére; ezt a parancsot azonban sokan nem hajtották végre) következtében. A nácik koncentrációs táboraiból, börtöneiből, kényszermunkatáboraiból kiszabadultak a foglyok tömegei, de a német lakosság többségének – beleértve a keletről menekülteket, az otthonukat elvesztetteket, a katonák által megerőszakolt nőket, a békekötés nem felszabadulást hozott, hanem gazdasági összeomlást és nyomort. A szovjetek a német hadsereg tagjait tömegesen hurcolták el sok évig tartó kényszermunkára; az utolsók csak 1955-ben tértek haza.
A győztes hatalmak a potsdami konferencián megállapodtak Németország "nácitlanításában": szigorú demilitarizációs és demokratizációs intézkedéseket hoztak, decentralizálták a politikai rendszert és felszámolták a gazdasági kartelleket. Emellett új jóvátételi kötelezettségeket róttak a vesztesre. Megmaradt gyárait – főleg a szovjetek – leszerelték és elszállították, az amerikaiak pedig elkobozták valamennyi német szabadalmat és az ipari titkokat. A franciák a Monnet-tervet követve a felügyeletük alá vonták a Saar- és Ruhr-vidék szén- és acéltermelését; ezt 1952-ben az Európai Szén- és Acélközösség váltotta fel, majd 1957-ben egy népszavazást követően a régió visszatérhetett Nyugat-Németországhoz. A német politikai és gazdasági vezetőket – elsősorban az NSDAP tagjait – eltávolították posztjukról és háborús felelősségük mértékében megbüntették őket. A náci rezsim életben maradt fő képviselőit a nürnbergi perekben ítélték halálra vagy hosszú börtönbüntetésre, bár volt akit felmentettek. A nyugati megszállási zónában a lakosság nagy részét is átvilágították és egy kérdőív segítségével kiszűrték az állami állásokból és juttatásokból azokat, akik tevékeny részt vállaltak a nemzetiszocialista rendszer működtetésében. A szovjet zónában hasonló felmérésre nem került sor, de 1948-ig mintegy félmillió volt párttagot bocsátottak el az állásából és erőteljes antifasiszta kampányt indítottak. Ezzel együtt azonban az 1950-es években még így is 50% fölötti volt a volt náci párttagok aránya az iskolaigazgatók körében.

Élelmiszert hozó repülőgép a berlini légihíd idején

A megszálló hatalmak saját politikai és gazdasági preferenciáiknak megfelelő változtatásokat vittek végbe. A szovjet megszállási zónában már 1945-ben földreformot hajtottak végre és a nagybirtokokat szétosztották a földművesek között; hasonlóra nyugaton nem került sor. A szovjetek nyomására a szociáldemokrata és a kommunista párt egyesült és létrejött a Német Szocialista Egységpárt (NSZEP). Gyenge szereplése láttán azonban a későbbiekben kizárták a szabad választásokat (hírhedtté vált a Moszkvából hazatérő Ulbricht-csoport megjegyzése: "Demokratikusnak kell látszania, de mindennek a mi kezünkben kell lennie"). Nyugaton a szövetségesek támogatták az egymással versengő pártok rendszerét és a demokratikus pluralizmust.
A hidegháború kiteljesedésével a nyugati hatalmak igyekeztek Nyugat-Németországot integrálni a szövetségükbe. A Marshall-segély révén a nyugatnémet gazdaság talpraállhatott és gyors növekedésnek indult. 1947-ben egyesítették az amerikai és brit, 1949-ben pedig a francia megszállási zónákat. 1948 márciusában a londoni hathatalmi konferencián felvázolták a szovjetek által megszállt zóna kizárásával létrehozandó német állam tervét. Emiatt Sztálin kivonta képviselőit a Szövetséges Ellenőrző Bizottságból. Mikor 1948 júniusában nyugaton pénzreformot hajtottak végre, a szovjetek saját német márkát vezettettek be, valamint blokád alá vonták Berlin nyugati megszállás alatt lévő felét. Az éhezéssel fenyegetett lakosság számára az amerikaiak létrehozták a berlini légihidat.
1948. júliusában a nyugati hatalmak az ún. frankfurti dokumentumokkal ismertették a német vezetéssel javaslataikat és feltételeiket egy különálló nyugatnémet állam létrehozásáról. A németek ezt azzal a feltétellel fogadták el, hogy csak ideiglenes intézkedésről van szó és a német egység elsődleges cél marad. 1949. május 23-án a valamennyi leendő tartomány (Bajorország kivételével) ratifikálta a Német Szövetségi Köztársaság alaptörvényét. Erre válaszul a szovjet zónában a főleg NSZEP-tagokból álló parlament, a Német Népi Tanács is elkészített egy alkotmánytervezetet a szocialista német állam megalapításáról. Németország kettévált.

#### Német Szövetségi Köztársaság (1949–1990)

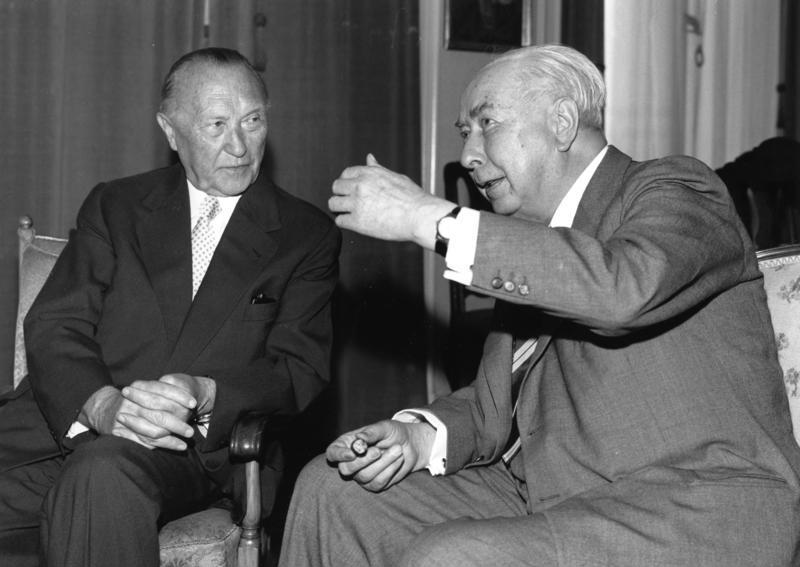
Konrad Adenauer kancellár (balra) és Theodor Heuss államelnök (1959)

1949. augusztus 14-én megtartották a Német Szövetségi Köztársaság (NSZK) első parlamenti választását, amelyen újonnan alapított pártok versenyeztek egymással. A választást 2 százalékponttal a Konrad Adenauer által vezetett konzervatív CDU/CSU (a Német KeresztényDemokrata Unió és a bajor Keresztényszociális Unió szövetsége) nyerte az SPD (Német Szociáldemokrata Párt) előtt, de mivel nem kapott abszolút többséget, koalícióra lépett a liberális FDP-vel (Német Szabaddemokrata Párt, amelynek elnöke, Theodor Heuss megkapta a köztársasági elnöki posztot) és a jobboldali DP-vel (Német Párt). A szociáldemokraták másfél évtizedig ellenzékben maradtak.
A demokratikus Németország első kormányának fő feladata a háborús romok eltakarítása és a gazdaság újraélesztése volt. Az alapvető szükségleti cikkek ellátását hamarosan megoldották és megszűnhetett a jegyrendszer, valamint a feketepiac jelentősége is csökkent. Ezt követően a lakhatási válság megoldása és egy működő szociális piacgazdaság kialakítása vált a kormányzat elsőrendű prioritásává. Az utóbbi feladat elsősorban Ludwig Erhard gazdasági miniszter (és Adenauer utóda a kancellári székben) vállaira nehezedett. Erhard liberális gazdaságpolitikájával megszüntette az árak állami felügyeletét, amely 1950-ig súlyos mellékhatásokkal járt (a munkanélküliek száma az 1948-as 400 ezerről kétmillióra nőtt), de a koreai háború kitörése akkora keresletet indukált a német termékek iránt, amely ismét gazdasági csodával beérő növekedést produkált. Ennek eredményeképpen megvalósult a teljes foglalkoztatás, a gazdaság dinamikusan növekedett és a lakosság fogyasztása is megugrott. (A korabeli sajtó és utólag a gazdaságtörténet ezt az időszakot Wirtschaftswunder-nek nevezi.)

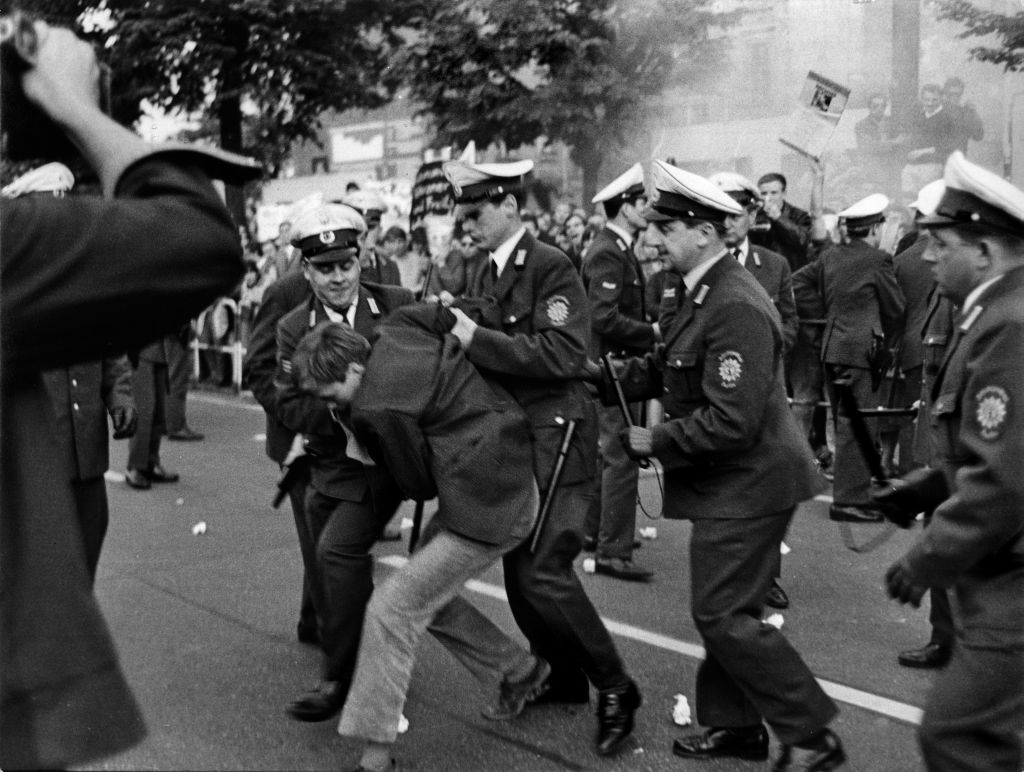
Diáktüntetés Nyugat-Berlinben

Az Adenauer-kormány külpolitikája elsősorban Nyugat-Németország emancipációjára irányult, hogy a győztes hatalmak elismerjék szuverén, egyenrangú partnerként. Ennek volt első lépése az 1949-es petersburgi egyezmény volt. A hidegháborús helyzet közös érdekeket teremtett, amely lehetővé tette az Európai Szén- és Acélközösség 1951-es létrejöttét és fokozatosan olyan integrációhoz vezetett, amelynek végén az Európai Unió állt. Az 1955-ben életbe lépő ún. "német szerződés" és a párizsi konvenció véget vetett a megszállásnak (a szövetséges hatalmak csak limitált "fenntartási joggal" élhettek) és a nyugatnémet kormány visszaszerezte teljes szuverenitását területe fölött. A koreai háború miatt már korábban engedélyezték a nyugatnémet állam újrafelfegyverzését, bár a lakosság egy jelentős része tiltakozott ez ellen (Nélkülem-mozgalom). 1955-ben az NSZK csatlakozott a NATO-hoz. Adenauer a nyugatnémet kormányt tekintette az egész Németország képviselőjének és a Hallstein-doktrínát követve megszakította a diplomáciai kapcsolatot minden olyan országgal, amely elismerte az NDK-t. Ebben kivétel volt a Szovjetunió, amellyel szemben Adenauer igyekezett rugalmas maradni, hogy elérje a megmaradt hadifoglyok szabadon bocsátását.
Az 1961-ben kezdődő Eichmann-perrel a német társadalom új lehetőséget kapott a náci múlttal való szembenézésre. A német bíróságok is perek sorozatával ítélték el a koncentrációs táborok működtetőit, többek között a Fritz Bauer és Hermann Langbein által kezdeményezett Auschwitz-perben. 1965-ben a parlament eltörölte az elévülési időt a nemzetiszocialista időkben elkövetett bűnökre. Az 1960-as években jelentős változások mentek végbe a nyugatnémet társadalomban, elsősorban az értelmiség körében. Az ipari korszakra jellemző "hagyományosan német" értékek, mint a fegyelem, parancskövetés, megbízhatóság jelentősége csökkent és fontossá vált az emberi jogi szemlélet (főleg a nők egyenjogúsága) támogatása, a közösségi életben való részvétel, az életminőség javítása.
Az 1960-as évek diákmozgalmai az NSZK-t sem kerülték el. Az egyetemisták tüntetéseken tiltakoztak apáik generációjának feltáratlan háborús bűnei miatt, az új szükségállapoti törvény ellen, elítélték az USA vietnami háborúját, a kapitalista rendszert, a harmadik világ kizsákmányolását. Benno Ohnesorg meggyilkolása és a Rudi Dutschke elleni merénylet radikalizálta a parlamenten kívüli politikai mozgalmakat.

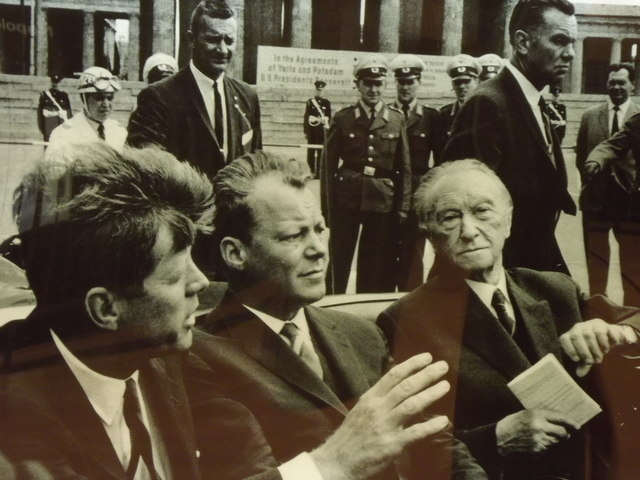
J. F. Kennedy, Willy Brandt és Konrad Adenauer

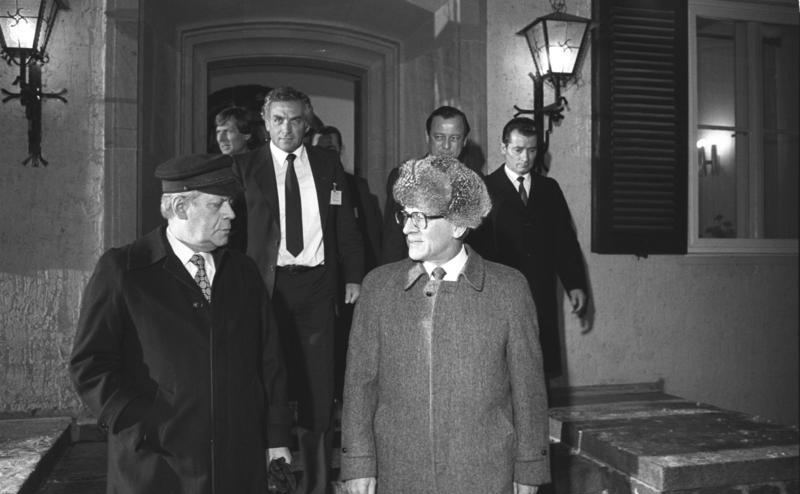
Helmut Schmidt látogatása Erich Honeckernél az NDK-ban (1981)

Változások történtek a politikában is: 1966-ban Kurt Georg Kiesinger nagykoalíciós kormányában a szociáldemokrata SPD először került felelős pozícióba; 1969-ben pedig Willy Brandt szociál-liberális koalíciójában vezető szerephez jutott. Brandt "Merjük a több demokráciát" mottójú csomagjával számos újítást vezetett be: ösztöndíjprogramjával jelentősen szélesítette a felsőoktatásban résztvevők számát, csökkentette a választójog alsó korhatárát, megreformálta a büntetőjogot, liberalizálta az abortuszt. Az 1968-as diákmozgalom ekkortájt kétfelé szakadt: a szélsőbaloldali radikálisokra (miattuk bevezették a közalkalmazottak politikai előéletének szűrését), és a mérsékeltekre, akik belülről "az intézményeken át vezető hosszú meneteléssel" akarták megreformálni a rendszert. 1968-ban megalakult a Vörös Hadsereg Frakció (RAF) szélsőbaloldali terrorszervezet, amely merényletekkel akarta destabilizálni a politikai rendszert. Működésük komoly gondokat okozott az 1974-1982 között hatalmon lévő Helmut Schmidt kormányának. Újabb krízist okozott az 1973-as és 1979-es olajválság, amely véget vetett a folyamatos gazdasági növekedés időszakának, a nyugatnémet gazdaság ideiglenesen recesszióba süllyedt és megugrott a munkanélküliek száma.
1982-ben a szociáldemokrata Hans-Dietrich Genscher alakíthatott szociál-liberális koalíciós kormányt ám az SDP és az FDP szinte azonnal összekülönbözött a válságkezelés módozatán és egy bizalmatlansági indítványt követően az FDP a Helmut Kohl vezette CDU/CSU-val szövetkezett. Az 1983-ban kiírt választás megerősítette a keresztény-liberális koalíciót és ekkor kerültek be először a Bundestagba a Zöldek is, akik az Új Baloldal egyfajta gyűjtőpártjaként egyformán aktivizálták magukat a női emancipáció, a békemozgalom, a környezetvédelem és az antinukleáris mozgalom (különösen a csernobili katasztrófa után) ügyeiben.
A külpolitika sokáig megmaradt az adenaueri kommunistaellenes elveken, bár ez 1961-ben a berlini fal felépüléséhez vezetett. Willy Brandt új keleti politikája szakított az elszigetelődéssel, elismerte a status quo-t és felvette a kapcsolatot az NDK-val és Lengyelországgal. Ennek eredményeképpen a nyugatnémet polgárok könnyebben utazhattak az NDK-ba és szerződésben garantálták Nyugat-Berlin státuszát. A későbbi konzervatív Schmidt- és Kohl-kormányok is ezt a politikát folytatták. Az enyhülés jeleként 1987-ben Erich Honecker – első és utolsó NDK-s államfőként – az NSZK-ba látogatott.
A Szovjetunió és a keleti blokk összeomlási folyamatának egyik fordulópontjaként, 1989. november 9-én lebontották a berlini falat. Helmut Kohl gyorsan reagált az eseményekre és november 28-án 10 pontos programot terjesztett elő a Bundestagban a német újraegyesítésre. December 19-én Drezdában találkozott az NDK új miniszterelnökével, Hans Modrowval, valamint a tömegrendezvényen a keletnémet lakossággal is. Távozásakor meg volt győződve arról, hogy a keletnémet rezsim az összeomlás szélén áll és az újraegyesítésnek nincs alternatívája.“

#### Német Demokratikus Köztársaság (1949–1990)

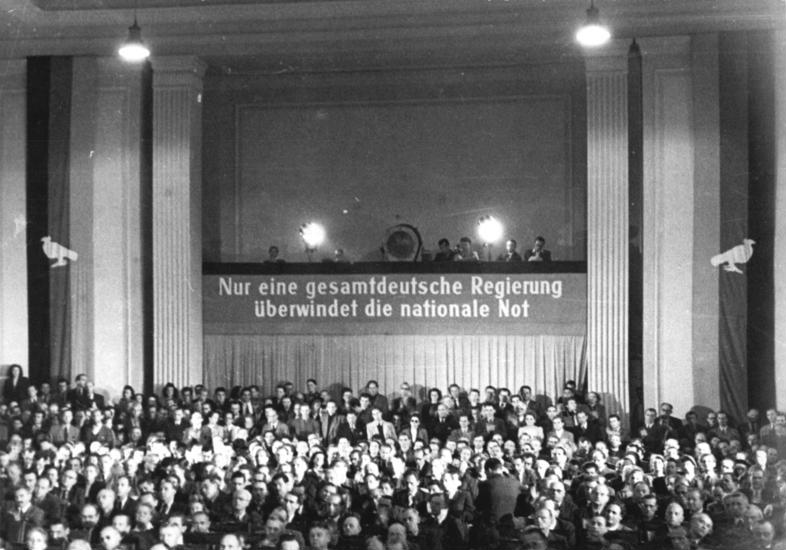
Az NDK megalapítása a Népi Tanács 9. ülésén

1949. október 11-én az ideiglenes Népi Kamara (a Német Népi Tanács utódja, melybe a választásokat csak 1950 októberében tartották meg) Wilhelm Piecket választotta a Német Demokratikus Köztársaság (NDK) államelnökévé, Otto Grotewohlt pedig a kormány fejévé. A tényleges politikai hatalom azonban a kommunista párt Politikai Bizottságának kezében volt, amely ellenőrzés alatt tartott minden kezdeményezést és fontos döntést. A párt vezetője Walter Ulbricht volt, akit 1950 júliusában választottak a NSZEP főtitkárává. A döntéseket a pártvezetés belső köre hozta és ők is ellenőrizték azok végrehajtását. Az ellenőrzést segítette elő az 1952-es közigazgatási reform is, amelynek során a 14 megye és 217 járás élére megbízható pártkáderek kerültek.

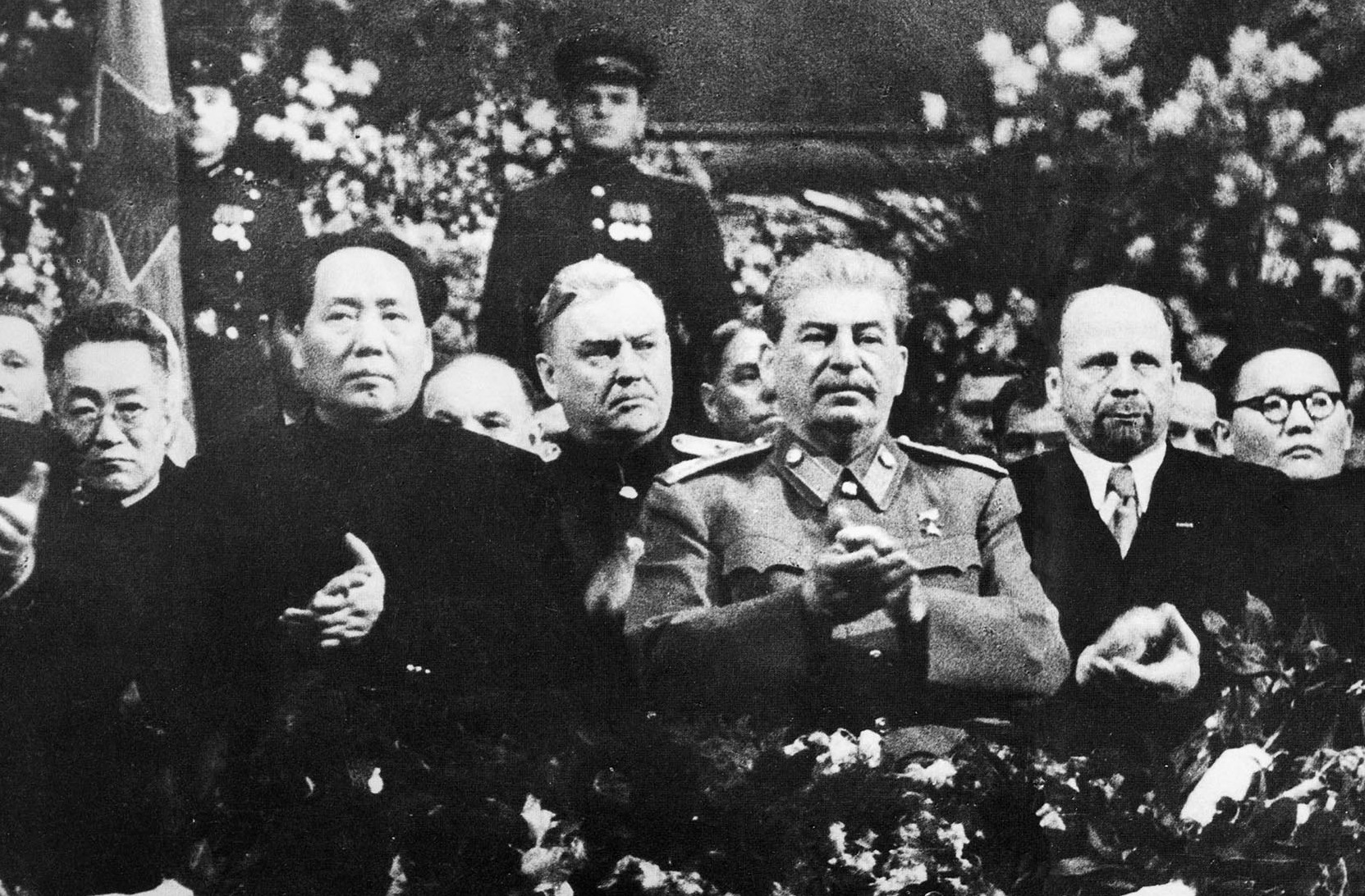
Mao Ce-tung, Sztálin és Ulbricht (1949)

A gazdaságot a szovjet modellnek megfelelően államosították és centralizálták. 1951-ben megkezdődött az első ötéves terv, a következő évben meg megalakultak az első állami gazdaságok és a termelőszövetkezetek. Megindultak a politikai tisztogatások is, mind a párttagok, mind a pártonkívüliek között egyre nagyobb nyomás nehezedett azokra, akik eltértek a hivatalos központi irányvonaltól. Ehhez az információt az 1950-ben alapított Állambiztonsági Minisztérium (Ministeriums für Staatssicherheit röviden "Stasi") szolgáltatta, a "párt pajzsa és kardja".

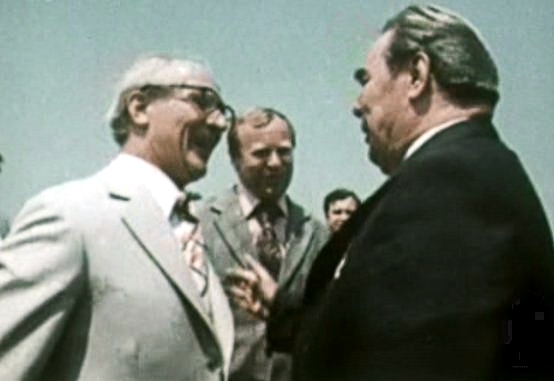
Erich Honecker (balra) és Leonyid Brezsnyev

Az NDK történetének egyetlen felkelésére 1953 júniusában került sor, amely a munkások normáinak emelése miatti sztrájkkal kezdődött. A hatóságok tehetetlennek bizonyultak és csak a szovjet hadsereg segítségével tudták leverni a lázongásokat. Ezt követően azonban a keletnémetek tömegesen szöktek nyugatra, az emigránsok száma a berlini fal 1961-es megépítéséig több millióra rúgott. A határ lezárása komoly gazdasági és ideológiai károkat okozott az államnak. A kormányzat kultúrpolitikája alapvetően bezárkózó maradt, ahol az időnkénti liberalizáló törekvéseket kemény ideológiai elnyomás váltotta. Az enyhülés, a reformszocializmus reményét a prágai tavasz 1968-as fegyveres letörése (amelyben az NDK hadserege is részt vett) semmisítette meg. 1971-ben moszkvai jóváhagyással Erich Honecker vette át a párt vezetését Walter Ulbrichttól, de ekkorra a népi forradalom utópista ideológiájának helyét már rég átvették a "létező szocializmus" és a "fejlett szocialista társadalom" építésének szürke mindennapjai.
A rezsim nagy súlyt fektetett az oktatásra, hogy olyan állampolgárokat neveljen, akik "tisztelik a munkát, szeretik a Szovjetuniót és megvédik a határokat". A cél elérését szolgálták a kommunista ifjúsági szervezetek is: az Ernst Thälmann Úttörőszervezet az ifjúúttörők (6-tól 10 évesig) és a Thälmann-úttörők (10-14 évesek) számára; az idősebbeknek pedig a Szabad Német Ifjúság (Freie Deutsche Jugend , FDJ). Utóbbinak a Honecker-korszakban az ifjúság kétharmada, négyötöde volt a tagja. A szervezetek militarista jellegű közös foglalkozásokat (zászlós mentelések, céllövészet, táborozás), ideológiai oktatást és ún. ifjúsági munkákat (olyan ipari és mezőgazdasági építőtáborokat, létesítményeket, amelyhez fiatalokat toboroztak idénymunkára) szerveztek. 1974-ben 854 912 fiatal dolgozott 68 370 építőtáborban. Az NDK-ban igen nagy hangsúlyt fektettek a hon- és főleg a határvédelemre; 1978-tól minden iskolában bevezették a honvédelmi alapismeretek oktatását. 1963 és 1989 között Honecker felesége, Margot Honecker volt a népművelési miniszter; ő létesítette azokat a gyermekotthonokat – különösen a hírhedt torgauit, "Margot koncentrációs táborát" – , ahol átnevelték a rendszer ellen lázadó fiatalokat. 

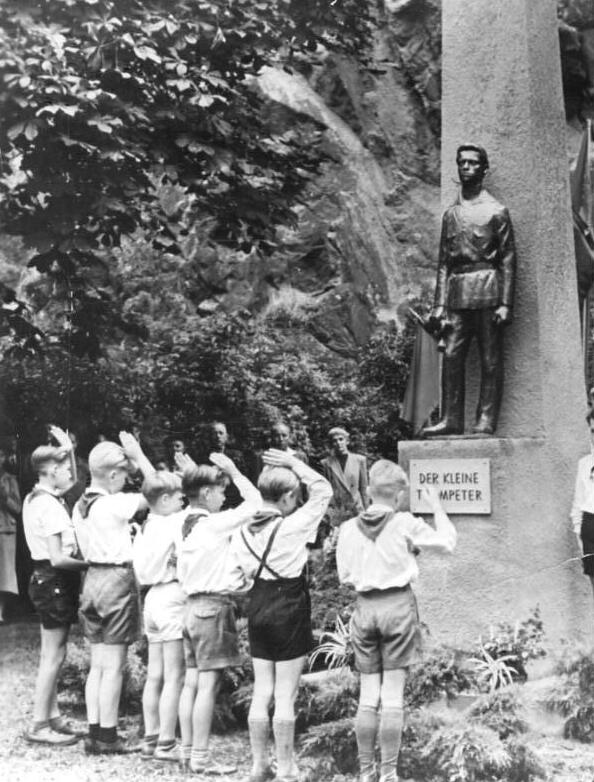
Keletnémet úttörők

A többi szocialista országhoz hasonlóan a fogyasztási cikkek tekintetében az NDK-t is a hiánygazdaság jellemezte. Az alapvető élelmiszerek, a tömegközlekedés, a könyvek árát és a lakbért államilag dotálták ugyan, de számos árucikkből (pl. a modern műszaki cikkekből) állandósult a hiány (ezt némileg csökkentette, hogy valutáért hozzáférhetőek voltak az Intershop üzletekben). Az államilag kiutalt lakások, autók, üdülési lehetőségek esetében hosszú várakozási idő alakult ki. Az egyévi átlagkeresetnek megfelelő árú Trabantra például 14 évet kellett várni.
Az NDK nemzetközi helyzetét az 1970-es évek elején sikerült normalizálni. 1972-ben a két Németország rendezte a viszonyát és kölcsönösen követségeket nyitottak. Ennek köszönhetően 1973-ban mindkettőjüket felvették az ENSZ-be. A keletnémet kormányzat nagy erőfeszítéseket tett, hogy legalább bizonyos területeken nemzetközi sikereket mutathasson fel. Ilyen volt a versenysport: a tehetségkutatása és az államilag támogatott doppingolás eredményeképpen az NDK számos olimpiai érmet gyűjthetett be. A lakosság azonban továbbra is inkább tűrte, mint szerette a rezsimet. Amikor 1977-ben Wolf Biermann énekest megfosztották állampolgárságától, széleskörű tiltakozás vette kezdetét, az értelmiség pedig elvesztette hitét a rendszer megreformálhatóságában. Mivel az NDK aláírta a helsinki záróokmányt, biztosítania kellett állampolgárainak a legális kivándorlás lehetőségét. A hosszú várakozási idő ellenére 1984-ben 32 ezren, 1988-ban pedig már 188 ezren kérelmezték az emigrációt. A gazdasági helyzet is egyre instabilabbá vált, mert a többi szocialista országhoz viszonyítva magas életszínvonalat csak egyre több hitelfelvétellel lehetett biztosítani és Honecker politikai okokból nem merte csökkenteni a szociális kiadások mértékét. Amikor 1981-ben hirtelen lecsökkentek a szovjet olajszállítmányok, az NDK csak átmeneti nyugatnémet segítséggel és újabb hitelek felvételével tudta elkerülni az államcsődöt. A lakosság ellátása érezhetően romlott.

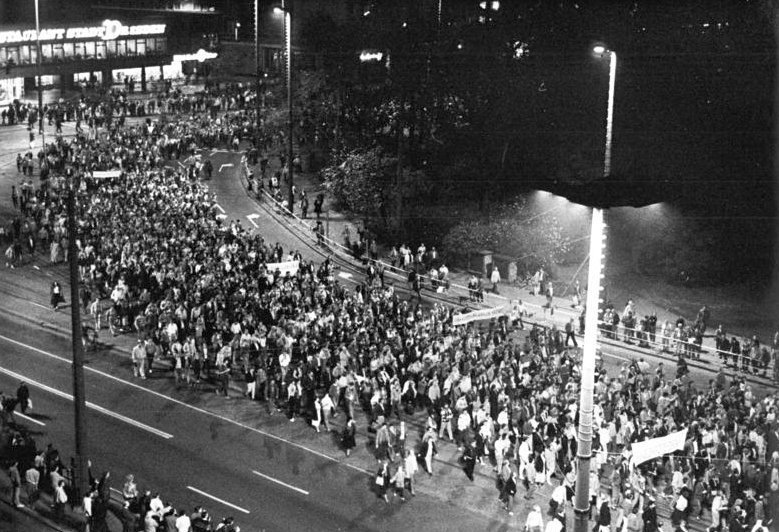
Lipcsei tüntetés 1989 őszén

Az 1980-as években erősebbé váltak a tiltakozások az emberi jogok megsértése, a fegyverkezési verseny vagy a környezetszennyezés miatt. A szovjet politikai változásokat követően az NDK-ban is megjelentek a polgári kezdeményezések, mint a keletnémet-nyugatnémet-csehszlovák részvétellel végrehajtott Olof Palme-békemenet. Mihail Gorbacsov szovjet pártfőtitkár ígéretet tett arra, hogy a "testvéri szocialista országok" maguk dönthetik el a jövőjüket, ám Honecker minden változást elutasított és még a szovjet médiát is cenzúráztatta. A helyzet hamarosan válságosra fordult: a gazdasági gondok, a lakossági ellátás romlása, az elcsalt 1989-es helyhatósági választások elleni tiltakozás, az NDK-polgárok tömeges nyugatra szökése a júniusban megnyitott magyar-osztrák határon át; mindez a pártvezetés számára is világossá tette, hogy bel- és külpolitikailag is elszigetelődtek és a rezsim végóráit éli. 1989 őszén többszázezres tüntetéseken követelték a politikai változást. November 9-én hatalmas tömeg gyűlt össze a berlini fal határátkelőinél átengedést követelve és a határőrség végül felnyitotta a sorompókat. Erich Honecker pártfőtitkár és Hans Modrow miniszterelnök lemondtak, helyüket Egon Krenz és Lothar de Maizière vették át, de a kommunista párt uralma gyakorlatilag véget ért és megkezdődtek a tárgyalások az NSZK-val való egyesülésről.

## Az újraegyesült Németország (1990-)

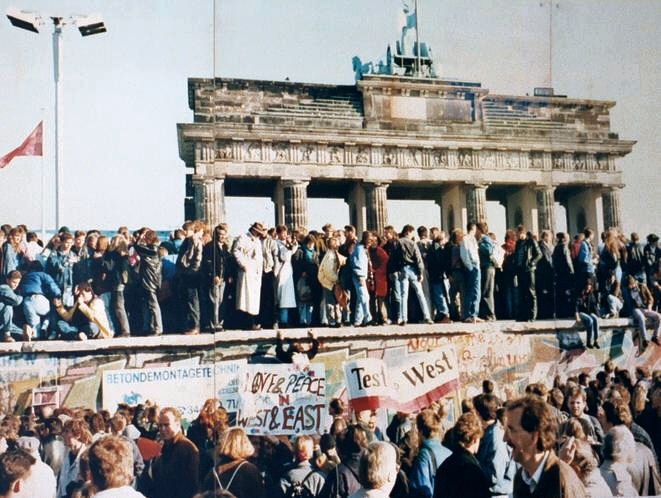
A berlini fal lebontása

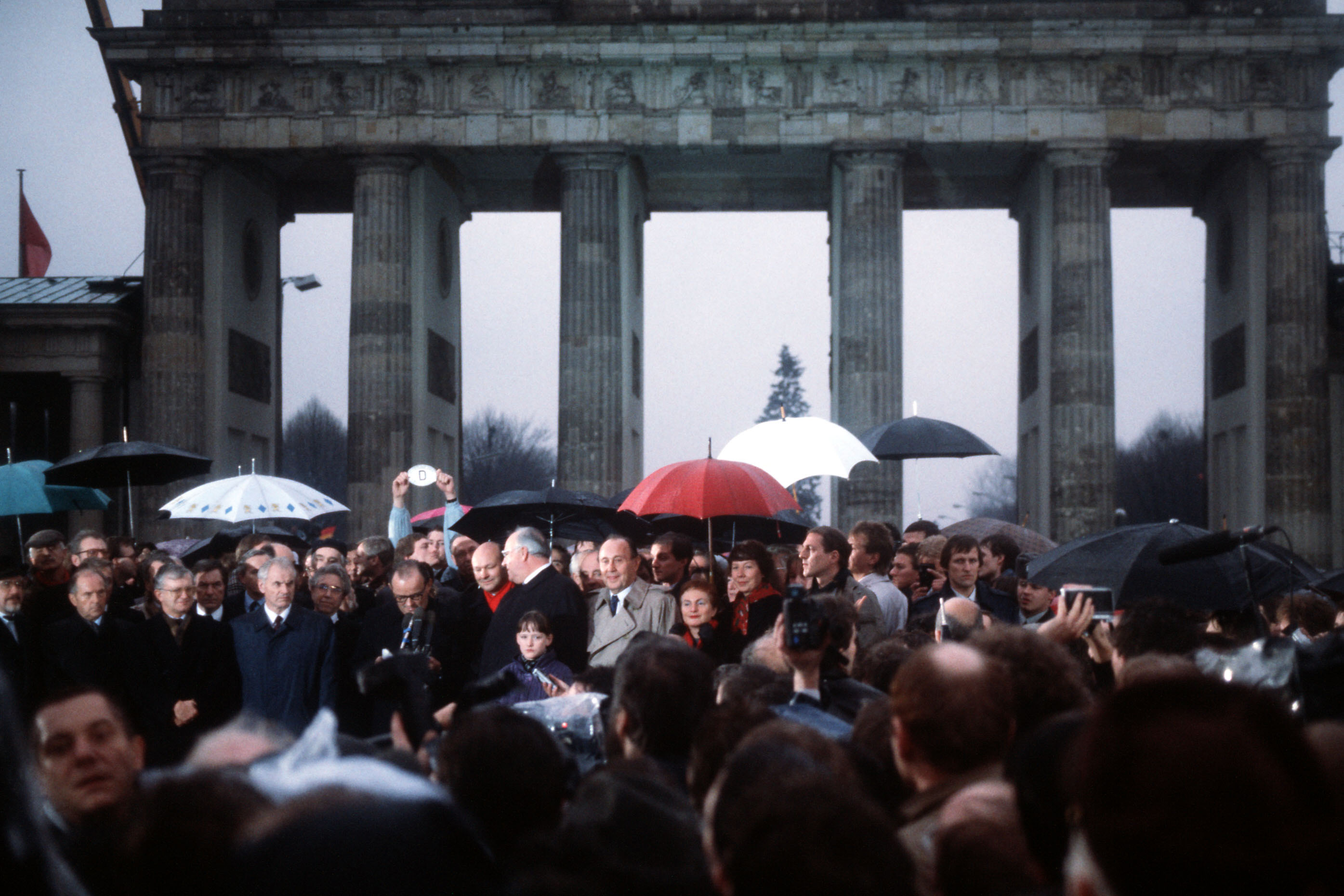
Helmut Kohl (középen) az újra megnyitott Brandenburgi kapunál

A német alapszerződés kivándorlást megengedő szakaszát kihasználva, az NDK polgárai tömegesen költöztek át az NSZK-ba. Az emigráció már 1990 elején akkora mértéket öltött, hogy mindkét ország számára kezdett gondot okozni. A Kohl-kormány energikusan szorgalmazta a német újraegyesítést, amelyben partnerre talált az 1990 májusában tartott keletnémet választás győztesében, Lothar de Maizière-ben. Július 1-re megegyeztek a pénzügyi, gazdasági és szociális unió részleteiben. Szeptemberben az ún. „kettő plusz négy” szerződéssel a két német állam, valamint a második világháború győztes hatalmai megegyeztek Németország egyesülésének feltételeiről, majd az NDK és NSZK parlamentjei ratifikálták egy egyesülési szerződést, amely 1990. október 3-án lépett életbe.
Az 1990 decemberében tartott első össznémet választást Helmut Kohl nyerte, aki keresztény-liberális koalíciós kormányt alakított. 1991 júniusában a Bundestag kis többséggel (338 szavazattal 320 ellenében) úgy döntött, hogy a kormányzat központját Bonnból visszahelyezik Berlinbe. A Reichstag épületét teljesen renoválták és 1999-től itt ülésezett a Bundestag; ugyanebben az évben befejeződött a szövetségi kormány átköltöztetése Berlinbe.
Az 1990-es évek legfontosabb feladatának a volt Kelet-Németország újjáépítése bizonyult. Ennek költségei   jelentős terhet róttak a német gazdaságra, és hozzájárultak az olajválságot követően, az NSZK 1980-as évek közepétől újraindult gazdasági növekedésének lassulásához. Modernizálták a közlekedési infrastruktúrát, felújították (vagy ahol nem volt lehetséges, lebontották) az ipari üzemeket. A vállalatokat az erre a célra alapított hivatal (Treuhandanstalt) segítségével privatizálták, a veszteséges vagy eladhatatlan üzemeket bezárták. Jelentős összegeket emésztett fel a volt keletnémet ipari létesítmények által okozott környezetszennyezés semlegesítése. Az egyesítés pozitív gazdasági hatásaiból azonban alapvetően a volt nyugatnémet vállalkozások profitáltak, az alacsonyabb minőségű keletnémet termékek alig találtak vevőre. Az alacsonyabb munkatermelékenység ellenére a kormány politikai okokból közelítette a fizetéseket a nyugati nívóhoz; emiatt sok keleti vállalat tönkrement. A keleti tartományok munkanélküliségi rátája sok esetben duplája volt a nyugatiéknak, emiatt ismét megkezdődött a lakosság nyugatra vándorlása. Bár helyzetük sokat javult, a keletiek továbbra is hátrányos helyzetben maradtak; ennek következtében a keleti tartományokban jobban szerepeltek a szélsőjobboldali pártok, valamint a valamikori állampárt utódszervezete, a Demokratikus Szocializmus Pártja (2007 után Baloldali Párt).

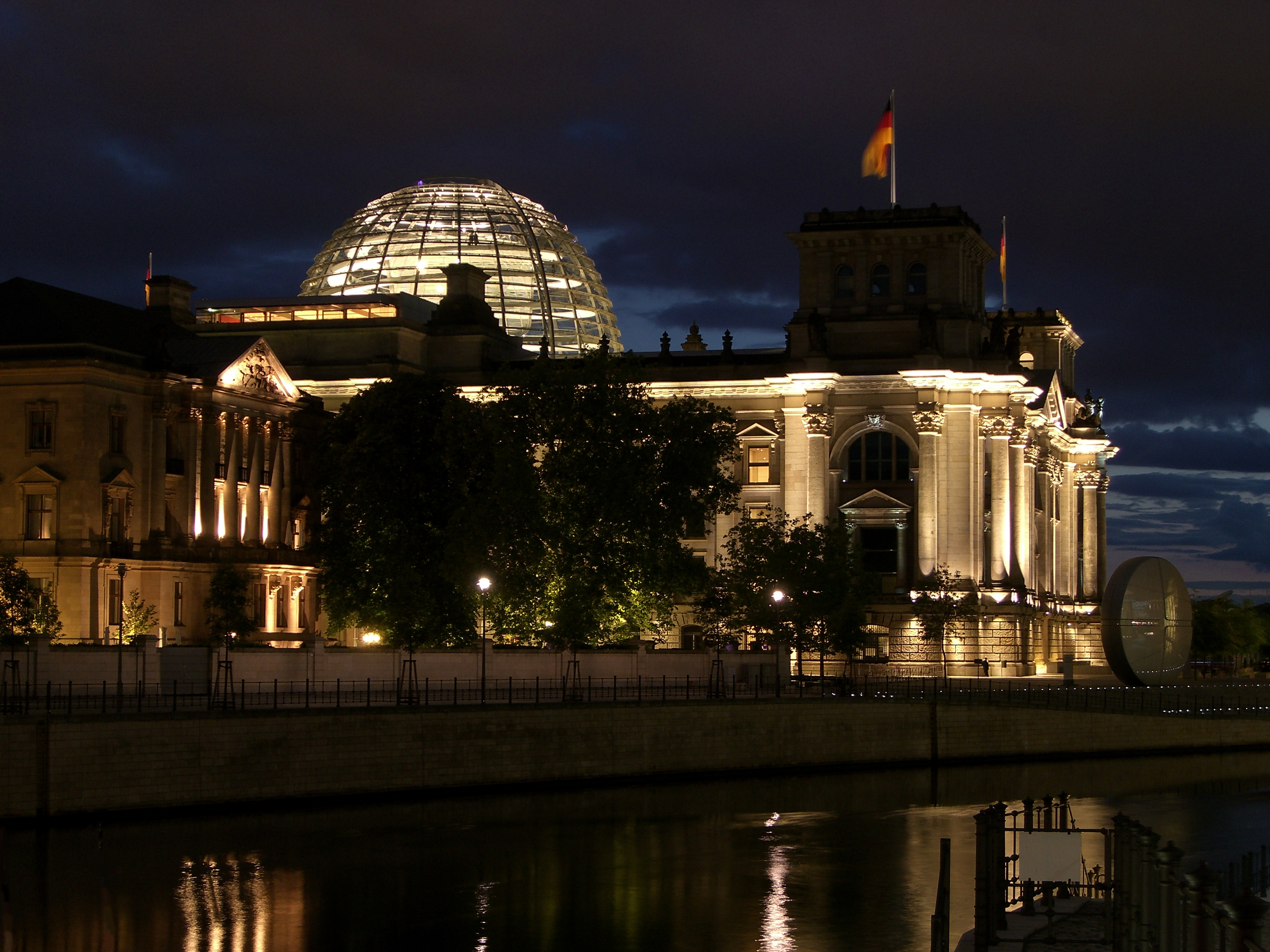
A Reischtag épülete, az egyesült Németország jelképe

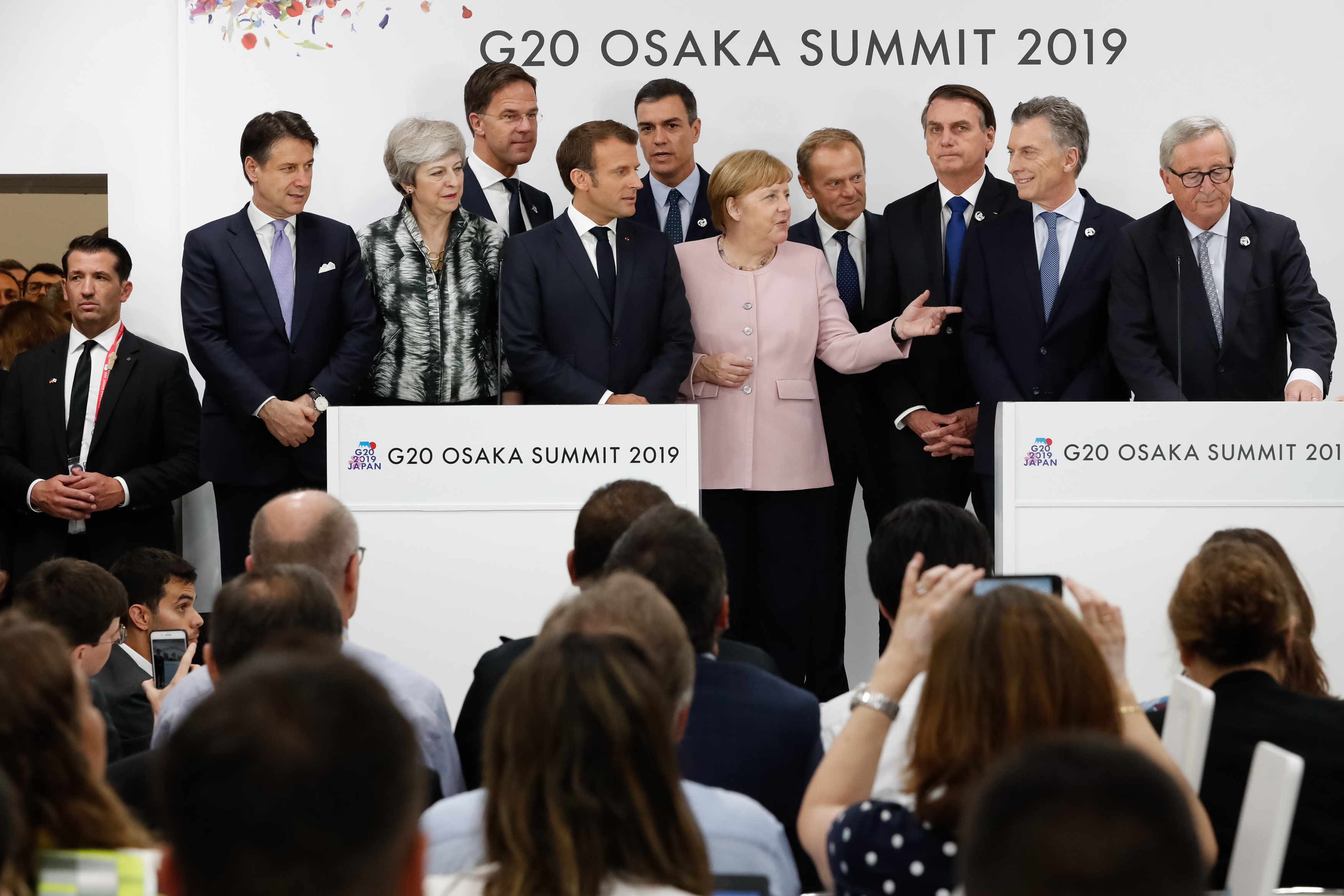
Angela Merkel (középen), az EU nemhivatalos vezetője a G20-ak 2019-es találkozóján

Külpolitikáját tekintve a Németország az európai egyesülést szorgalmazta. Alapító tagja volt az Európai Uniónak, nagy szerepet játszott a közös valuta, az euró bevezetésében és egyöntetűen támogatta az Unió 2004-es keleti bővítését. A kontinensen kívül az új elvárásoknak megfelelve, részt vett a NATO közös akcióiban, többek között a 2001-es amerikai terrortámadást követő afganisztáni háborúban. A Schröder-kormány azonban megtagadta a részvételt az iraki háborúban. A német kormány kudarcai közé tartozik, hogy erőfeszítései és Németország gazdasági és diplomáciai súlya ellenére nem vették fel az ENSZ Biztonsági Tanácsának állandó tagjai közé.
Míg az 1994-es választásokon ismét Helmut Kohl pártja győzött, 1998-ban a Gerhard Schröder vezette szociáldemokraták kapták a legtöbb szavazatot és a Zöldekkel közösen alkottak kormányt. A koalíciós partner hatására a környezetvédelem nagyobb hangsúlyt kapott a kormányprogramban, elkezdték az atomerőművek kiváltását és történtek kezdeményezések az üvegházhatású gázok csökkentésére is. Megreformálták a szociális-, nyugdíj- és egészségügyi rendszert; a költségek egy részét az új környezetvédelmi adók biztosították. Az erősödő globalizáció hatására azonban a nagyvállalatok egyre nagyobb mértékben költöztették át termelésüket olyan országokba, ahol alacsonyabb volt a munkaerő ára, így a munkanélküliség magas maradt. 2002-es újraválasztása után Schröder megszorító csomagot (Agenda 2010) volt kénytelen bejelenteni, de pártja élénk tiltakozásának hatására előbb lemondott a pártelnökségről, majd 2005-ben új választásokat írt ki (technikailag szándékosan elvesztett egy bizalmatlansági indítványt). A választást kis többséggel a CDU/CSU nyerte, így annak elnöke, a keletnémet származású Angela Merkel alakíthatott kormányt, amelyhez nagykoalíciós partnerként a szociáldemokratákat kérte fel. 2008-ban Németországot is elérte a nemzetközi pénzügyi és gazdasági válság, amelyet a (főleg amerikai) bankok ellenőrizetlen hitelkihelyezési politikája okozott. A gazdasági válságot hitelválság követte, az eurózóna számos tagja súlyosan eladósodott; ennek enyhítése komoly feladatot jelentett a német pénzügyi és Európa-politika számára is.
2009-ben a konzervatívok megőrizték fölényüket, de a nagykoalíciót keresztény-liberális kormány váltotta fel. A 2013-as választásokon a Szabaddemokrata Párt kiesett a Bundestagból, így ismét keresztény-szocialista nagykoalíció alakult, továbbra is Merkel vezetésével. 2015-ben a menekültválsággal kellett szembenéznie a német kormánynak. Ebben az évben közel félmillió közel-keleti és afrikai menekült kért menedéket Németországban, több mint kétszer annyi, mint az előző évben. Merkel a nyitott határok és befogadás politikája (Willkommenskultur) mellett döntött, ami miatt éles kritikák is érték. Egyes politikusok és szervezetek a menekültválságot tekintették Németország legnagyobb problémájának az újraegyesítés óta. A kritikák ellenére Merkel 2017-ben ismét megnyerte a választásokat, ám a menekültválság hatására bejutott a parlamentbe a szélsőjobboldali AfD (Alternative für Deutschland) is.

## Fordítás
- Ez a szócikk részben vagy egészben  a   Geschichte Deutschlands című német Wikipédia-szócikk ezen változatának fordításán alapul.  Az eredeti cikk szerkesztőit annak laptörténete sorolja fel. Ez a jelzés csupán a megfogalmazás eredetét és a szerzői jogokat jelzi, nem szolgál a cikkben szereplő információk forrásmegjelöléseként.